# Notre-Dame (Orcival)

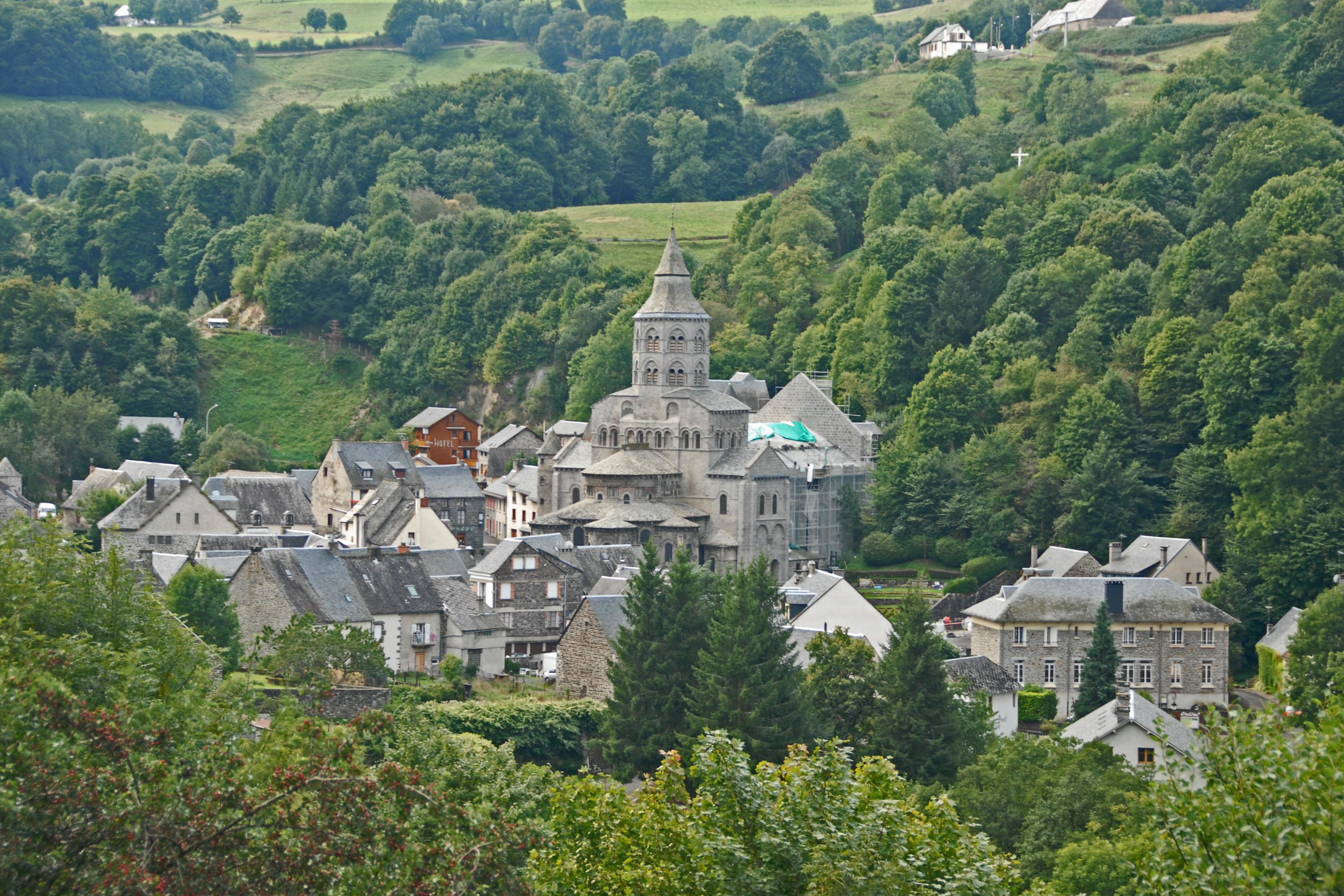
Orcival, von der gegenüberliegenden Talseite

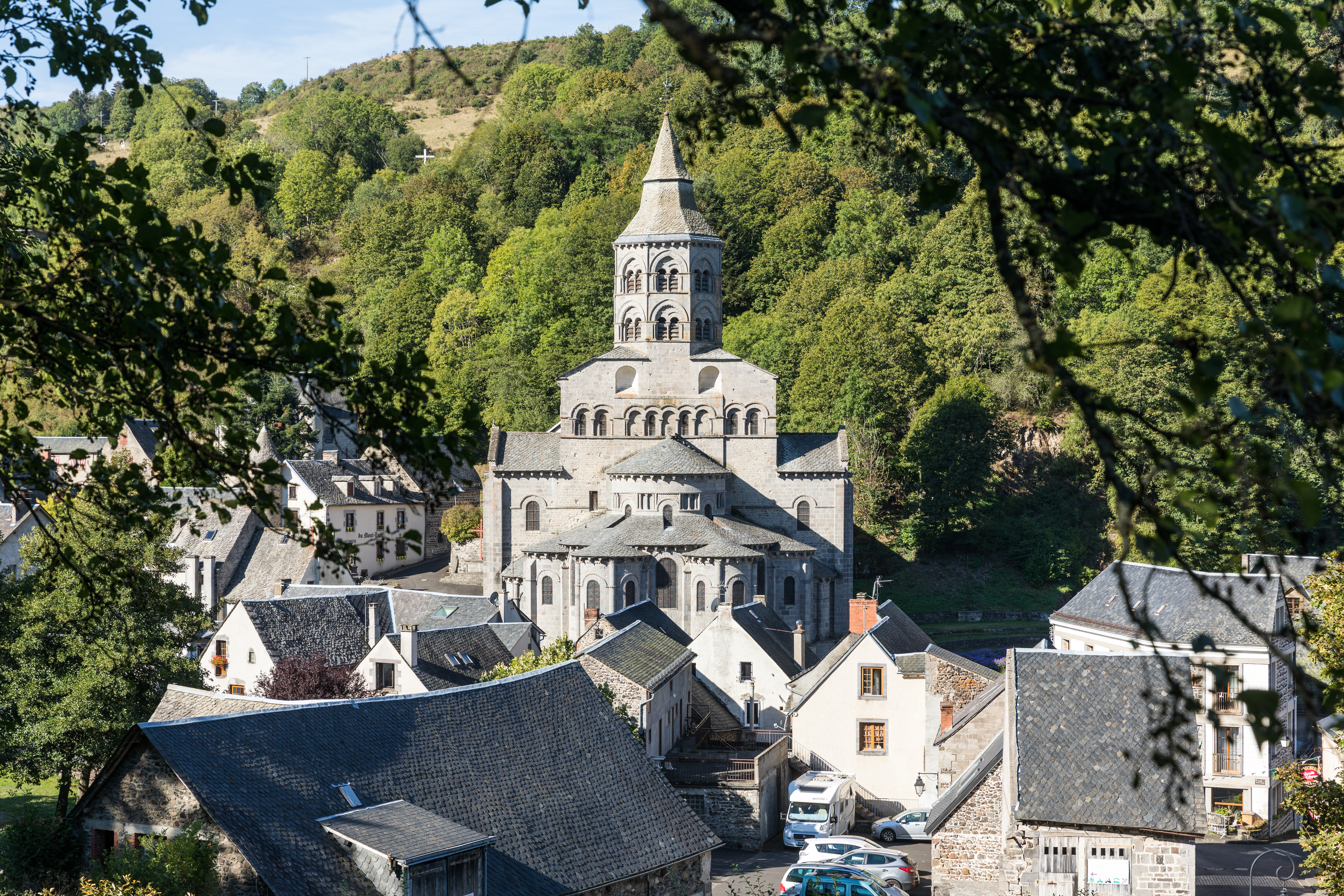
Notre-Dame d’Orcival, von der gegenüberliegenden Talseite

Die Kirche Notre-Dame liegt in der französischen Gemeinde Orcival im Département Puy-de-Dôme in der Auvergne etwa 40 Kilometer südwestlich von Clermont-Ferrand in der Tiefe eines Tals zwischen den Dore- und den Dôme-Bergen. Sie gilt als eines der bedeutendsten Werke der auvergnatischen Romanik. Das monumentale Bauwerk mit einer Ostpartie in Form einer „Auvergnatische Pyramide“ überragt die beschaulichen Häuser des kleinen Ortes mit seinen steil geneigten Schieferdächern. Notre-Dame d’Orcival wurde als Pilgerkirche erbaut und ist es bis heute geblieben. Sie steht auf dem Grundriss eines lateinischen Kreuzes, dessen Querschiffarme mit seinen beiden Kapellen das Langhaus weit überragen, besitzt einen Umgangschor mit einem Kapellenkranz aus vier Radialkapellen. Das Langhaus weist einen pseudobasilikalen Aufriss auf, ohne direkte Obergadendurchfensterung, mit echten Tribünen über den Seitenschiffen und einer zentralen Empore über dem Narthex. Der Wallfahrtskirche wurde 1894 von Papst Leo XIII. der Rang einer Basilica minor verliehen.

## Historisches
Über die Ursprünge von Orcival gibt es, wie auch für die anderen der romanischen Kirchen der basse (niederen) Auvergne, so gut wie keine Quellentexte. Das Archiv des Kapitels hat man im 14. Jahrhundert geplündert und das, was verblieben ist, wurde in der Revolution zerstört.
Über die ungewöhnliche Lage dieser Kirche des 12. Jahrhunderts gibt es eine Legende, wie sie auch bei anderen Wallfahrtsorten nicht selten überliefert werden:
An einer Quelle, die heute einige hundert Meter abseits der Kirche liegt, soll die Jungfrau Maria erschienen sein, um sich zu erfrischen. Fortan wurden dem Wasser wunderbare Heilkräfte zugeschrieben, was viele Pilger anzog. In der Nähe soll dann eines Tages die Marienstatue gefunden worden sein, die man noch heute in Notre-Dame d’Orcival verehrt. Das Standbild wurde in eine nahe gelegene Kirche gebracht, kehrte jedoch immer wieder an die Fundstelle zurück, eine untrügliche Botschaft, hier eine Kirche zu errichten. Man begann mit dem Bau, doch immer wieder stürzten die Mauern ein. Wutentbrannt nahm schließlich der Baumeister seinen Hammer, schleuderte ihn fort, und begann dort, wo dieser niederfiel, mit einem letzten Versuch. Dieses Mal hielten die Mauern und haben bis heute die Jahrhunderte überdauert.
Man hätte sicherlich damals im schmalen Tal von Orcival einen günstiger gelegenen Bauplatz gefunden, ohne die extremen Geländegefälle. Der Narthex im Westen ist in den Steilhang hinein gebaut worden, wohingegen im Osten die Krypta weit aus dem anschließenden Gelände herausragt. Der Schluss liegt nahe, dass der Bauplatz nach der vorstehend zitierten Legende gewählt worden ist.
Ende des 19. Jahrhunderts hat man unterhalb des Narthex eine andere Quellfassung entdeckt, die nicht mit der oben genannten Heilquelle in Beziehung stehen soll.
In Orcival gab es – vermutlich am Ort einer früheren keltischen Kultstätte – bereits im 6. Jahrhundert eine Wallfahrt zur Jungfrau Maria. Dort bauten im 7. Jahrhundert Mönche aus La Chaise-Dieu ein erstes Gotteshaus, dass gegen Ende des 9. Jahrhunderts von den Normannen zerstört worden ist.
Orcival war ursprünglich ein einfaches Priorat, ein Ableger der Benediktinerabtei von La Chaise-Dieu. 1146 existierte es noch nicht. Es wird erstmals in einer Bulle Papst Alexanders III., im Jahr 1178 (Chaix, Monumenta pontificia... S. 378) erwähnt. Seine Gründung steht wahrscheinlich mit der Schenkung Wilhelms VII., Graf der Auvergne, und seines Sohnes, als Wiedergutmachung für den Abt Durandus von La Chaise-Dieu, nach den von ihnen veranlassten Plünderungen der Abtei in Verbindung. Sie stifteten ein Fünftel der Kirche von Orcival, ein Viertel der Sakristei und der Kapellen und einen Backofen, der „juxta dominum jocularis“, neben dem Haus des Spielmanns stand.

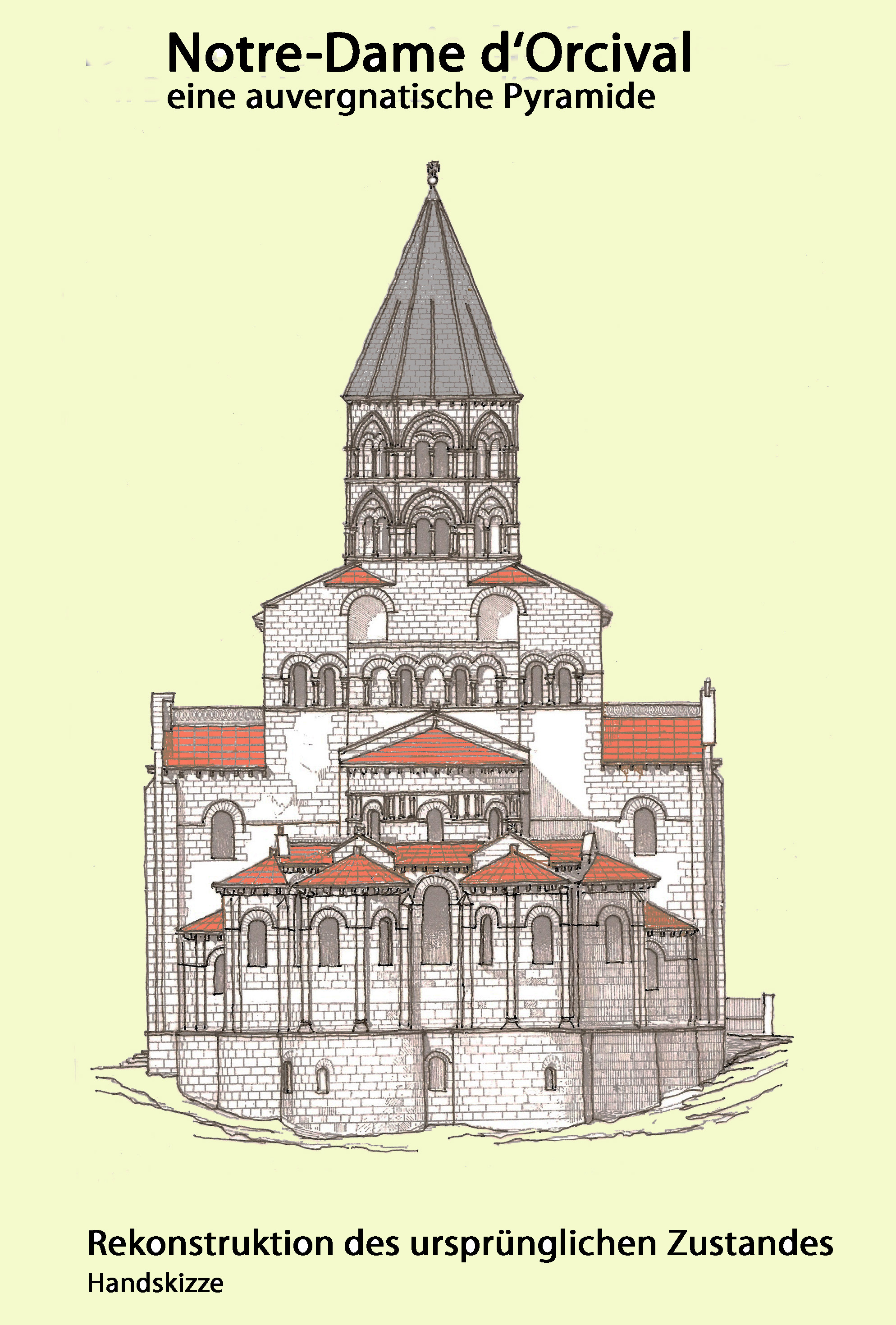

Da so gut wie kein Dokument erhalten ist, das über die Entstehungsdaten der Kirche Notre Dame d’Orcival Auskunft geben könnte, müssen sich die Historiker diesbezüglich auf Vermutungen beschränken. Die Einheitlichkeit des Baustils der Gebäudeteile lässt darauf schließen, dass die Kirche in einem Zuge, ohne größere Unterbrechungen, errichtet wurde, was bei einem Bauprojekt von nach den Maßstäben der Entstehungszeit erheblichen Dimensionen beachtlich ist.
Die Mönche von La Chaise-Dieu scheinen nicht für die Finanzierung der Bauten und als Förderer der Wallfahrten verantwortlich zu sein. Sie hätten dann sicher nicht nur zwei Mönche dort hinterlassen, als sie sich 1333 ohne weitere Ansprüche aus dem Kapitel zurückzogen. Allerdings deutet einiges darauf hin, dass die Grafen der Auvergne für die Hauptfinanzierung des Kirchenbauwerks im ersten Drittel des 12. Jahrhunderts verantwortlich zeichneten. Sie zählten Orcival zu ihren vermögensrechtlichen Besitzungen und verfügten über das Einkommen der Kirche, da sie davon ein Fünftel La Chaise-Dieu zukommen ließen.
Das Bauwerk wurde, wie fast immer bei Kirchen jener Zeit, im Osten mit der Krypta und dem Chorhaupt begonnen, dann nach Westen weitergeführt und nach etwa einem halben Jahrhundert mit dem Narthex abgeschlossen. Da die Pilgerfahrten in dieser Zeit stetig zunahmen, hat man die Kirche wahrscheinlich entsprechend ihrem Baufortschritt den Pilgern in immer größer werdenden Abschnitten zugänglich gemacht.
In einer der Quellen wird die Fertigstellung der Kirche auf das Jahr 1166 datiert.
Zusammen mit dem Kirchengebäude werden die Konventsgebäude des Kapitels erbaut worden sein, über deren Anordnung, Umfang und Aussehen keinerlei Quellenangaben bekannt sind. Einige Konturen auf dem Mauerwerk der Südwand und im Innern auf der Giebelwand des südlichen Querhausarms lassen vermuten, dass die Konventsgebäude auf der südlichen Gebäudeseite angebaut waren.
Gegen Ende des 11. Jahrhunderts setzten die Pilgerfahrten nach Santiago de Compostela in Nordspanien ein. Ihre große Blütezeit fand in der ersten Hälfte des 12. Jahrhunderts statt, in der die Pilger jährlich zu Hunderttausenden nach Süden zogen. So formierte sich der Jakobsweg in Frankreich, aus vier Hauptrouten, begleitet von einem Netz zahlreicher Nebenrouten.
An diesen Wegen entstanden zahlreiche neue Kirchen, Klöster, Hospize, Herbergen und Friedhöfe, und vorhandene Einrichtungen wurden den neuen Anforderungen entsprechend erweitert. Man brauchte für eine Pilgerkirche vor allem große Bewegungsflächen für die zahlreichen Pilger, wie Chorumgänge und Seitenschiffe, Emporen, sowie möglichst viele Kapellen, zur Präsentation von Reliquien und deren Verehrung.

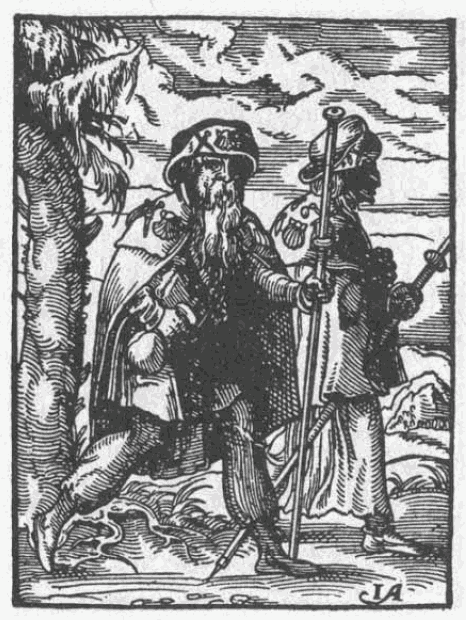
Jakobspilger, Holzschnitt von 1568

Zusammen mit den anderen Hauptkirchen der Auvergne befand sich auch Orcival an einer wichtigen Nebenroute, zwischen den Hauptrouten Via Lemovicensis und der Via Podiensis, welche von Nevers ausgehend, die ganze Auvergne erschloss und weiter nach Süden führte.
Im 13. Jahrhundert wurde das von Bischof Hugo von Tours 1242 gegründete Kapitel vom Papst zum Kollegiatstift erhoben, dass von 26 Kanonikern, auch Chorherren genannt, gebildet wurde. Diese Anzahl verringerte sich später, aber das Stift hatte Bestand bis zur Revolution.

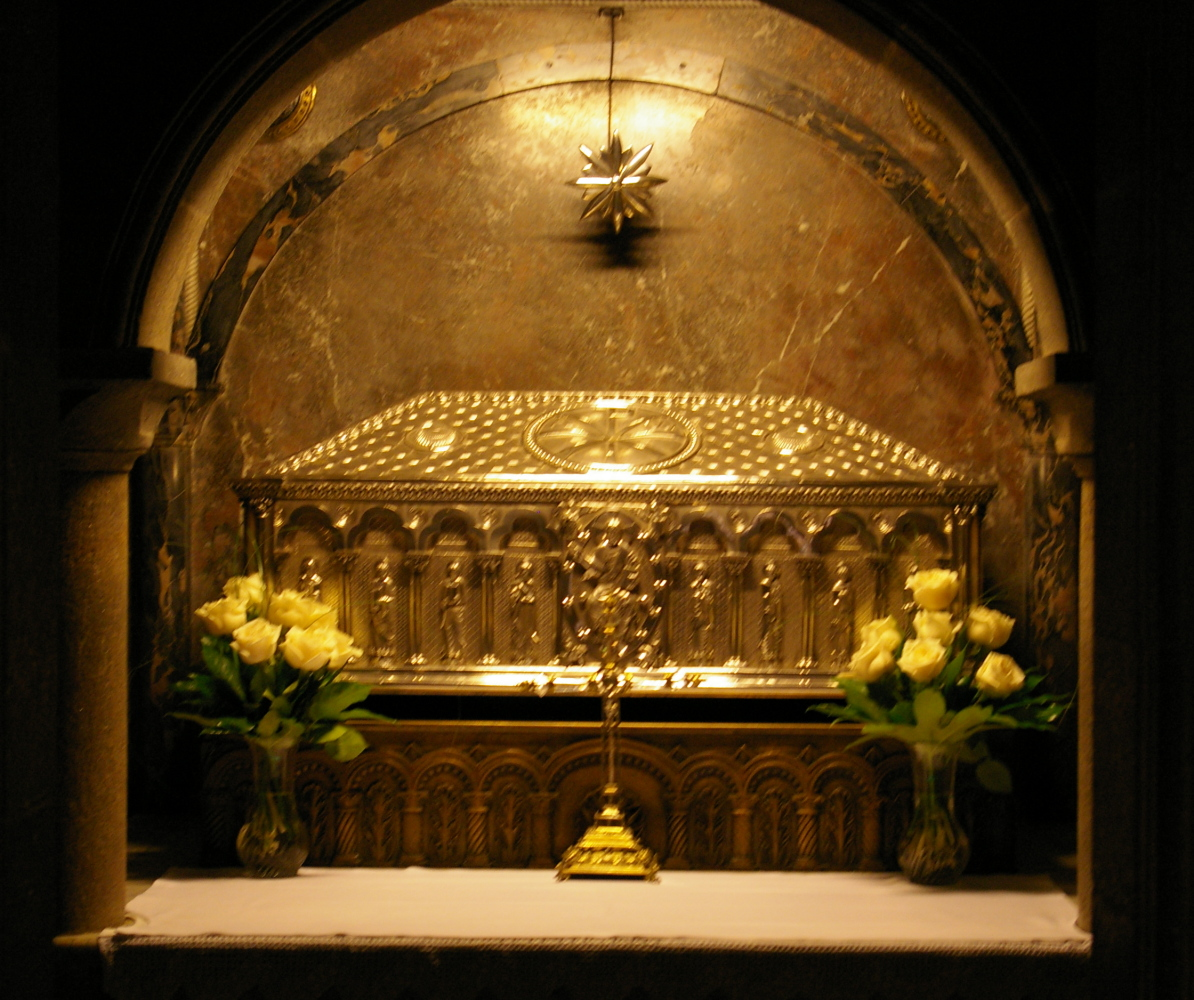
Jakobsgrab, Santiago-de-Compostela

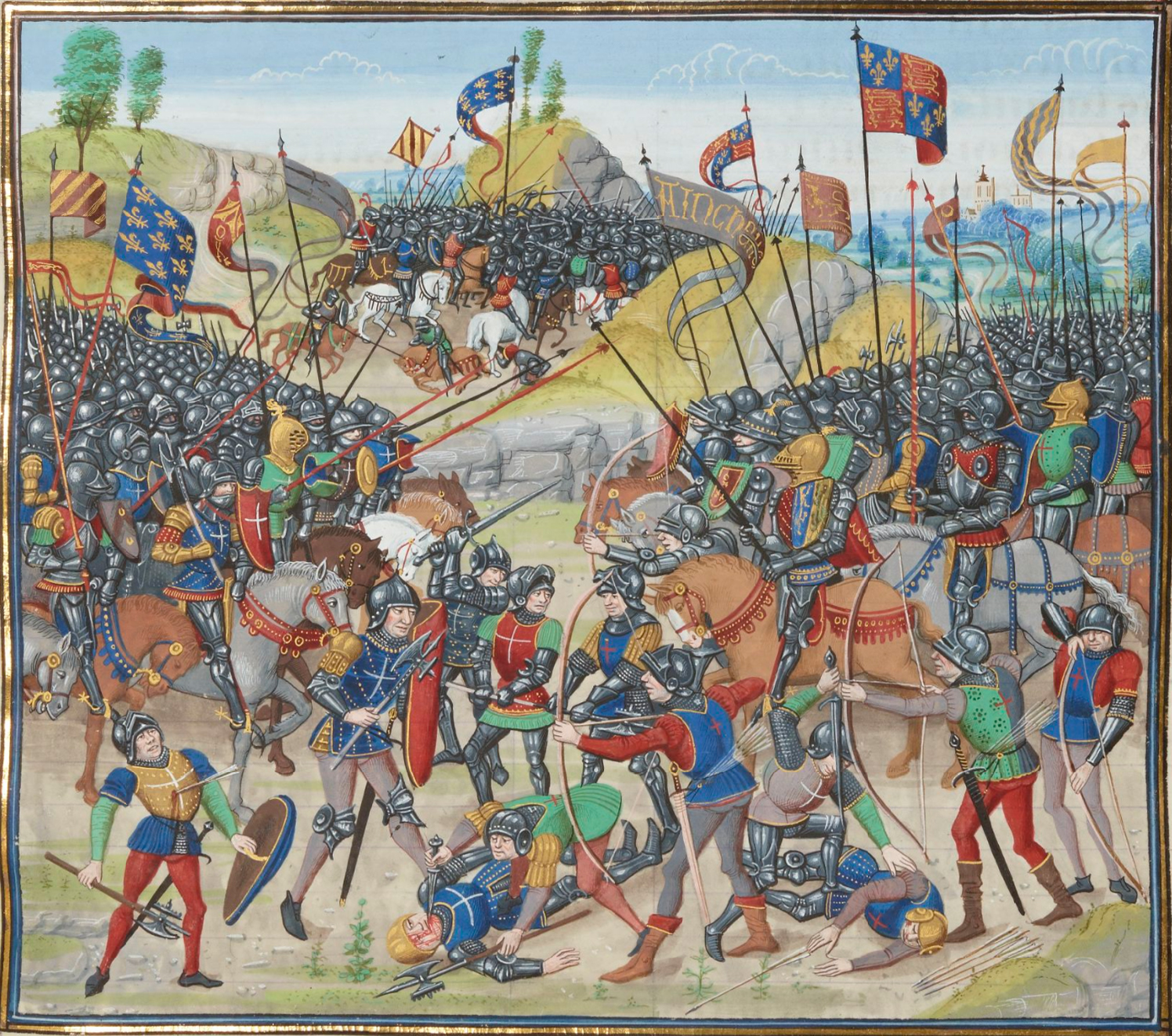
Zeitgenössische Miniatur der Schlacht von Auray (1364) im Hundertjährigen Krieg

Als nach Mitte des 12. Jahrhunderts die Streitereien zwischen Frankreich und England um Aquitanien begannen, gingen die Pilgerbewegungen zurück. Die späteren Kriege des 13./15. Jahrhunderts, wie etwa der Hundertjährige Krieg (1339–1453), brachten einen dramatischen Einbruch und führten zu nahezu völligem Erliegen der Pilgerströme nach Spanien. Dementsprechend konnte das Kapitel von Notre-Dame d' Orcival nach Fertigstellung seiner großen Pilgerkirche nicht mehr lange an den Spendeneinnahmen von Jakobspilgern teilhaben. Es verblieben ihm lediglich die regionalen Wallfahrten.
Das Priorat bestand noch nicht lange, als es schon im Jahr 1333 von Pierre d'Aigrefeuille, dem ehemaligen Abt von La Chaise-Dieu und Bischof von Clermont, mit all seinen Gütern dem Priorat Saint-Robert de Montferrand angeschlossen wurde.
Im Jahr 1478 beschädigte ein heftiges Erdbeben die Kirche, wie auch die von Notre-Dame du Port, Mozac und Riom. Der Glockenturm wurde danach abgeändert.
Ludwig XI., von 1461 bis 1483 König von Frankreich, erlaubte den Kanonikern, im ganzen Königreich Spenden zu erbitten, um damit die Wiederherstellung zu bezahlen.
Als zwischen 1629 und 1631 die Auvergne von Epidemien heimgesucht wurde, wuchs die Zahl der Pilger an. Mehrere Städte legten in Notre-Dame d’Orcival Gelübde ab, wie zum Beispiel Thiers 1629, Clermont-Ferrand und Montluçon 1631.

Sturm auf die Bastille in Paris, am 14. Juli 1789

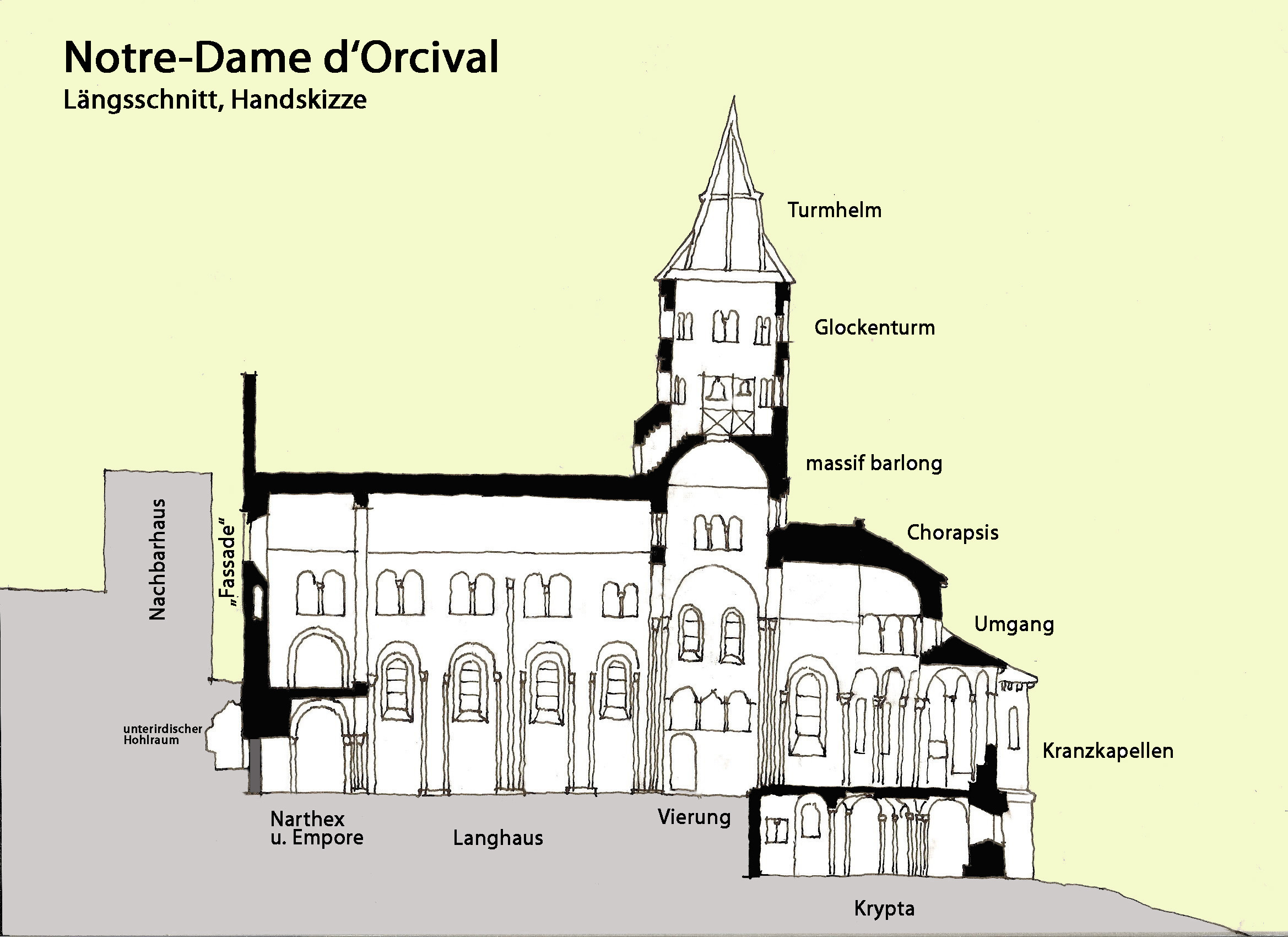
Längsschnitt, Handskizze

Während und nach der Revolution (1789) wurde das Kapitel aufgelöst, und die Ausstattung der Kirche eingeäschert. Die Konventsgebäude, soweit noch welche aus den Wirren der Religionskriege übrig geblieben waren, sind damals als Gemeingut zum Abbruch veräußert worden. Die kostbare Marienstatue wurde rechtzeitig in einer Wand der Empore des Narthex eingemauert und damit vor der Plünderung verschont, wie auch alle Glocken. Nur die Spitze des Vierungsturms mit dem Wetterhahn, als Ausdruck kirchlicher Autorität, hat man damals zerstört, der aber später wieder rekonstruiert werden konnte.
Im 19. Jahrhundert nahmen die Marienwallfahrten deutlich größere Ausmaße an, so dass erforderliche Reparaturen und Renovierungsarbeiten finanziell ermöglicht wurden. Dabei wurde den Restauratoren wenig Gelegenheit geboten, in größerem Ausmaß Eingriffe zu tätigen, da die Substanz die Frevel über die Jahrhunderte erstaunlicherweise recht gut überstanden hatte. Die Kirche erhielt im Jahr 1894 von Papst Leo XIII. den Ehrentitel Basilica minor.
Von 1951 bis 1965 wurde Kirche und Krypta vom jahrhundertealten Kerzenruß gereinigt und der Chor neu gestaltet. In den letzten Jahren wurden die Außenseiten des Gebäudes nach modernen denkmalpflegerischen Gesichtspunkten gereinigt und restauriert.

## Bauwerk

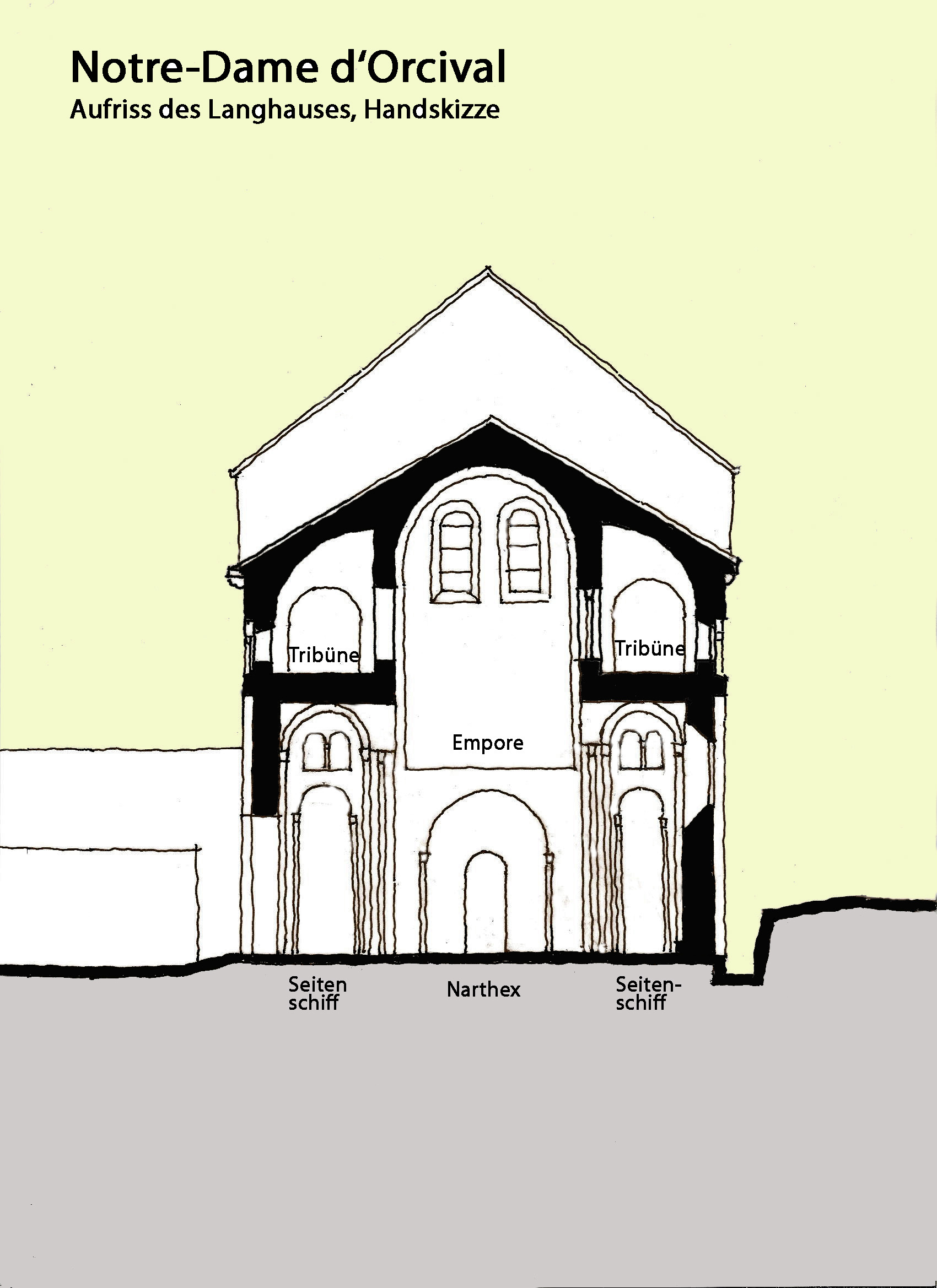
Aufriss Langhaus, Handskizze

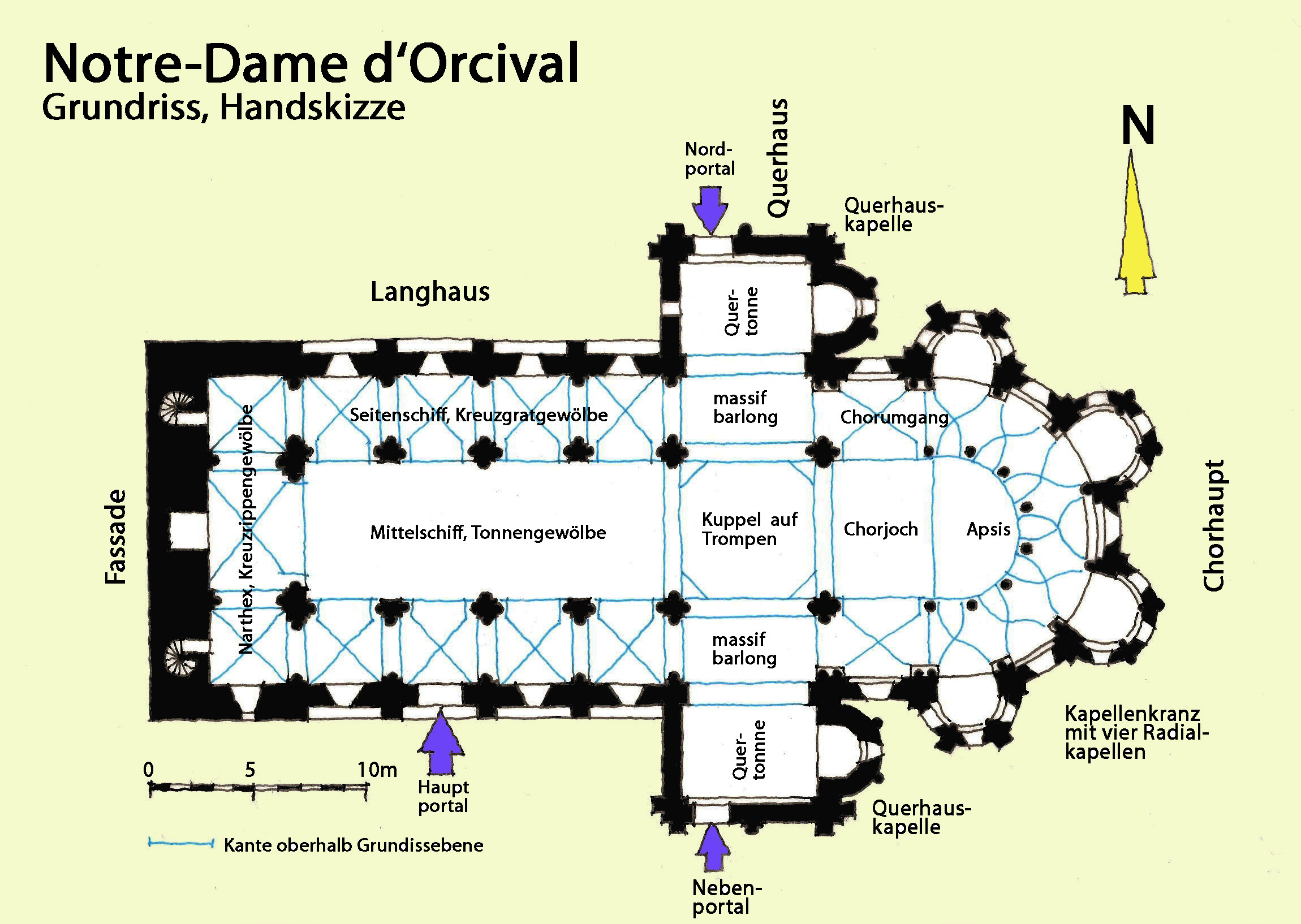
Grundriss, Handskizze

Abmessungen zirka (aus Grundriss entnommen und hochgerechnet)
- Gesamtlänge außen (inkl. Kapellen): 46,60 m
- Langhausbreite außen (ohne Wandvorlagen): 16,30 m
- Langhausbreite außen (mit Wandvorlagen): 17,30 m
- Länge Querschiff außen (ohne Pfeilervorlagen): 27,20 m
- Länge Langhaus außen, Querhaus bis Fassade: 23,70 m
- Querhausbreite außen (ohne Wandvorlagen): 8,45 m
- Querhausüberstand zum Langhaus: 5,80 m
- Langhauslänge innen: 21,00 m
- Langhausbreite innen: 14,20 m
- Mittelschiffbreite zwischen Scheidewänden: 6,40 m
- Querhauslänge innen: 27,40 m
- Tiefe Umgangschor (Vierung bis Umgangsaußenwand): 12,10 m
- Mittelschiffhöhe innen: 17,40 m
- Höhe Vierungskuppel innen (im Scheitel): 21,40 m

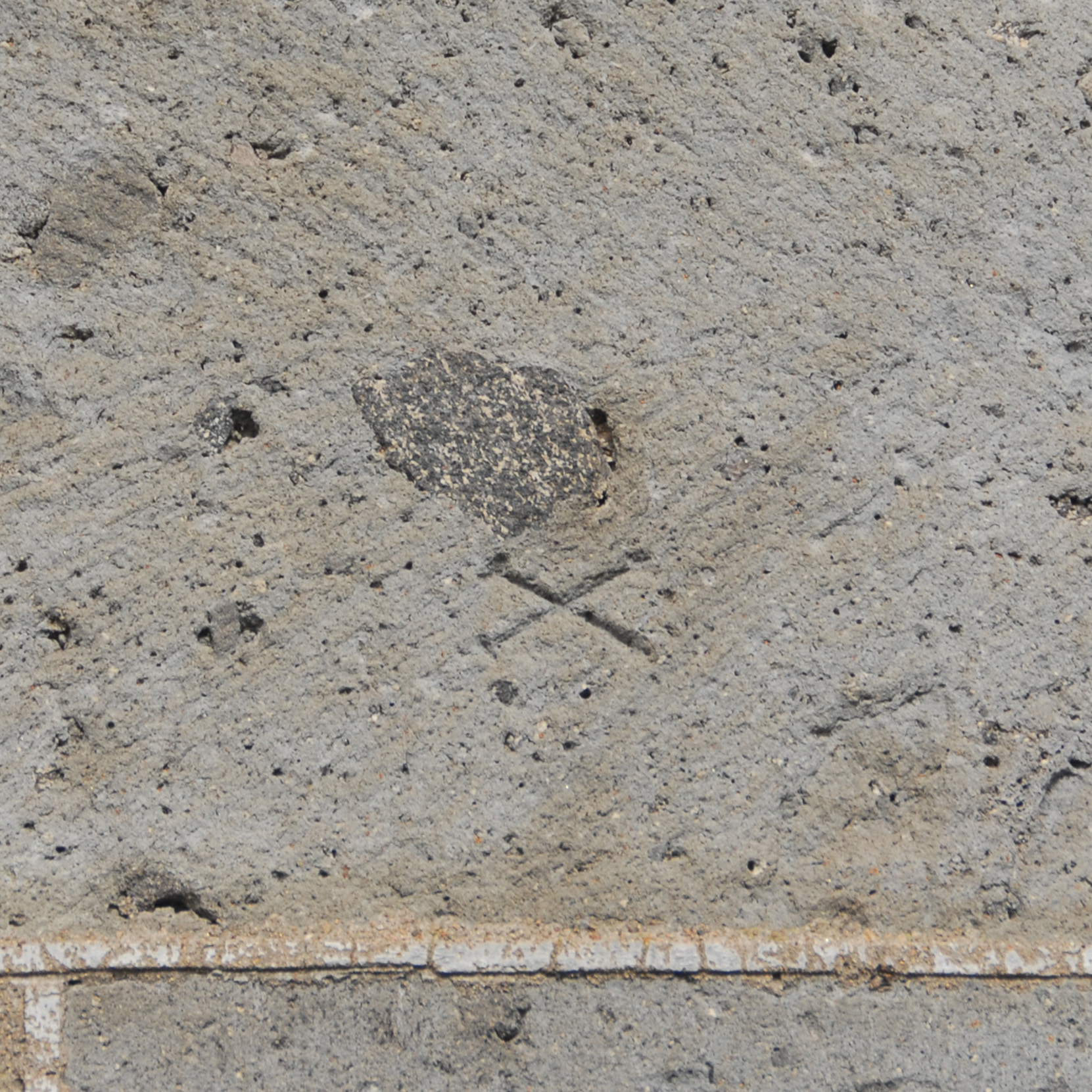
Steinmetzsignatur, Farnwedelstruktur

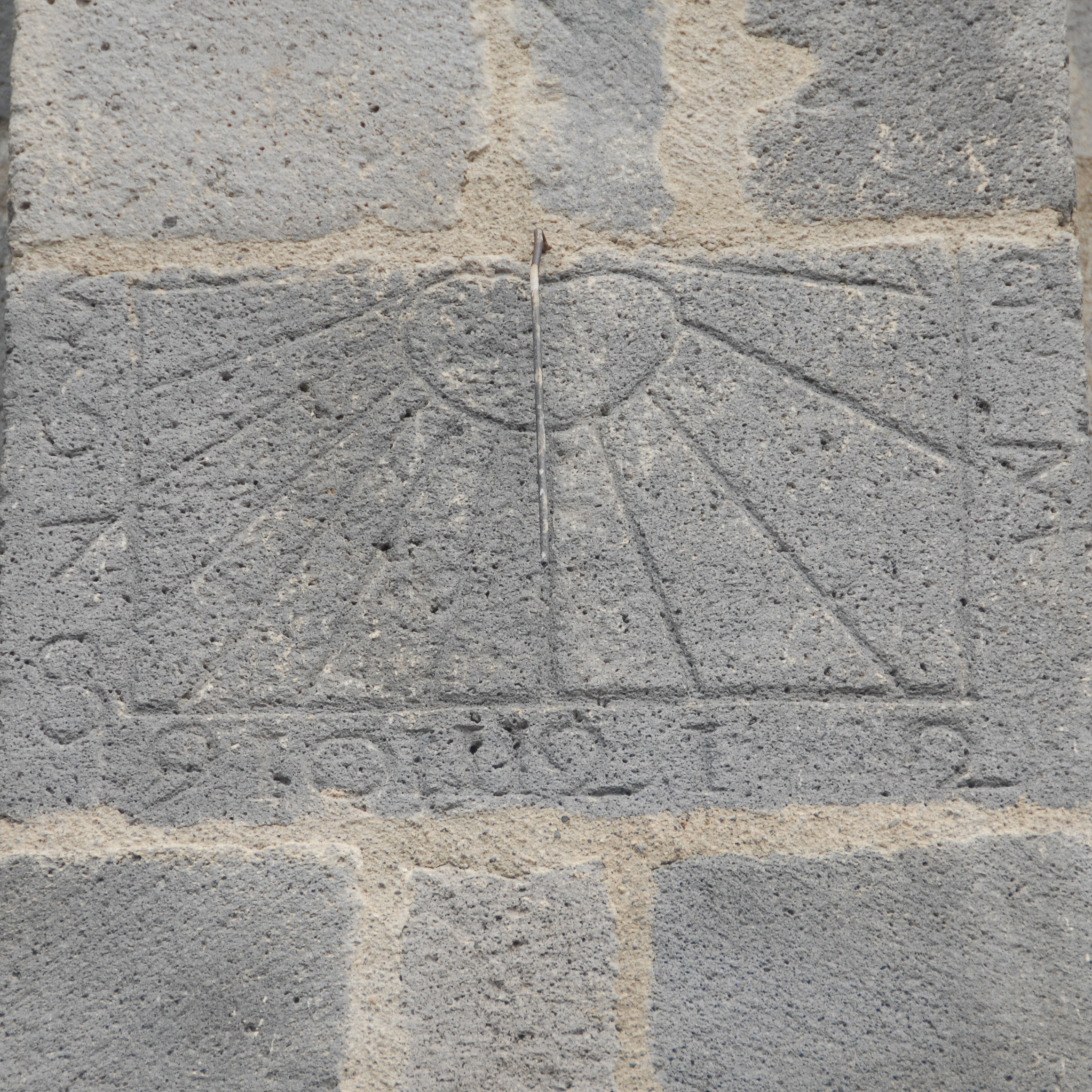
Kleine Sonnenuhr

Notre-Dame d’Orcival ist wie nahezu alle romanischen Kirchen mit seinem Chorhaupt nach Osten ausgerichtet, zur aufgehenden Sonne hin, einem Symbol Christi. Dazu scheuten die Baumeister sich nicht, aufwändige Geländemodellierungen zu betreiben, wie etwa verschiedene Aushebungen des felsigen Baugrundes, andererseits erforderliche Aufschüttungen und Planierungen. Die massive Fassadenwand im Westen verschwindet etwa zu einem Drittel ihrer Höhe im Berghang. Der im Osten verlaufende Bach wurde weitläufig umgeleitet.
Das Steinmaterial Andesit, ein hellgrauer Vulkanstein, konnte an Ort und Stelle abgebaut werden. Dieser ließ sich von den Steinmetzen mit ihrem Handwerkszeug problemlos bearbeiten. Die sichtbaren Steine des Mauerwerks sind in harter Arbeit mit bewundernswerter Sorgfalt und Genauigkeit zugerichtet. Die Steinoberflächen sind mit schrägen, farnwedelartigen Rillen überzogen, die entlang der Mittelachse beidseitig im spitzen Winkel nach auswärts zugehauen worden sind. Dieses Verfahren ist typisch für die Steinbearbeitung in der Auvergne.
Auf dem Mauerwerk der Kirche, insbesondere außen an den Blendarkadenbögen der südlichen Langhauswand und innen auf den Gurtbögen des südlichen Seitenschiffs kann man eingravierte Steinmetzzeichen entdecken, die von den Mühen der bescheidenen Handwerker Zeugnis ablegen. Die sich am ganzen Gebäude häufig wiederholenden Signaturen belegen die Vermutung, dass das Bauwerk ohne zeitliche Unterbrechungen errichtet und zum Abschluss gebracht worden ist

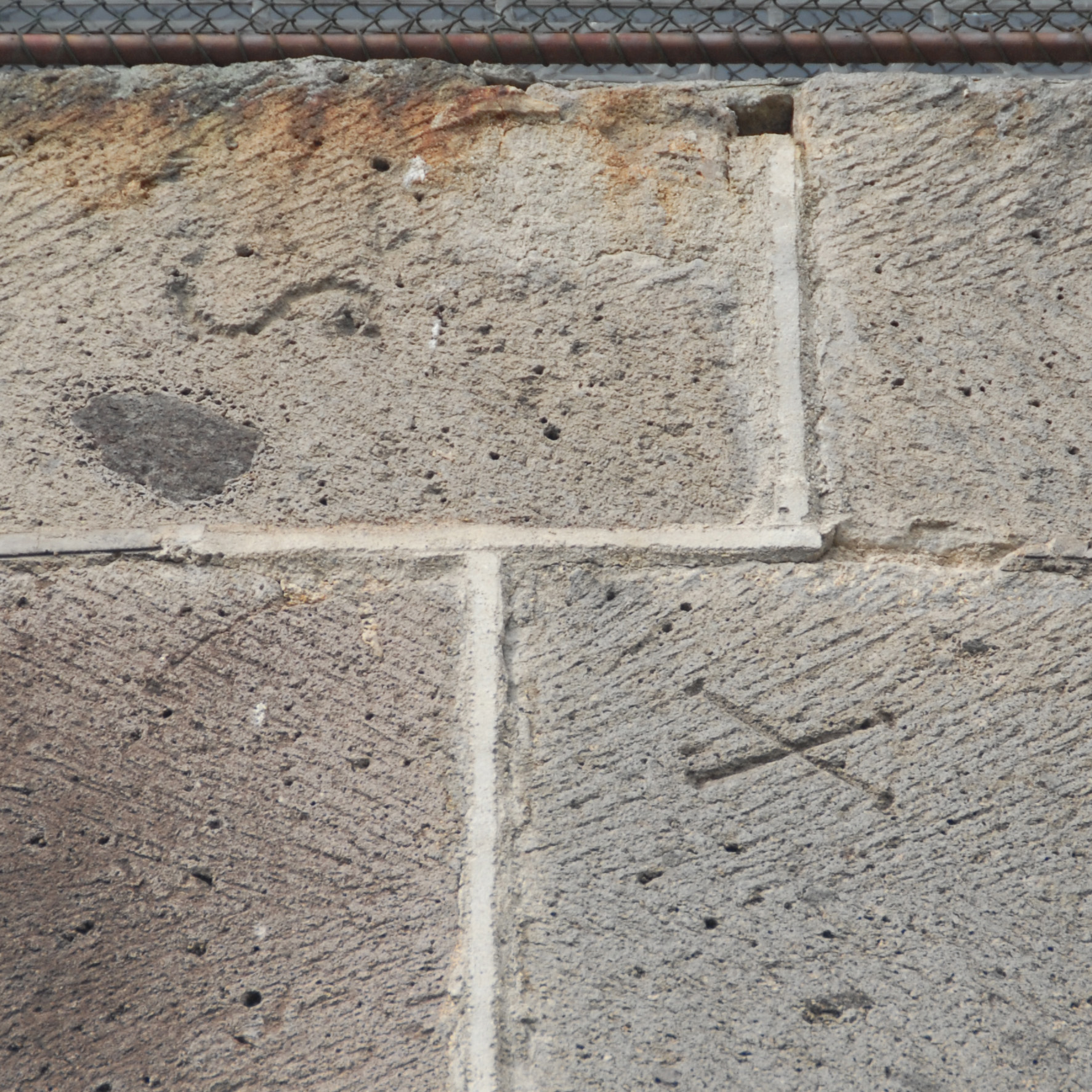
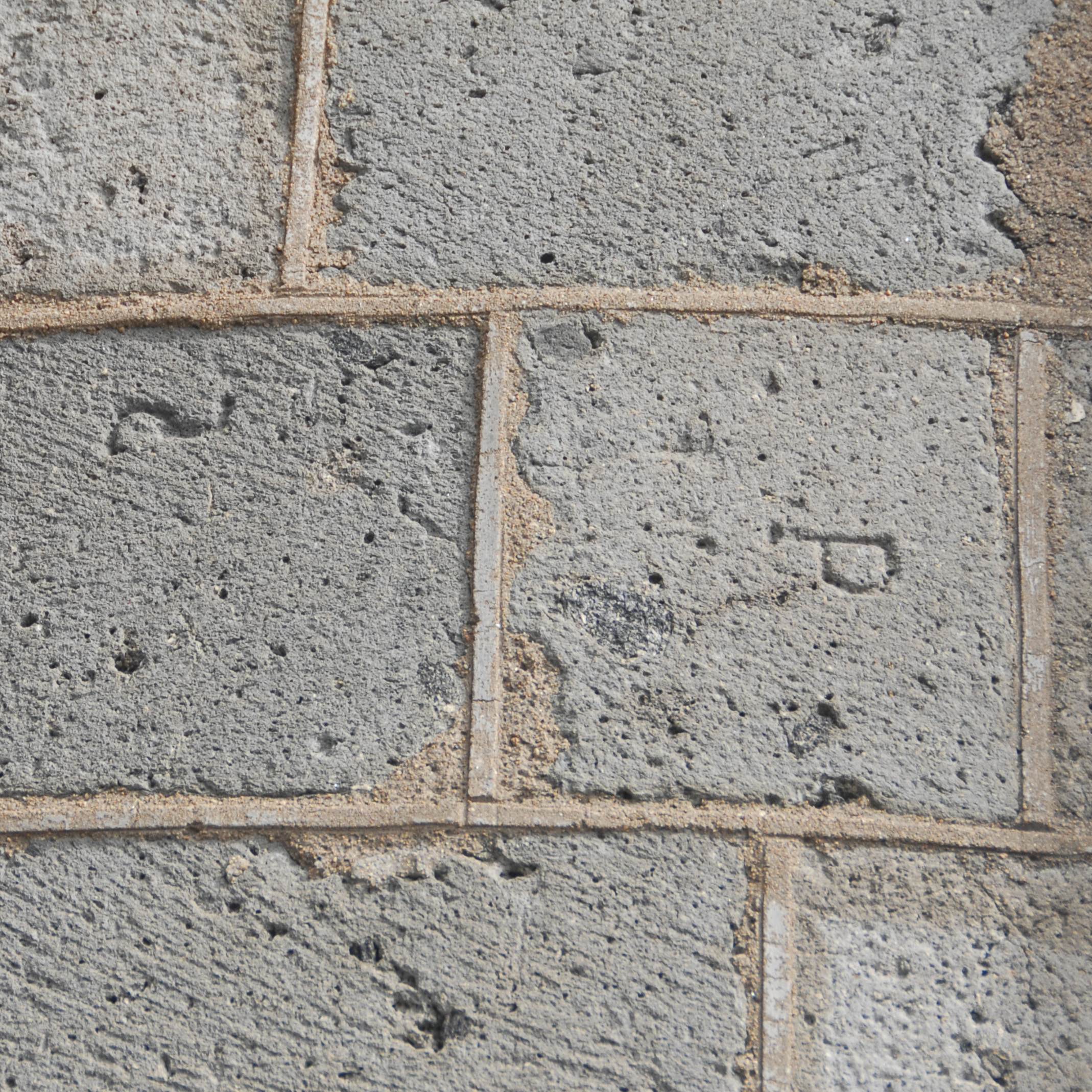
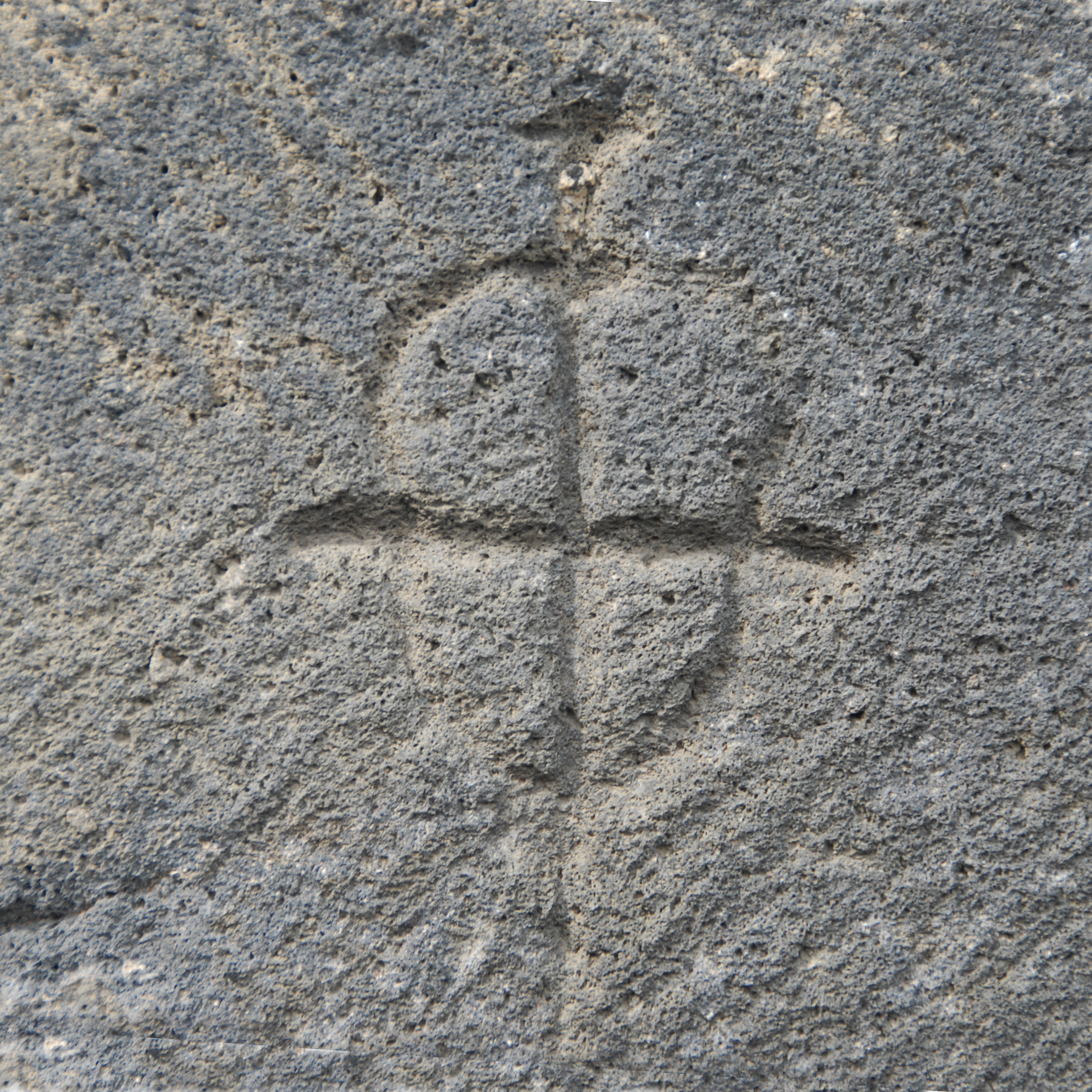
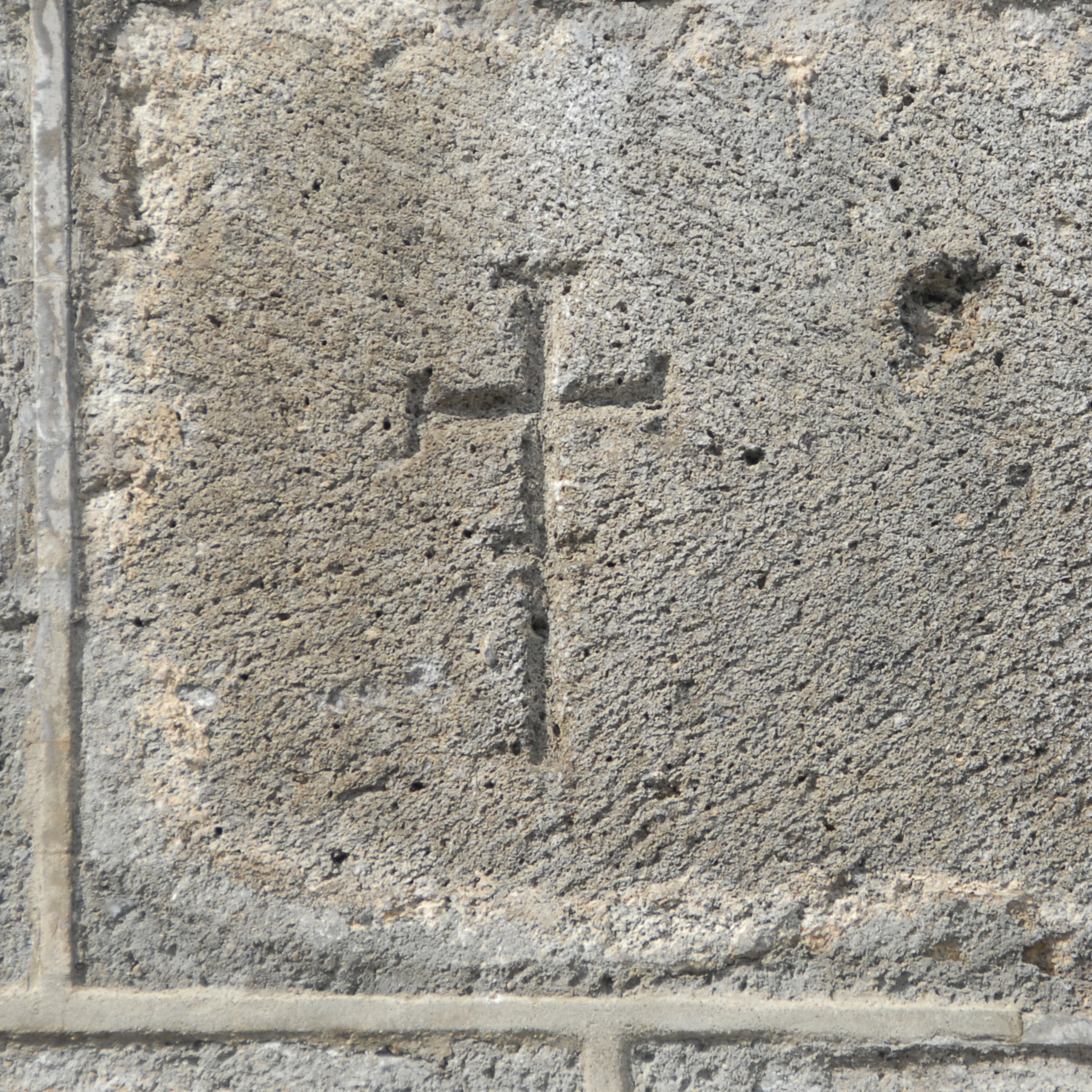

Steinmetzsignaturen

### Äußere Erscheinung

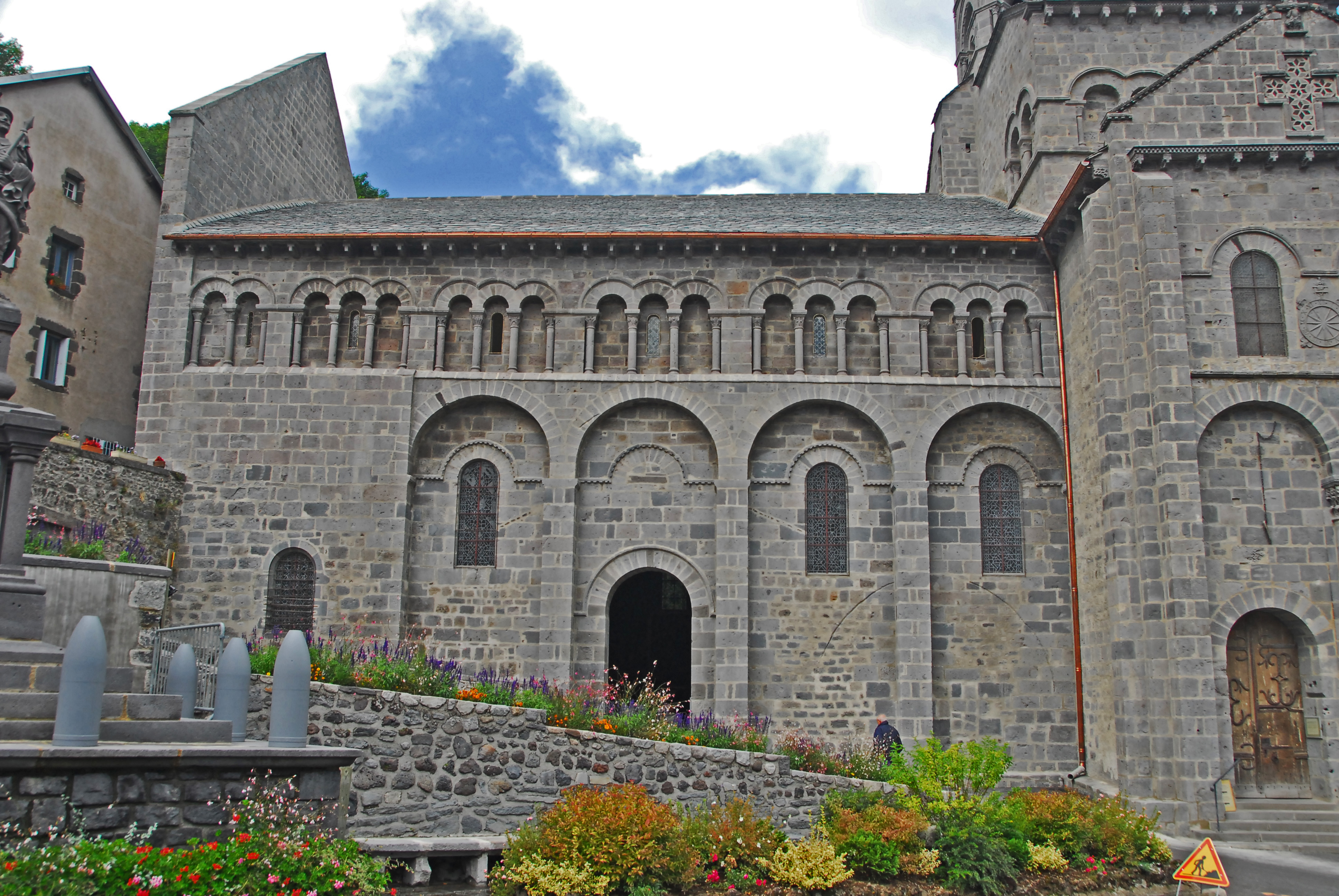
Langhaus von S

Das Mauerwerk besteht überwiegend aus großformatigen Werksteinen aus grauem Andesit, in regelmäßigen Schichten. Einige Wandpartien sind allerdings auch aus kleinformatigeren Natursteinen unterschiedlicher Farbschläge in unregelmäßigem Schichtenmauerwerk gefügt.

#### Langhaus

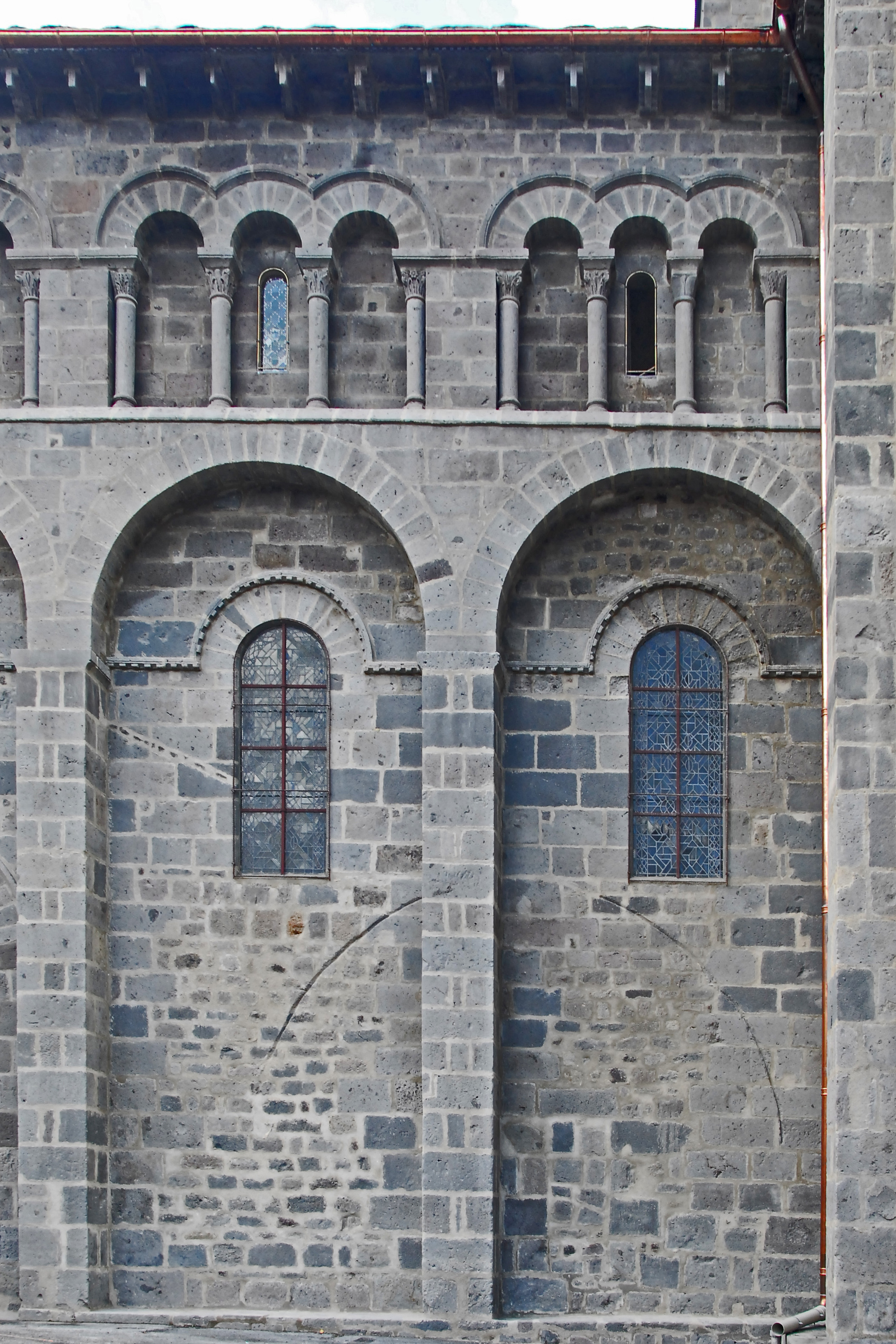
Blendarkaturen, Südwand

Das Langhaus steht auf einem lang gestreckten rechteckigen Grundriss, der bereits von außen eine vertikale Aufteilung in vier Joche und einen Narthex und eine horizontale Gliederung in zwei Geschosse erkennen lässt. Es wird überdeckt von einem flach (etwa 20 Grad) geneigten Satteldach, ohne jegliche Staffelung, das mit grauen Schieferplatten eingedeckt ist. Die Sparren des Dachstuhls enden auf weit ausladenden Traufgesimsplatten, deren Sichtkanten von einem Rollenfries dekoriert sind. Sie werden von Hobelspankragsteinen getragen, dessen spezielle Skulptur in der Romanik der Auvergne weit verbreitet ist. Ursprünglich kragten die unteren Schieferplatten über die Traufgesimse aus, um das Regenwasser frei abtropften zu lassen. Da diese Konstruktion häufig zu Nässeschäden an den Basen der Außenwände geführt hat, hat man hier im Zuge von Renovierungsarbeiten moderne halbrunde Hängedachrinnen aus Kupferblech angebracht, über die das Regenwasser in senkrechte Regenfallrohre kontrolliert abgeleitet wird. Das Satteldach stößt an der Ostseite gegen das später beschriebene massif barlong über der Vierung und geht weiter unten in die Traufen des Querhauses über. Am Westende stößt das Dach gegen eine ungewöhnlich hoch (zwei bis drei Meter) aufragende Giebelwand der Fassade, die in steilerer (über 30 Grad) Neigung mit gering auskragenden Steinplatten abgedeckt wird, um über den Giebelkanten auf waagerechten Kämpferplatten zu enden. Die weit über die Dachflächen ragende Giebelwand sollte nach den Quellen das Dach gegen westliche Witterungseinflüsse geschützt haben.
Die Südwand des Langhauses ist etwa in zwei Drittel ihrer Höhe waagerecht unterteilt, durch einen nach außen um etwa 45 Grad abgeschrägten Rückversatz der äußeren Wandoberflächen. Das entspricht im Inneren der horizontalen Unterteilung in die Seitenschiffe und deren Tribünen, die von der Geschossdecke getrennt sind.
Die vertikale Gliederung des Erdgeschosses beginnt im Westen mit einem weitgehend geschlossenen Abschnitt, der geringfügig über die Außenseiten der anschließenden Blendarkaden vortritt. Er ist etwa anderthalbmal so breit wie diese Arkaden. Dahinter befinden sich der Narthex und die massive Westwand. In dieser Wand ist ein mittelgroßes rundbogiges Fenster ausgespart, dessen Bogenscheitel fast auf der gleichen Höhe liegt wie der des Hauptportals im 2. Joch. Die weitere Fläche, bis zum Querhaus, wird von vier hohen und untereinander gleich breiten, tiefgründigen Blendarkaden gegliedert. Die äußeren Scheitel ihrer runden, leicht gestelzten Keilsteinbögen stoßen unter die Kante des oben genannten Rückversatzes, die auf im Grundriss rechteckigen Pfeilervorlagen stehen, deren Bogenansätze durch Kämpferprofile auf den Laibungen markiert sind. Die Blendarkaden entsprechen der inneren Teilung in die Joche eins bis vier.
Schmiedekunst am Hauptportal

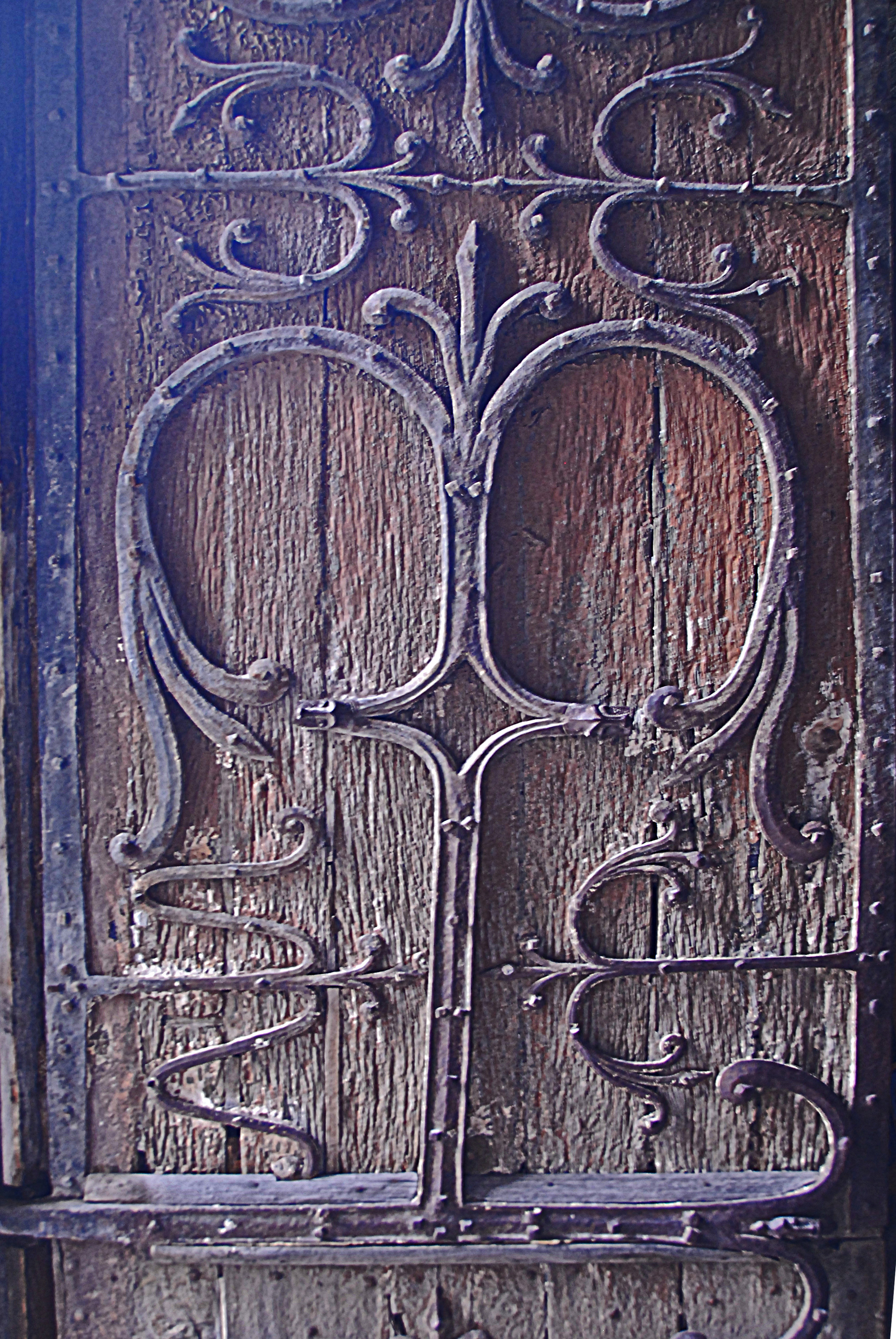
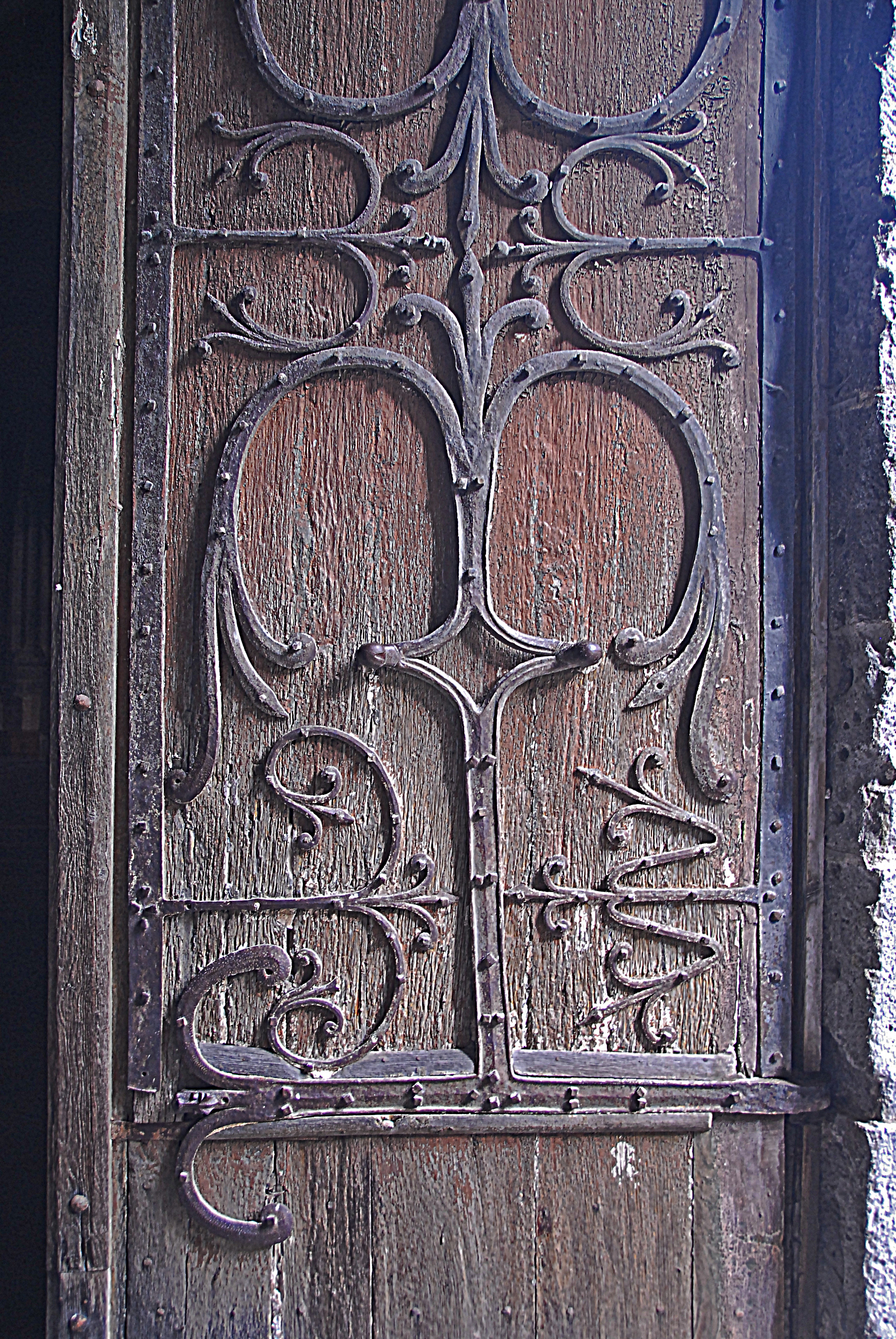
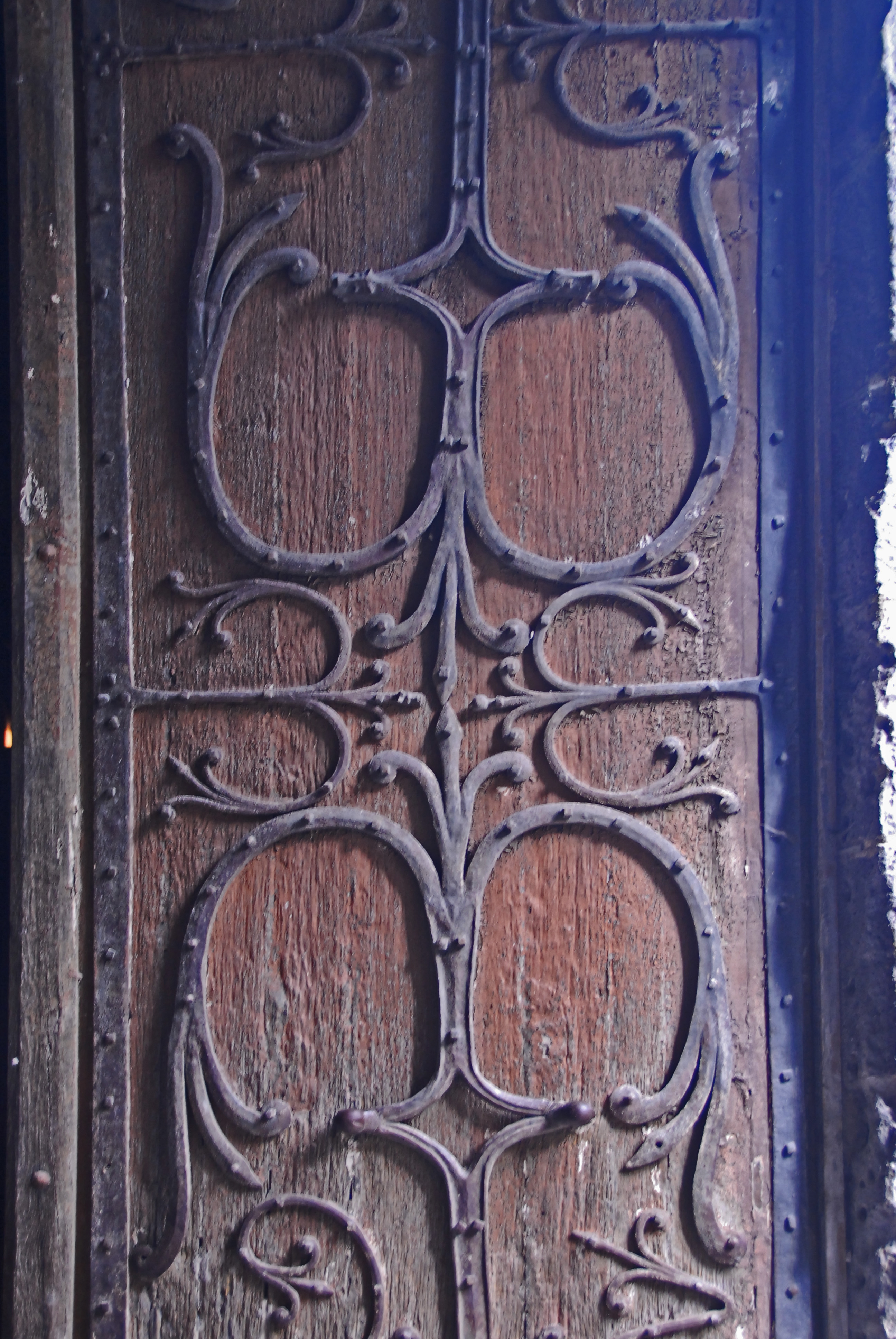
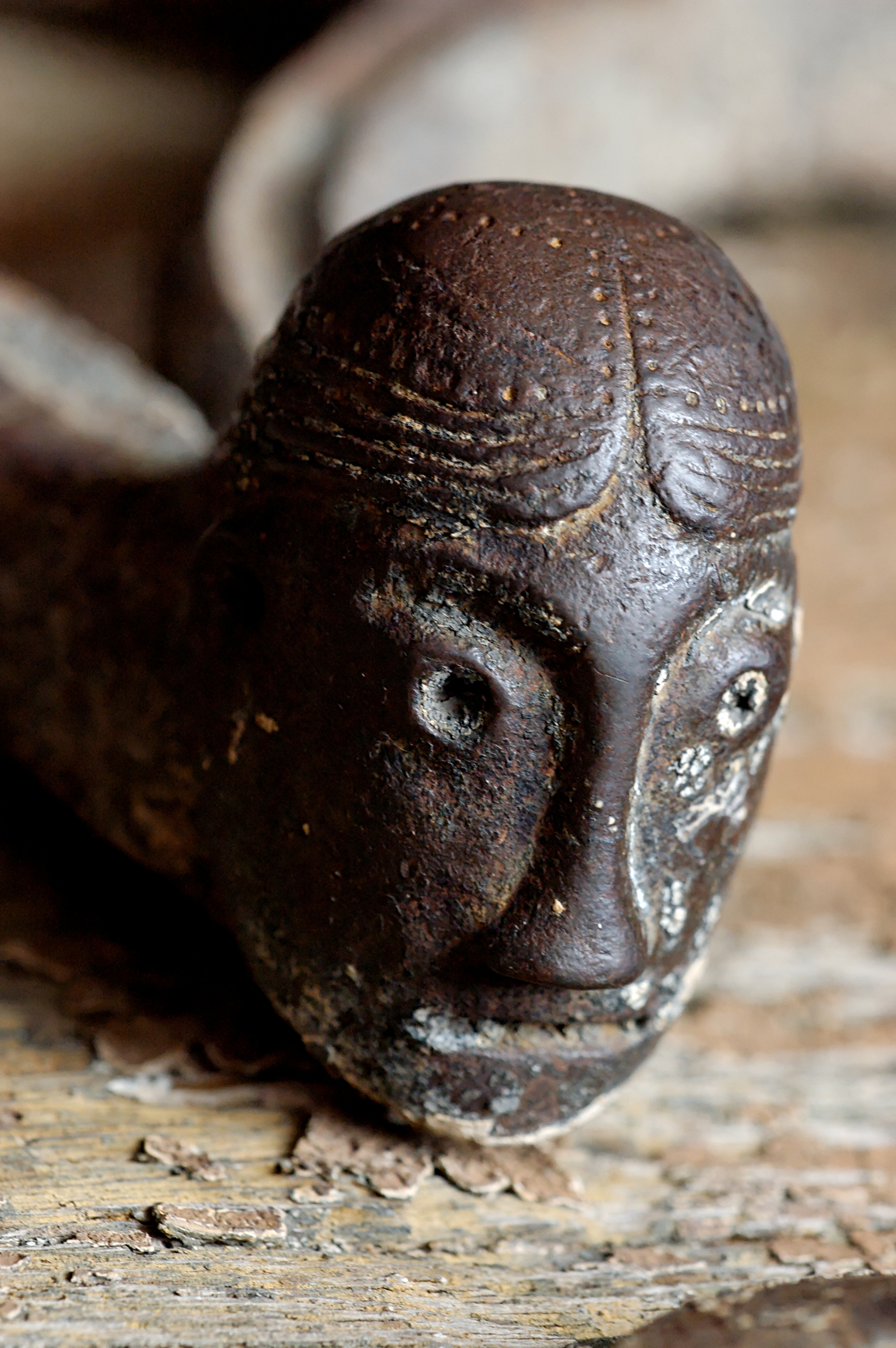

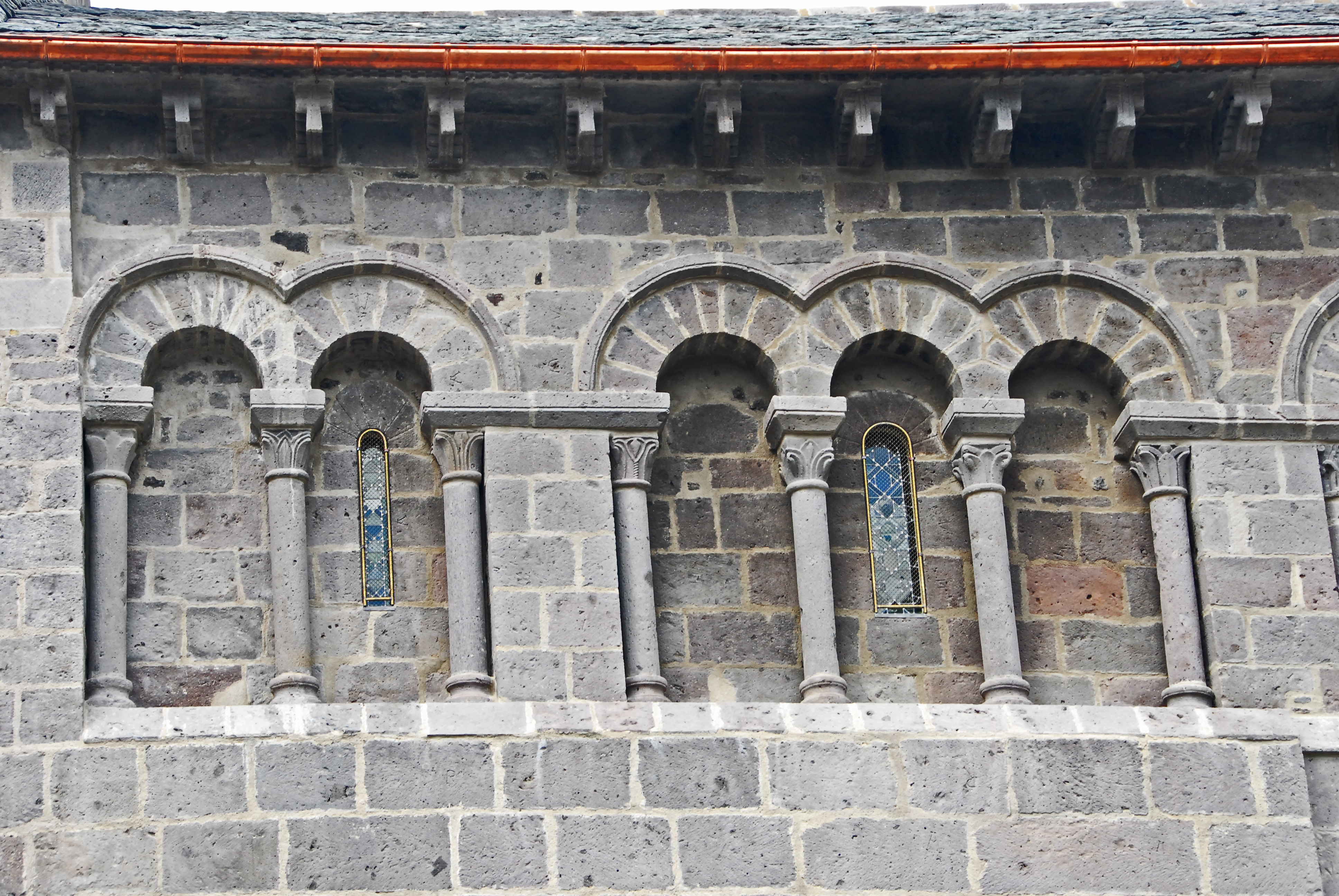
Langhaus, Blendarkatur im Obergeschoss

In den Arkadennischen der Joche eins, drei und vier ist je ein schlankes rundbogiges Fenster ausgespart, deren Bogenansätze knapp über der Höhe der Arkadenkämpfer liegen. Die Keilsteinbögen werden außen von Kragprofilen mit einfachem Rollenfries überfangen, die in Höhe der Bogenabsätze waagerecht auswärts schwenken und gegen die Pfeilervorlagen stoßen. Im Joch zwei, das das Hauptportal enthält, gibt es zwar kein Fenster, aber den gleichen Keilsteinbogen mit derselben Überfangung. Aus dem Mauerverband meint man zu erkennen, dass unter dem Keilsteinbogen eine ehemalige halbkreisförmige Fensterluke nachträglich ausgemauert worden ist. Der Scheitel der rundbogigen Portalöffnung liegt etwa in Höhe der benachbarten Fensterbrüstungen. Sie wird von einem Keilsteinbogen überdeckt, der von einem schichten Kragprofil überfangen wird, das in Höhe der Bogenansätze der Türöffnung ein kurzes Stück waagerecht abschwenkt. Das äußere Gelände schließt am Hauptportal gerade mit einer Stufe an die innere Bodenhöhe an, steigt in Richtung Narthex an und fällt in Richtung Querhaus.

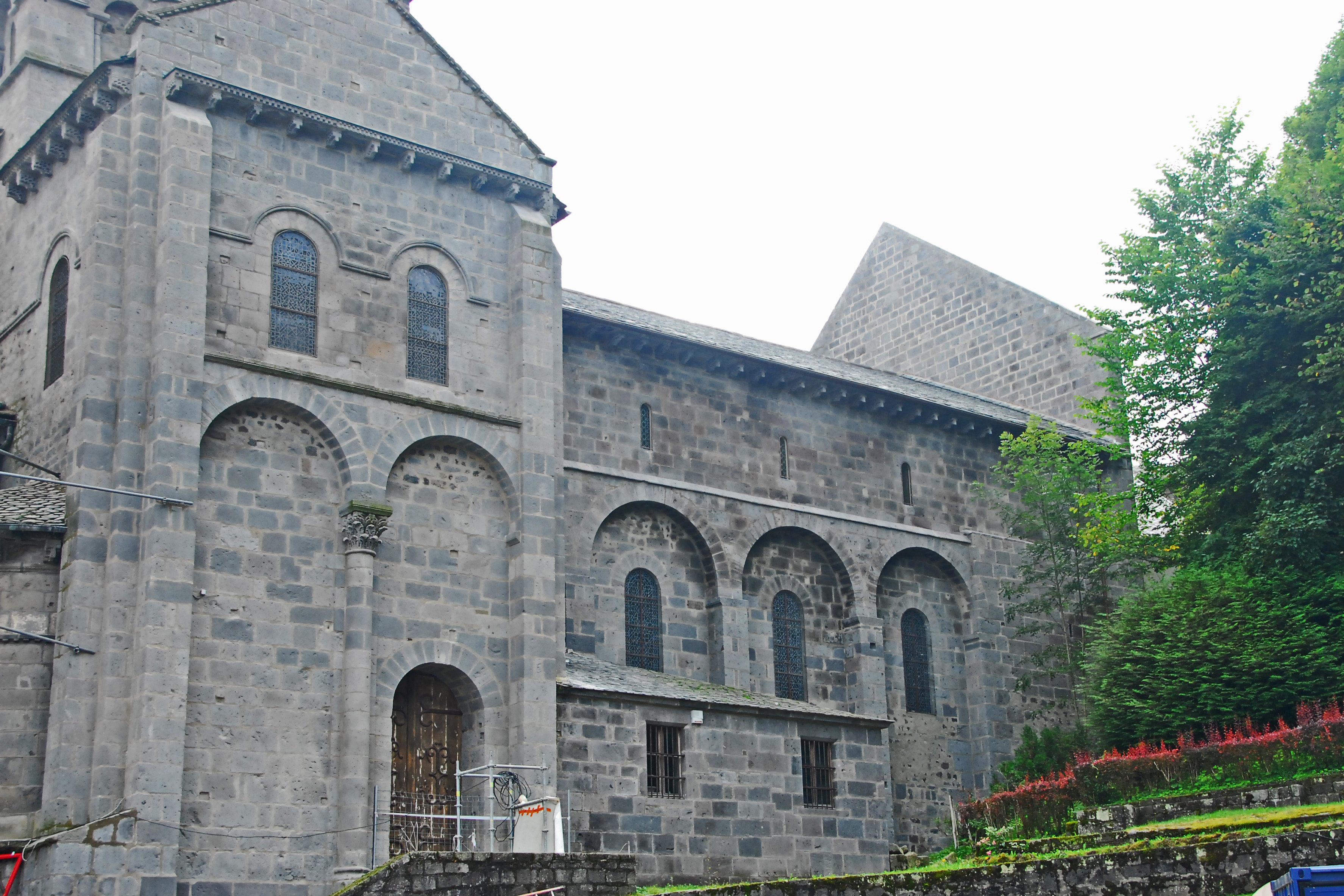
Lang- und Querhaus von NO

Dieses Portal wird das Tor des heiligen Johannes genannt und hat bemerkenswert schmiedeeiserne Türbänder bewahrt. Sie sind mit verschiedenen Formen mit Rankenwerk dekoriert.
In der Arkade des vierten Jochs kann man am linken Rand im Mauerwerksverband eine ehemalige Schlupftür erkennen, die später wandbündig vermauert wurde. Dieselbe Blendarkade reich mit ihrer östlichen Laibung ein kurzes Stück in die Wand des Querhausarms hinein. Das hat seine Ursache darin, dass für alle Arkaden ein einziges Bogengerüst verwendet wurde, und hier auf ein neues, etwas schmaleres Gerüst verzichtet worden ist.
An verschiedenen Stellen in unterschiedlichen Höhen sind im Mauerwerk einige Konturen von Anschlüssen später entfernter Anbauten zu erkennen. In den Arkaden der Joche eins und drei sind zwischen den Fenstern und den Pfeilervorlagen etwa 45 Grad geneigte später verschlossene Rillen zu beobachten, die vielleicht Anschlüsse von Dachschrägen waren. Im Keilsteinbogen Der Arkade des 2. Jochs ist ein kurzes Stück einer solchen Rille vorhanden. In den Arkaden der Joche drei und vier sieht man eine gemeinsame Rille in Form eines halbkreisförmigen Bogens, was auf den ehemaligen Anschluss eines solchen Gewölbes schließen lässt.

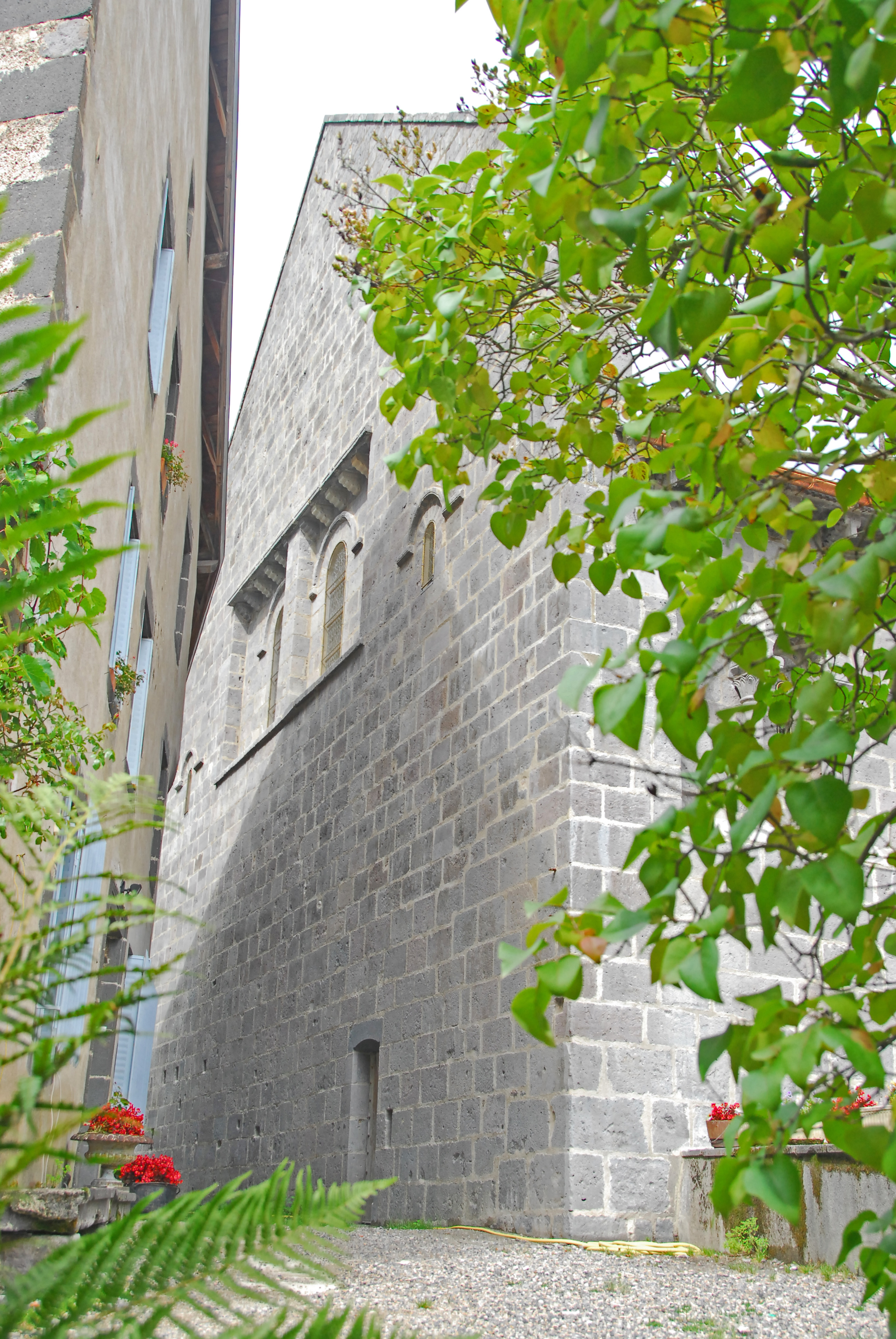
Langhaus, Westwand von SW

Im oberen Geschoss der Südwand sind fünf Dreiergruppen und eine Zweiergruppe von Blendarkaturen eingelassen, die auf dem oben genannten ganz durchlaufenden Rückversatz aufstehen. Die Dreierarkaden der Joche 2 und 3 sind etwas breiter, als die der Joche 1 und vier und des Narthex. Die Blendarkaturen bestehen aus drei und zwei ineinander übergehenden Keilsteinbögen, die auf vier und drei Säulchen stehen, die mit pflanzlich skulptierten Kapitellen, profilierten Kämpfern und Basen ausgestattet sind. Sie werden getrennt von rechteckigen Pfeilervorlagen, über die die Kämpferprofile der Kapitelle hindurchgehen. Die Keilsteinbögen werden außen von schlichten Kragprofilen überfangen, deren äußere bis auf die Kämpferprofile hinabreichen. Die Wandoberfläche über den Keilsteinbögen verlaufen bündig mit denen der Pfeilervorlagen und reichen bis unter die Traufgesimsplatten. In jeweils der mittleren Arkaden der Dreiergruppen ist je ein schlitzartiges rundbogiges Fenster ausgespart, bei der Zweiergruppe in der östlichen.
Die Nordwand des Langhauses weist ähnliche Gliederungen wie auf die südliche, verzichtet allerdings auf etliche Dekorationen. Es bleibt vor allem bei der Grobgliederung in die beiden Geschosse und die vier Joche mit einem Narthex. Die vier großen Blendarkaden weisen jede eine der rundbogigen Fensteröffnung auf, wie sie von gegenüber bekannt sind. Auf eine Tür wird verzichtet. Die Fenster weisen keine Überfangprofile au. Lediglich die Wandpfeiler der Blendarkaden werden von den Bögen durch Kämpferprofile getrennt. Über dem waagerechten Rückversatz der Nordwand gibt es keine Blendarkaturen. Die sechs schlitzartigen Fenster sind in einer planen Wandfläche ausgespart, Auch in der geschlossenen Wandfläche am Westende des Erdgeschosses, gibt es kein Fenster mehr. Am Ostende dieses Geschosse ist allerdings über die Joche drei und vier ein kleiner Anbau einer Sakristei jüngeren Datums entstanden, der knapp bis zum Ende des nördlichen Querhausarms reicht, und mit seinem Pultdach bis unter den Brüstungen der Kirchenfenster bleibt.

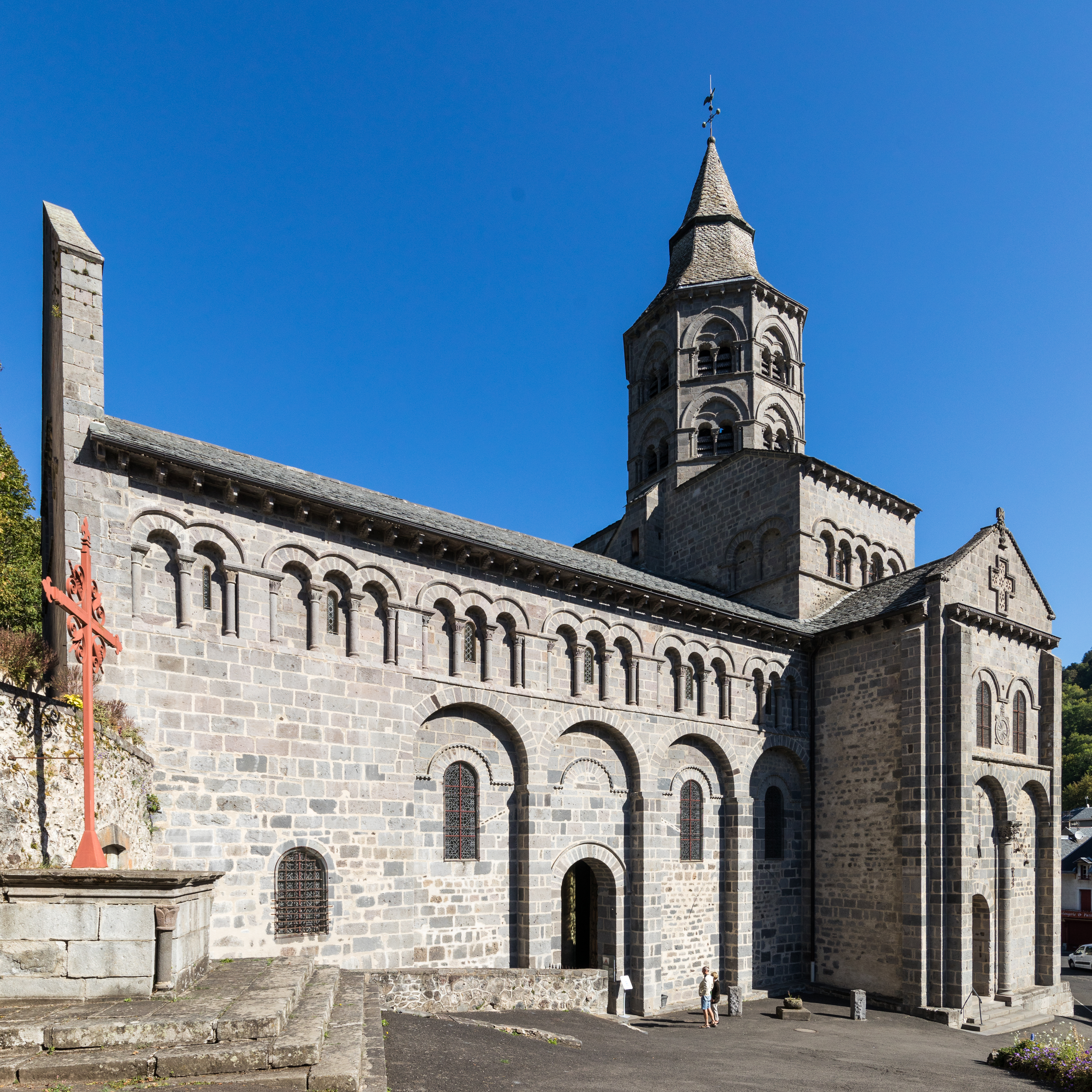
Langhaus u. massif barlong von SW

Das Langhaus besitzt eigentlich keine Westfassade oder gar einen westlichen Zugang, vor allem, weil sie etwa zu einem Drittel ihrer Höhe im Berghang verschwindet. Ihr Rest ist durch die nahe Bebauung eines Dorfhauses kaum einzusehen. Im oberen Bereich der Fassadengiebelwand, kurz unter dem inneren Gewölbeanschluss, ist in Form eines liegenden Rechtecks eine Wandnische eingelassen, die durch einen Wandpfeiler in zwei fast quadratische Nischen unterteilt ist. Die obere Laibung wird von Hobelspankragsteinen unterstützt. In die Nischenhintergründe ist je ein schlankes rundbogiges Fenster ausgespart, dessen Keilsteinbogen außen von einem schlichten Kragprofil überfangen wird, das in Höhe der Bogenansätze in kurzen Stücken waagerecht abschwenkt. Beidseitig der großen Nische ist in Höhe der inneren halben Tonnengewölbe der Emporen jeweils ein kleines rundbogiges Fenster ausgespart, dessen Keilsteinbogen wie vorstehend überfangen wird. In Höhe des heutigen Geländeniveaus ist außermittig nach Süden versetzt eine kleine einflügelige Tür ausgespart, die auf die Empore oberhalb des Narthex führt.

#### Querhaus mit Vierung und massif barlong

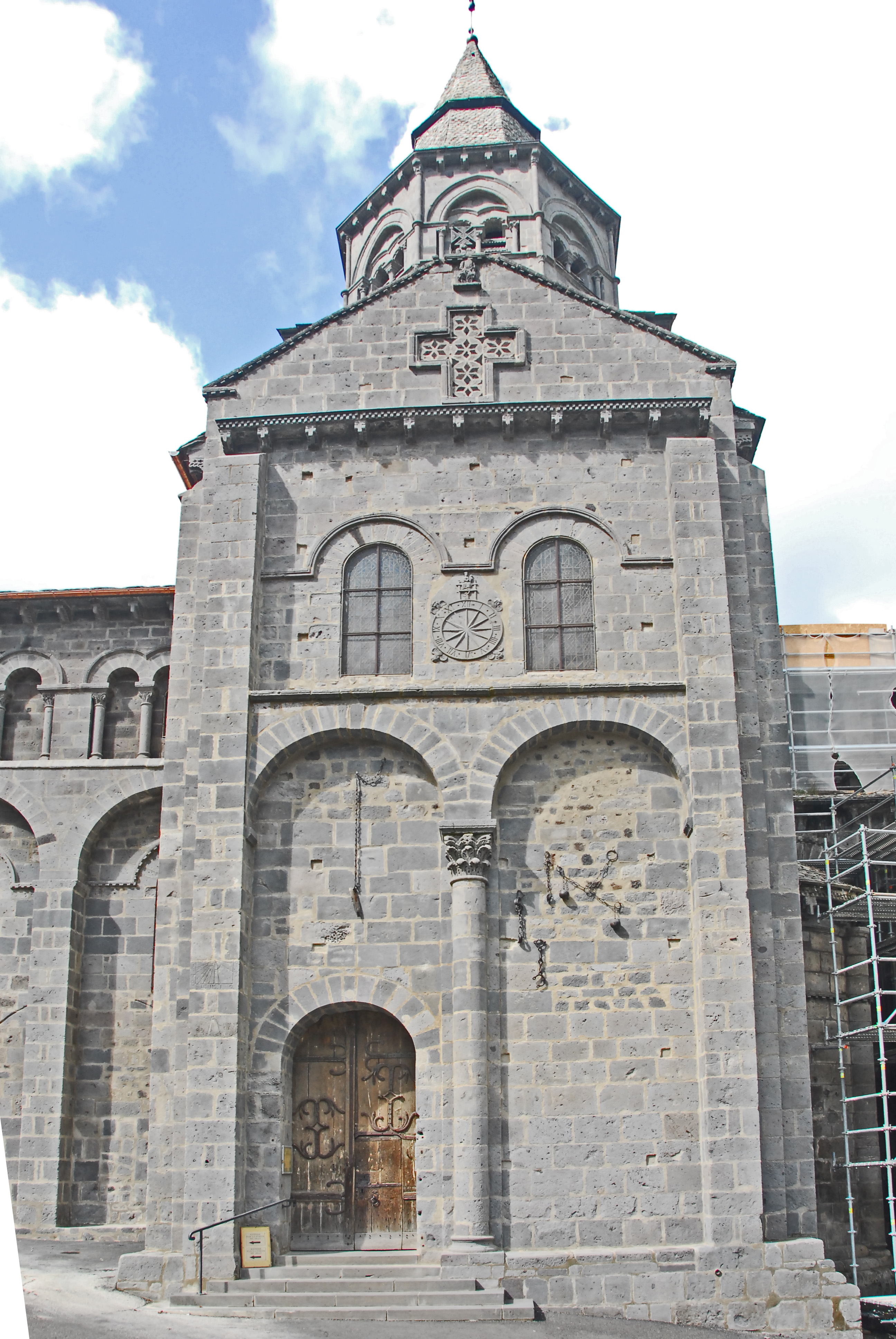
Südlicher Querhausarm, Giebelwand

Die Querhausarme ragen beidseitig mit je 5,80 Metern deutlich über die Langhausbreite hinaus. Sie werden von flach geneigten Satteldächern überdeckt, deren Traufen genau auf Höhe der Langhaustraufen liegen, deren Dachrinnen ineinander übergehen. Die Dacheindeckung entspricht der des Langhauses. Sie stößt innenseitig gegen die in Verlängerung der Langhausaußenwände hochgeführten Außenwände des massif barlong, und außenseitig gegen die ein kurzes Stück über die Dachflächen hochgeführten Giebelwände der Querhausarme. Diese Giebelwände sind auf den Bauteilkanten beidseitig mit leicht eingerückten, im Grundriss rechteckigen Strebepfeilern ausgesteift, die bis knapp unter die Hobelspankragsteine hinaufreichen, und dort steil abgeschrägt sind. Die schrägen Oberseiten der Giebelwände sind mit auskragenden Platten abgedeckt. Ihre äußeren Sichtkanten sind mit einfachen Rollenfriesen dekoriert. Sie enden auf waagerecht um die Wandenden herumgeführten Kämpfern, die ebenso dekoriert sind. Genau in Höhe der Traufgesimse sind auf den Giebelwänden waagerechte Attrappen der Traufgesimse, mit mehrfachen Rollenfriesen auf Hobelspankragsteinen angebracht, die bis zu den Außenkanten der giebelseitigen Strebepfeiler reichen.
Das Wandfeld zwischen den beiden Strebepfeilern ist in etwa zwei Drittel seiner Höhe waagerecht unterteilt mit einem leicht abgeschrägten Rückversatz, fast in Tiefe der Strebepfeiler. Das Erdgeschoss ist mit einer hohen Zwillingsblendarkade dekoriert, deren äußere Keilsteinbogenscheitel bis unter den Rückversatz reichen. Die leicht gestelzten Rundbögen stehen gemeinsam auf einem halbrunden alten Dienst, der mit einem pflanzlich skulptierten Kapitell, profiliertem Kämpfer und Basis ausgerüstet ist. Die Bogenansätze sind laibungsseitig mit Kämpferprofilen markiert. In den westlichen Arkaden ist je eine rundbogige Nebentür ausgespart, deren Türblätter ähnliche Bänder aufweisen, wie beim Hauptportal. Das äußere Gelände liegt bei dem Portal auf der Südseite breit fünf Stufen unter dem inneren Boden. Im rechteckigen Wandfeld oberhalb des Rücksprungs sind zwei rundbogige Fenster ausgespart, die etwa so breit sind, wie die des Langhauses, aber etwas niedriger. Ihre Brüstungen befinden sich eine Steinschicht über dem Rückversatz. Ihre Keilsteinbögen werden außen von einem Kragprofil überfangen, die in Höhe der Bogenansätze waagerecht auswärts schwenken und außen bis gegen die Strebepfeiler geführt sind.

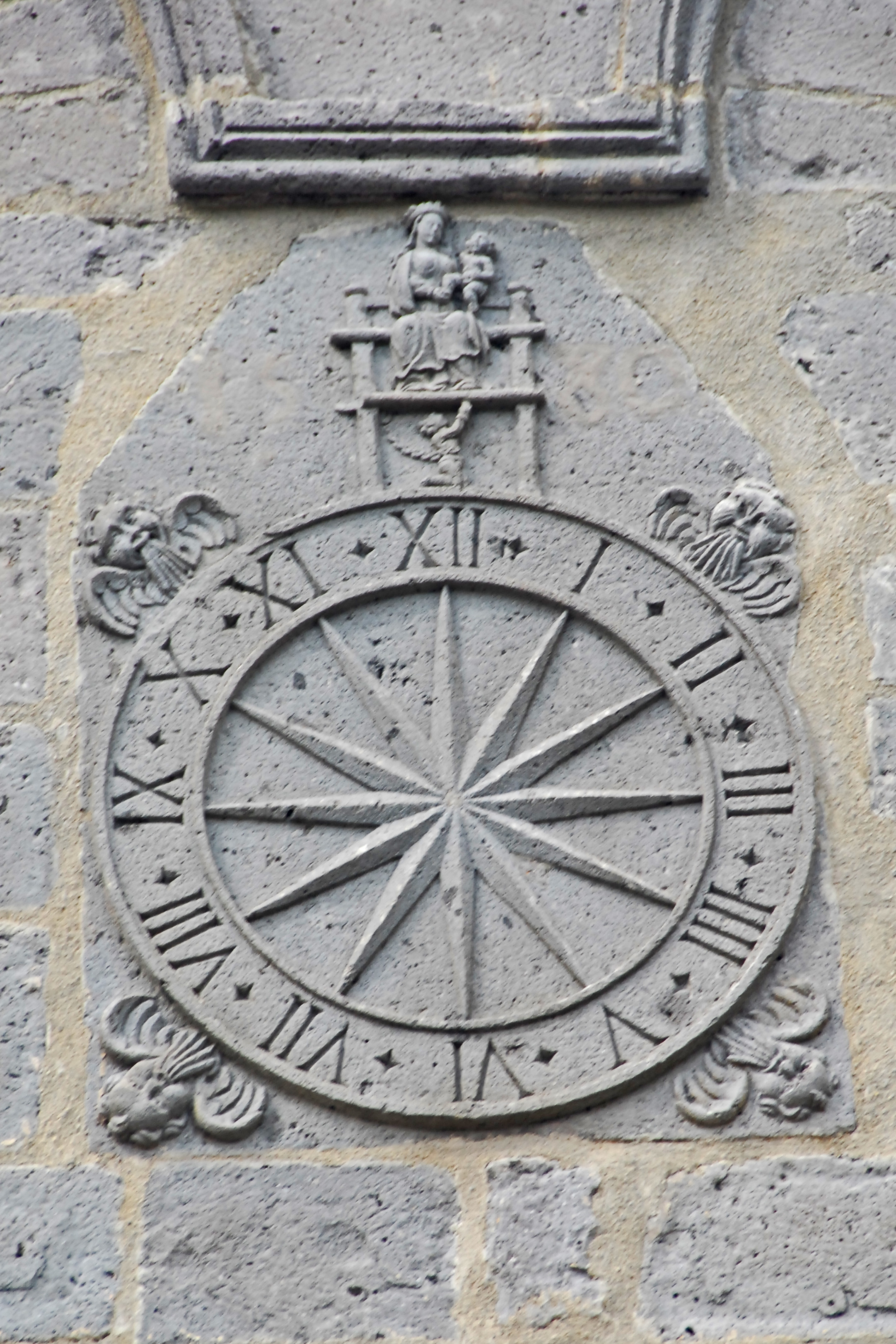
"Uhr" auf Südgiebel Querhaus

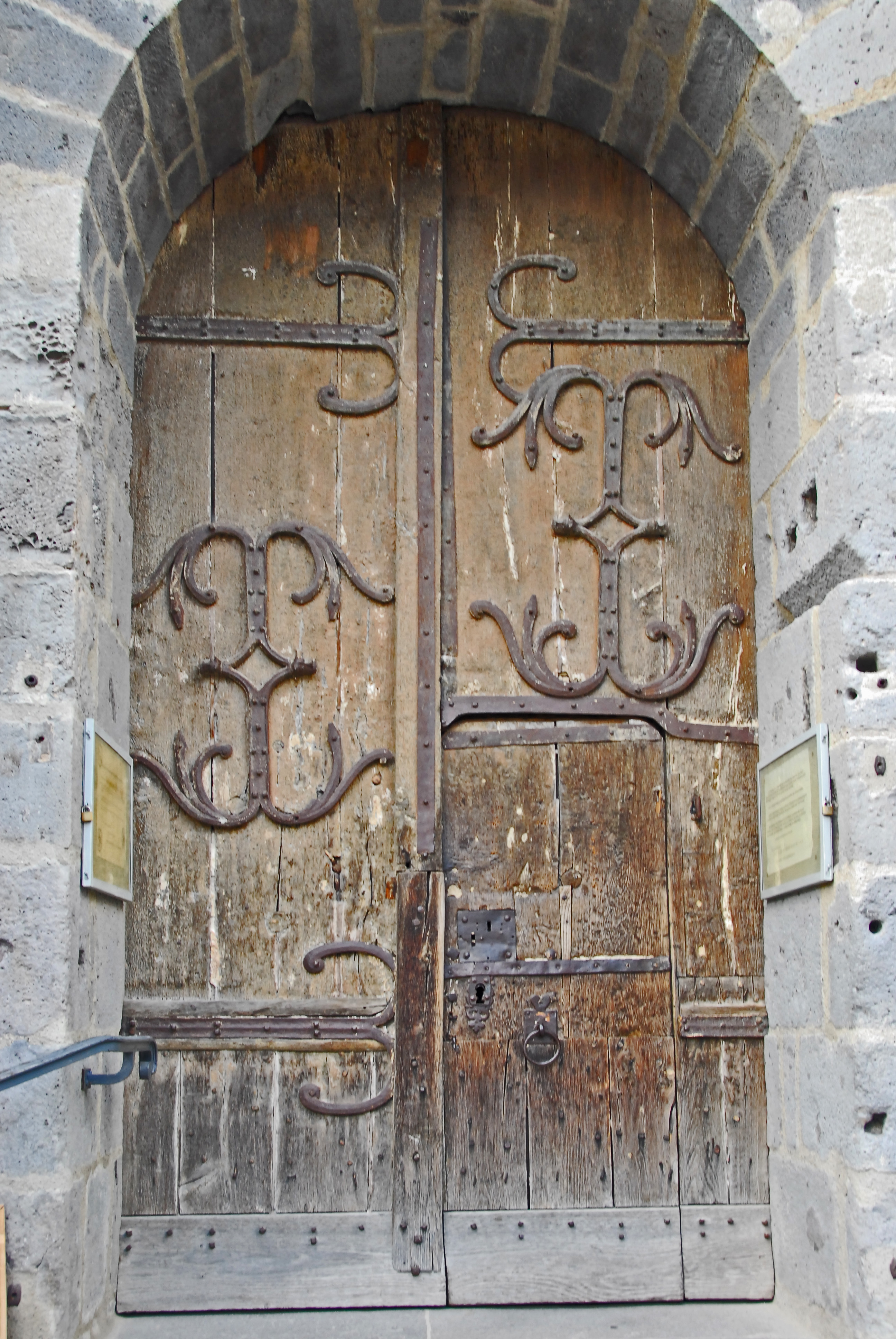
Nebenportal, südlicher Querhausarm

Auf dem breiten Wandstück zwischen den Fenstern ist ein flaches Relief aufgebracht, das aber nichts mit einer Sonnenuhr zu tun hat. In einem doppelten Kreisring sind rundum die römischen Ziffern I bis XII eingraviert. Der innere Kreisring wird ausgefüllt mit einer zwölfstrahligen Sonne, deren spitz zulaufende Strahlen jeder auf eine der Ziffern weisen. Der äußere Kreisring ist von vier Engelköpfen mit seitlich ausgebreiteten Flügeln radial umgeben, die man an den aus ihren Mündern strömenden Fächern als die vier blasenden Winde erkennen kann. Sie stehen sich diagonal gegenüber. Oben auf dem Außenkreis steht ein hölzerner zweistöckiger Thron, auf dessen oberer Sitzfläche die gekrönte Muttergottes sitzt, die mit ihrer Linken den Jesusknaben empor hält. Unter dem Thron scheint ein kniender Engel die untere Sitzfläche mit beiden Händen abzustützen.
Die Darstellung könnte folgende Bedeutung haben: Die vier Winde sind die vier Himmelsrichtungen und symbolisieren in der Ikonographie gerne die "Irdische Welt", die in einen zeitlichen Ablauf eingespannt ist, den Tageslauf, 12 Monate, die sich immer wiederholen im Gegensatz zur Ewigkeit der überirdisch-metaphysischen Welt, symbolisiert durch das Dreieck, in dem sich hier Maria mit dem Gottessohn befindet. Ob diese Deutung stichhaltig ist, dazu müsste man mehr über den Kontext des Reliefs wissen.
Im Giebelfeld des südlichen Querhausarms ist knapp über der Traufattrappe ein großes lateinisches Kreuz mit breiten Armen aufgebracht, dessen Ränder von kräftigen Kragprofilen eingefasst sind. Die Innenflächen des Kreuzes sind von so genannten Inkrustationen bedeckt, das sind Steinmosaike aus meist weißen und schwarzen Steinplättchen, zu verschiedenen geometrischen Mustern zusammengestellt. Ihre Ursprünge sind keineswegs orientalisch, sondern gallorömisch oder frühchristlich. Hier sind es Rosetten in Kreisen aus schwarzem, weißem und grauem Material. Solche Inkrustationen finden sich an fast allen Kirchen in der Auvergne. Unter dem gekappten First des Giebelfeldes ragt ein seltsames Gebilde aus einem Blattfächer hervor, der aus einem Kragprofil wächst. Es könnte vielleicht eine Maske sein. Darüber befindet sich ein stilisiertes Tatzenkreuz (?), dessen weit aufgefächerte Arme von einer Kreisscheibe gehalten werden. Im Zentrum gibt es einen kleinen Kreisring mit einem Lazaruskreuz, auch Kleeblattkreuz genannt. In den dreieckigen Kreuzarmen sind Blattfächer, aus denen Knospen oder Pinienzapfen sprießen, dargestellt. (vergleiche Tatzenkreuz von Notre-Dame-du-Port de Clermont-Ferrand)

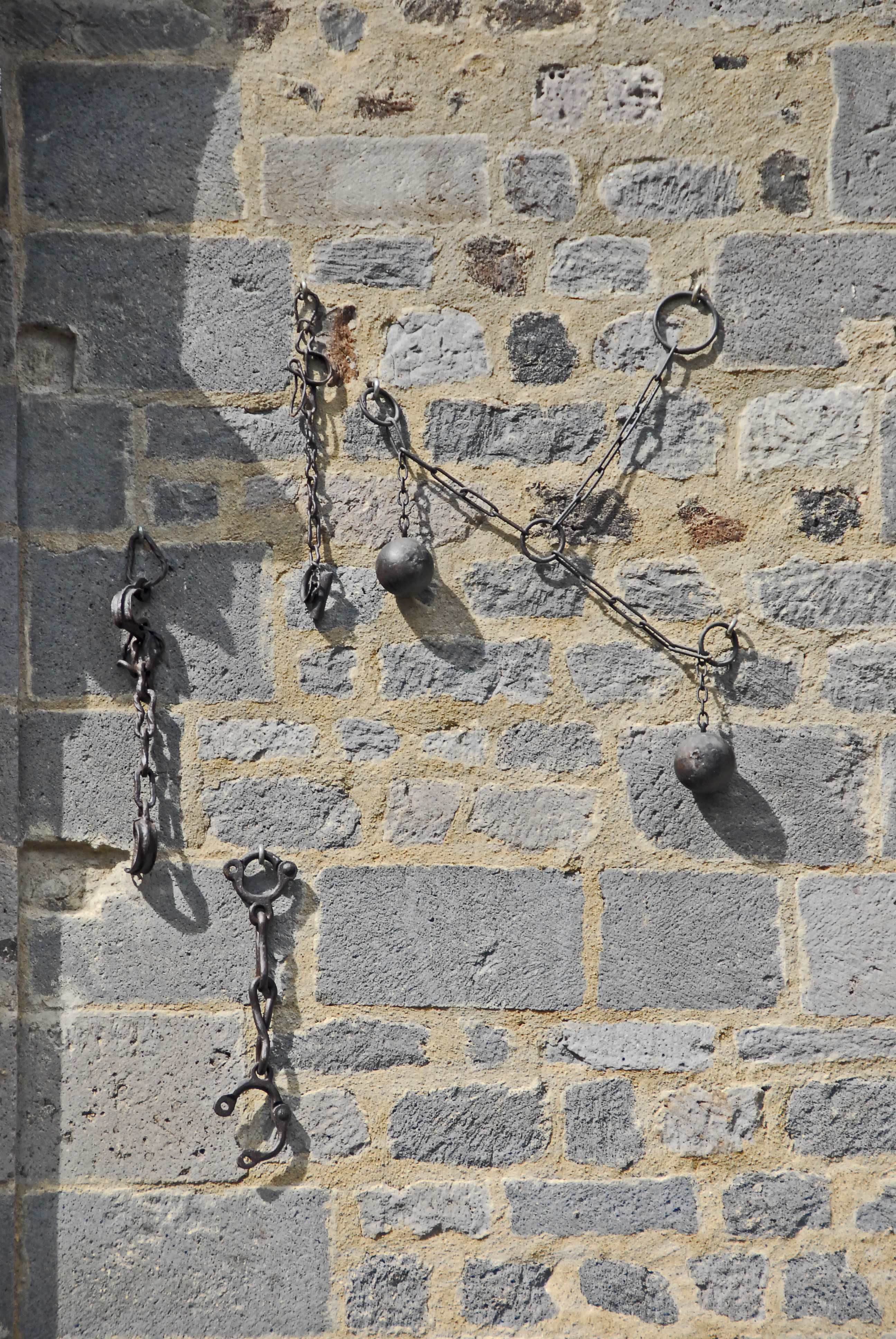
Gefangenenketten auf der südlichen Giebelwand des Querhauses

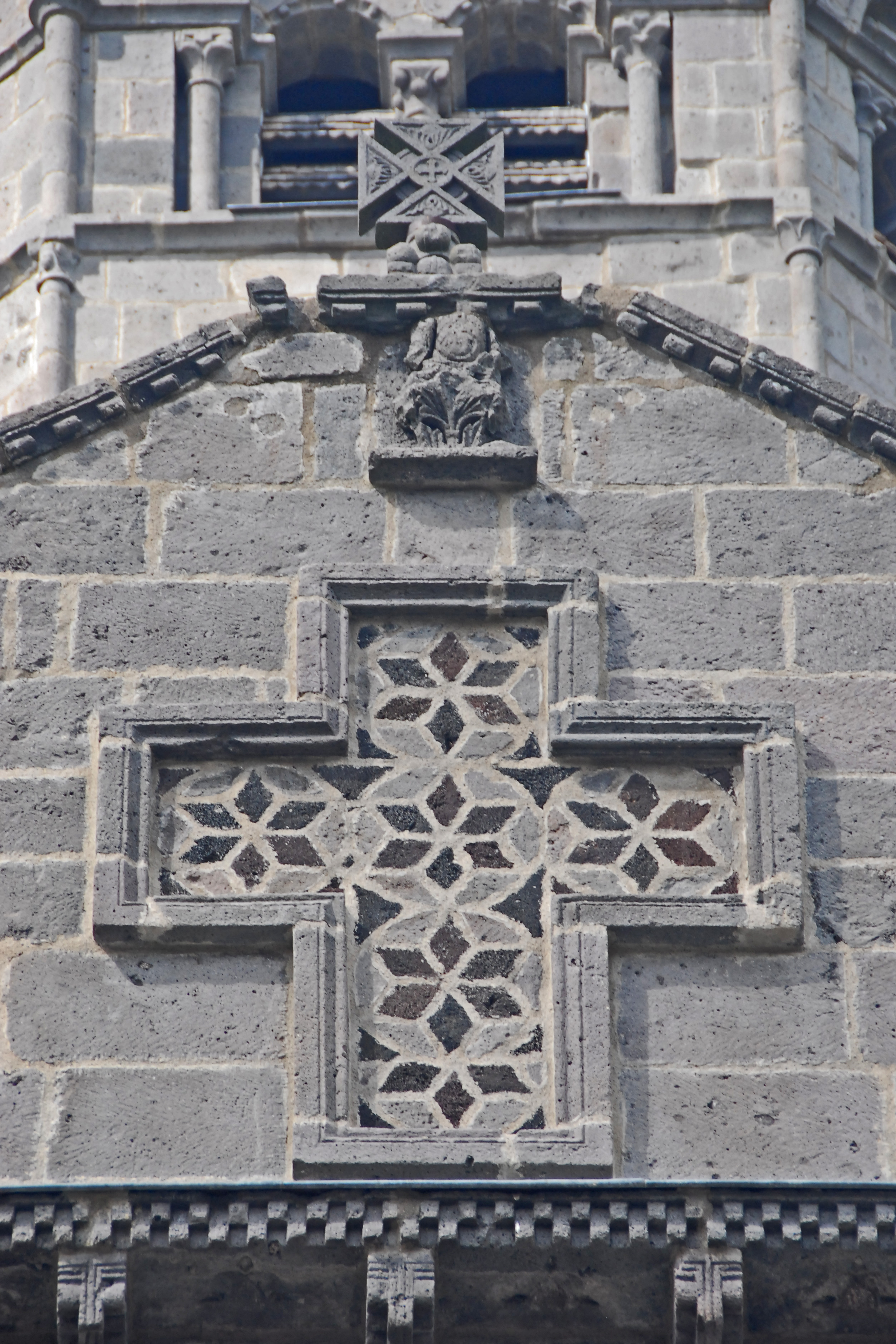
Giebel südlicher Querhausarm

In beiden Arkadennischen des südlichen Querhausarms hängen Gefangenenketten. In einer Schrift aus dem 18. Jahrhundert heißt es: „Die Hauptfassade dieser Kirche ist sehr schön. Man kann dort zahlreiche Fesseln und Ketten sehen, die dank der Fürsprache Mariens freigelassenen Gefangenen als Denkmal ihrer Dankbarkeit und der Macht ihrer göttlichen Befreierin niedergelegt wurden. Daher kommt auch der Name: „die Heilige Jungfrau der Fesseln“, wie die in dieser Kirche verehrte Muttergottes häufig genannt wird“. (Chardon, La Dévotion...à N.-D. D'Orcival, 1769, S. 15)
Auf der Giebelwand des nördlichen Querhausarms findet man nur noch wenige Dekorationselemente, wie die Traufgesimsattrappe, das Kragprofil über den Fenstern, die großen Blendarkaden mit ihrem skulptierten Kapitell und die schmiedeeisernen Türbänder.
Die Vierung verschwindet fast gänzlich im oder unter dem so genannten massif barlong, von dem man sich am besten einen Überblick verschafft, wenn man sich auf der gegenüberliegenden Talseite mindestens auf seine Höhenlage begibt. Das Massif barlong beginnt von außen betrachtet in Höhe der untereinander gleich hohen Traufen des Lang- und Querhauses und des Chors und schließt oberseitig mit den Pultdachfirsten der seitlich der Vierung hochgeführten Räume in Verlängerung der Seitenschiffe ab. Diese Teile nehmen den oberen Vierungsbereich mit dem achteckigen Turmsocken ähnlich einem Schraubstock „in die Zange“. Dabei fällt auf, dass die Oberflächen der Ost- und Westwände der Querschiffarme, des massif barlong und die östliche und westliche Achteckseite des Vierungsglockenturms untereinander oberflächenbündig ineinander übergehen, hingegen die Ostwand der Vierung ein wenig gegenüber diesen Wänden hervortritt. Dieser Vorsprung wird in Höhe des inneren Kuppelrandes dachartig auswärts abgeschrägt. Auf der westlichen Gegenseite gibt es diesen Vorsprung nicht und die Westwand der Vierung verläuft oberflächenbündig mit den sie umgebenden Wänden.

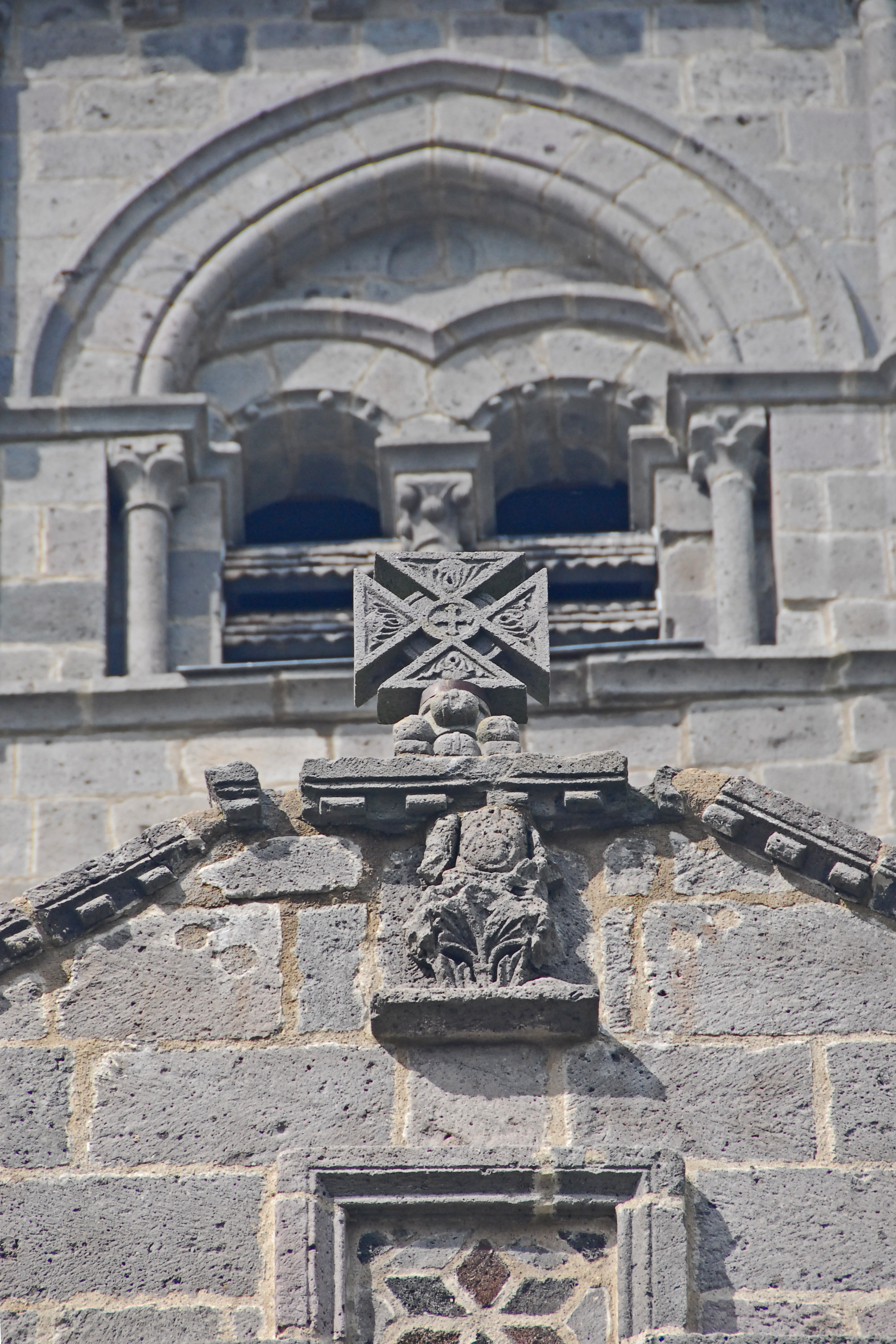
Giebelfirst südlicher Querhausarm

Auf den Süd-, Ost- und Westseiten des massif barlong erstrecken sich auf einem allseits umlaufenden Kraggesims einheitlich hohe Blendarkaturen mit untereinander gleichen Arkadenbreiten, die in unterschiedlichen Stückzahlen untereinander verbunden sind. Auf der zentralen vorspringenden Vierungswand ist eine fünfbogige Arkatur aus Keilsteinbögen eingelassen, die auf sechs Säulchen stehen und mit schlicht skulptierten Kapitellen, profilierten Kämpfern und Basen ausgerüstet sind. Die Keilsteinbögen werden außen von Kragprofilen überfangen, die auf den Kapitellen waagerecht auswärts abschwenken und über andere Bauteile und Kanten hinweg bis zu den nächsten Arkaturen geführt sind. Die zentrale Arkatur wird flankiert von zweibogigen Arkaturen, in Dimension und Form wie die benachbarten. Auf der Nord- und Südseite ist jeweils wieder eine fünfbogige Arkatur eingelassen, wie auf der östlichen Vierungswand. Auf der Westwand des massif barlong, die weitgehend vom Satteldach des Langhauses abgedeckt wird, gibt es lediglich in Nähe der Bauteilecke je eine zweibogige Arkatur, deren Überfangprofile und unterseitige Kraggesimse kurz hinter der letzten Arkade abschließen. In den Arkaturen des massif barlong sind teilweise schlanke rundbogige Fenster ausgespart, die die darin eingeschlossenen Räume unmittelbar aber auch indirekt belichten. In der zentralen Arkatur der Ostseite gibt es zwei, in den beiden sie flankierenden jeweils zwei Fenster, auf der Nord- und Ostseite gibt es wieder zwei, auf der Westseite zwei mal zwei Fenster. Insgesamt sind es immerhin vierzehn Fensteröffnungen, die die zentralen Räumlichkeiten intensiv belichten.

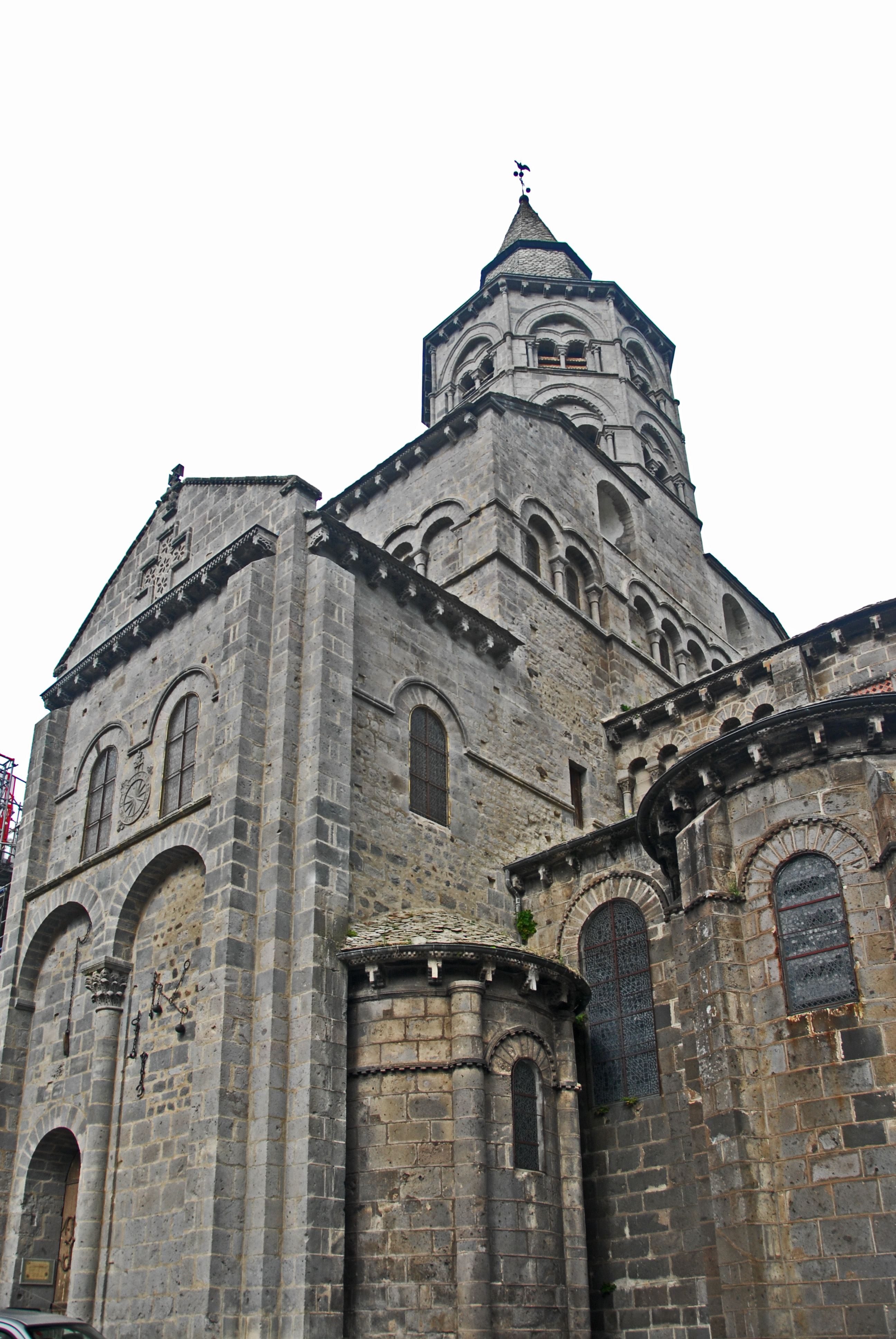
Südlicher Querhausarm mit massif barlong von SO

Die Seitenteile des massif barlong werden von flach geneigten Pultdächern überdeckt und sind wie das Dach des Langhauses eingedeckt. Ihre Firste schließen knapp unter dem den Turmsockel abschließenden Kragprofil an dessen nörd- und südliche Achteckseite an. Die nord- und südseitigen Traufen sind ähnlich denen der übrigen Dächer ausgebildet. An den Kopfseiten der Pultdächer entstehen durch die abgeschrägten Turmseiten kleine dreieckige Dachflächen, die an Walmdächer erinnern, mit Trafen an den Ost- und Westseiten. Unter diesen ist je eine mittelgroße rundbogige im Grundriss halbkreisförmige Nische eingelassen, deren nach außen abgeschrägte Brüstung an das die Vierungswand abschließende Kraggesims anschließt. Auf der westlichen Gegenseite gibt es diese Nischen nicht. Vielmehr ist in der Dachmitte ein schachtartiges Gebilde an die Westwand des Turmsockels angebaut, in dem eine Treppe hinauf zur Glockenstube führt.

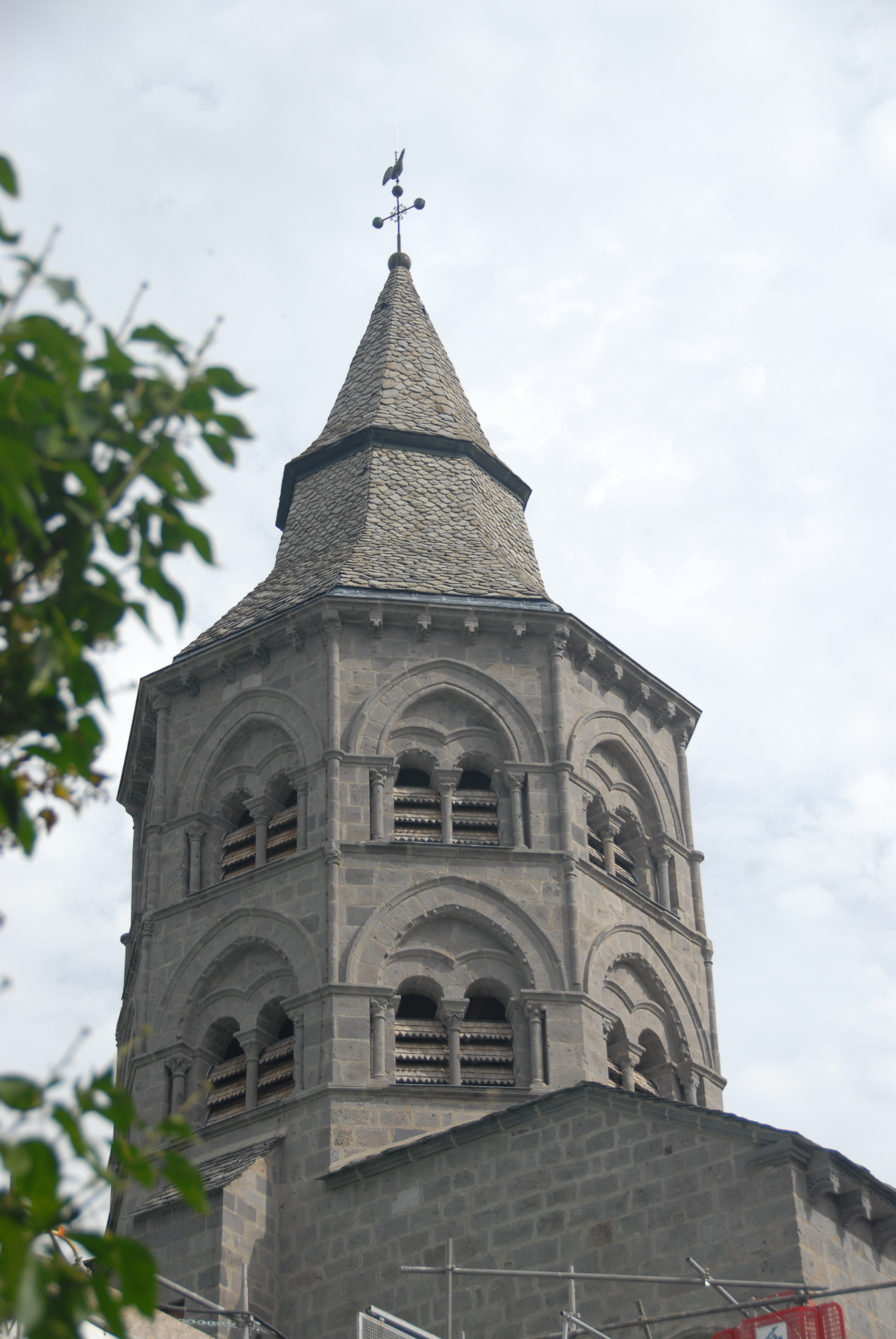
Vierungsturm von SW

Auf den Ostwänden des Querhauses sind in fast ganzer Breite der Wandabschnitte zwischen den Strebepfeilern und den Wänden des Chorjochs die Chorapsiden der Querhauskapellen in Form halbierter Zylinder angefügt. Die Firste ihrer flach geneigten halben Kegeldächer bleiben knapp unter der Höhe der großen Blendarkaden auf den Querhausgiebelwänden. Sie sind mit grauen Schieferplatten abgedeckt, wie alle Dächer der Kirche. Auch ihre Traufausbildungen gleichen den anderen aus Traufgesims mit Rollenfries auf Hobelspankragsteinen. Auf Dachrinnen wurde hier allerdings verzichtet. Der weit ausladende Sockel wird in Form und Höhe vom Querhaus übernommen, die Oberseite aus kräftigen halbrunden Stabprofilen ist dreifach abgestuft. Die nördliche Querhauskapelle weist einen deutlich höheren Sockel auf, fast so hoch wie der der anschließenden Radialkapelle und mit oberseitig flachem Abschluss. Zwei dreiviertel runde Säulen teilen die Apsiswand in drei Abschnitte auf. Sie reichen von ihrer Basis auf den oberen beiden runden Stufen bis hinauf auf Unterkante der Kragsteine und werden dort von einem Kämpferprofil umrundet, welches sich über die Wandabschnitte der Apsis fortsetzt. Im zentralen Abschnitt ist je ein kleines, schlankes und rundbogiges Fenster ausgespart, dessen Keilsteinbogen außen von einem Kragprofil mit einfachem Rollenfries überfangen wird, das in Höhe der Bogenansätze waagerecht abschwenkt und von dort über die Säulen hinweg bis zu den Querhauswänden herumgeführt wird. Zentriert über den Querhauskapellen ist in den Ostwänden der Querhausarme je ein rundbogiges Fenster ausgespart, in gleicher Größe und Höhe wie die Fenster der Querhausgiebelwände. Genau wie diese wird es vom gleichen Kragprofil überfangen, das in Höhe der Bogenansätze waagerecht auswärts abschwenkt und bis gegen den Strebepfeiler und die Wand des Chorjochs geführt ist. Dieses Profil wird unterwegs noch einmal unterbrochen durch den unteren Rand eines kleinen rechteckigen Fensters.
Auf dem kaum noch sichtbaren Turmsockel ragt mit nahezu gleichem Umriss der zweigeschossige Glockenturm hinauf. Seine Architektur wurde nach dem heftigen Erdbeben von 1478 geändert. Es gab damals durchaus heute noch gut erhaltene Glockentürme, die man hätte zum Vorbild nehmen können, wie etwa der von Saint-Saturnin. Die beiden Geschosse sind gleich hoch und alle Achteckseiten sind nahezu gleichförmig gestaltet. Auf jeder der acht Ecken stehen dreiviertel runde schlanke Säulchen, die in Höhe der Geschossteilung mit skulptierten Kapitellen getrennt sind und ganz oben unter Kragsteinen mit ebensolchen enden. Unmittelbar auf den Kraggesimsen stehen große Blendarkaden mit angespitzten Rundbögen. Deren Keilsteinbögen werden außenseitig von Kragprofilen überfangen, die in unmittelbarem Kontakt mit den Ecksäulchen auf Kämpferprofilen stehen. Die inneren Laibungskanten der Bögen sind im ersten Geschoss mit Hohlkehlen gebrochen, in die in unterschiedlichen Abständen kugelförmige Steinperlen eingefügt sind. Im Geschoss darüber sind diese Kanten in Rundstäbe aufgelöst. Die Keilsteinbögen stehen auf kurzen Wandstücken und auf Säulchen mit schlicht gestalteten Kapitellen und profilierten Kämpfern. Diese werden auswärts über die Eckpfeiler und deren Säulchen hinweg geführt. Im Nischenhintergrund der großen Arkade sind Paare von kleinen rundbogigen Arkaden ausgespart, deren Keilsteinbögen auf drei Säulchen stehen, die wie vorstehend ausgerüstet sind. Durch die schräg gestellten Klanglamellen sind sie als Klangarkaden zu erkennen. Die Bogensteine werden von Kragprofilen überfangen. Ihre Innenkanten sind im ersten Geschoss scharfkantig, im oberen mit Hohlkehlen gebrochen, in die Steinperlen eingelassen sind. Das zweite Geschoss wird oberseitig von Traufgesimsplatten auf Hobelspankragsteinen abgeschlossen, wie sie bei den übrigen Dächern zu finden sind.
Der hölzerne Turmhelm wurde nach seiner weiteren Zerstörung in den Wirren der Revolution neu errichtet. Er ist mit kleinformatigen grauen Schieferplatten eingedeckt. Seine Form erinnert gar nicht an romanische Turmhelme. Sein unterer Abschnitt besitzt die Form eines achteckigen Pyramidenstumpfes mit etwa 45 Grad Neigung. Dieser geht in eine steil geneigte achteckige Pyramide über, die etwa in halber Höhe eine waagerechte Aufbördelung besitzt und am oberen Ende von einer Metallkugel bekrönt ist. Auf ihr steht ein zierliches Metallkreuz mit kleineren Kugeln an den Enden der Arme. Obenauf richtet sich ein Wetterhahn in den Wind.

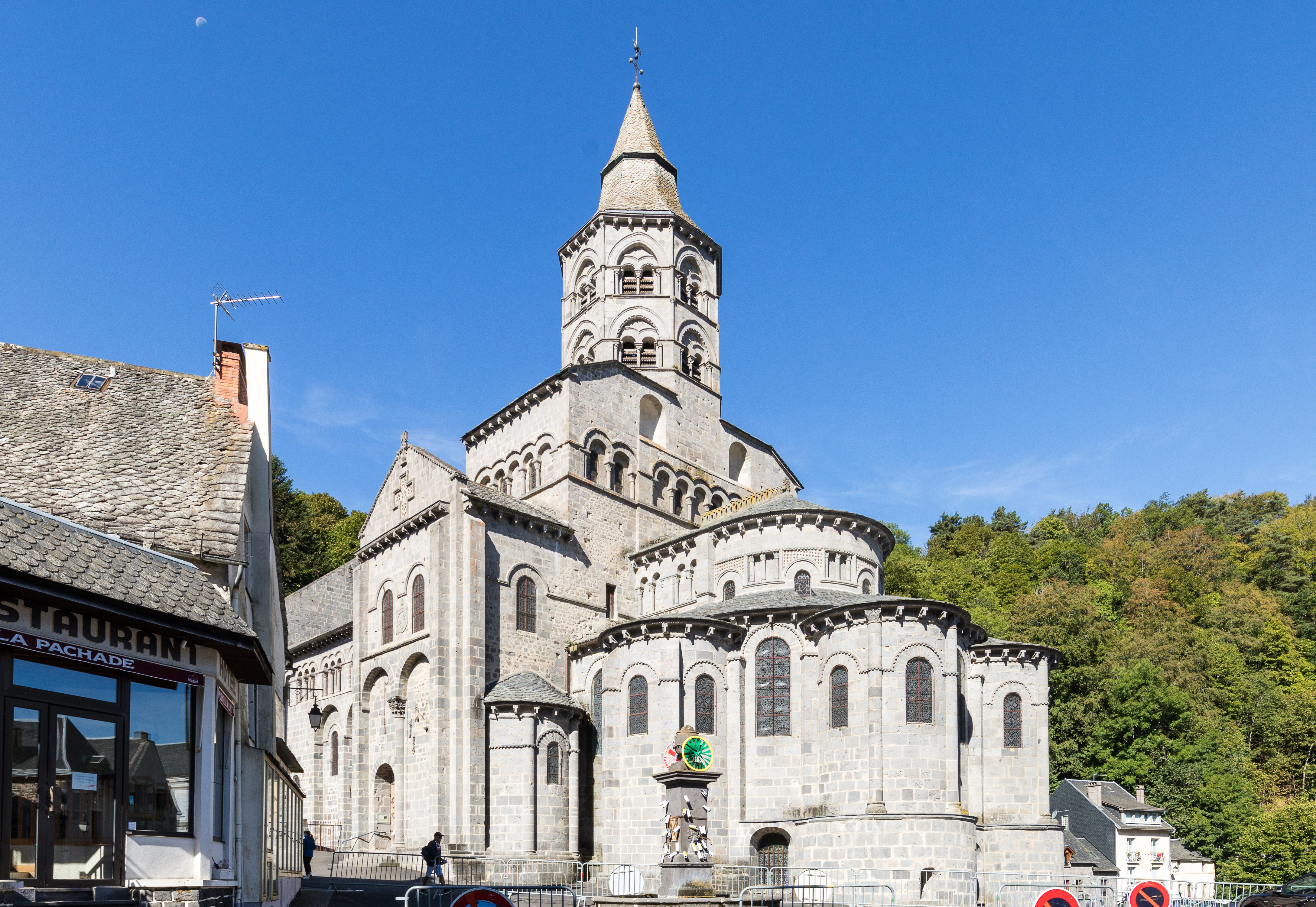
Auvergnatische Pyramide von SO

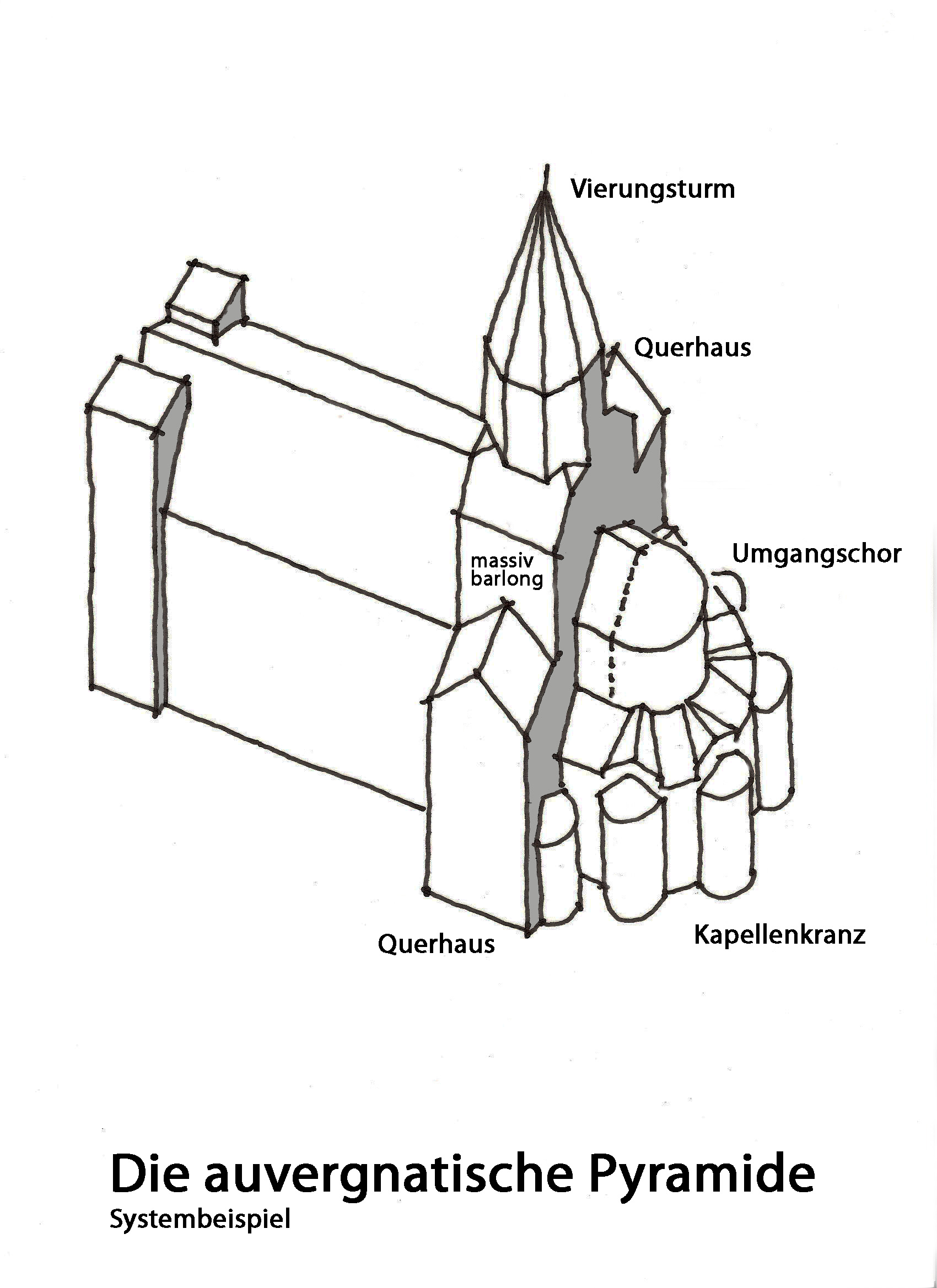

#### Chorhaupt

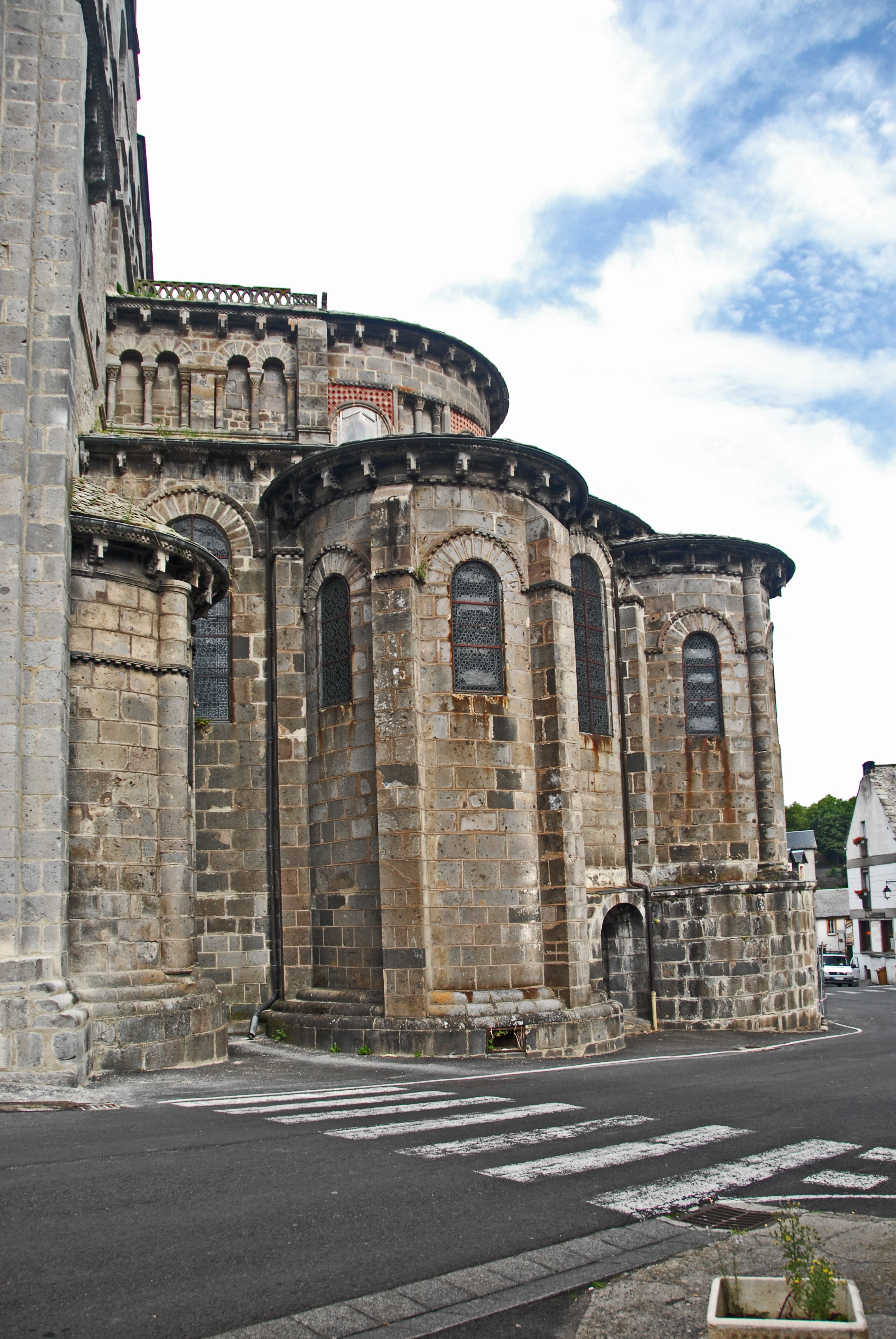
Chorhaupt von S

Von den Ostabschlüssen aller auvergnatischen Hauptkirchen ist derjenige von Notre-Dame d’Orcival der kärgste: das Material ist roh, die Ausschmückung schlicht. Trotzdem hinterlässt die gewaltige Masse grauen Gesteins keinen schweren oder plumpen Eindruck. Den Baumeistern ist es vortrefflich gelungen, die einzelnen Baukörper aufzulockern und einem aufsteigende Rhythmus zu unterwerfen, der nach oben abnimmt, bis er in dem himmelwärts aufragenden Glockenturm gipfelt. Die Anordnung entspricht derjenigen, der übrigen Hauptkirchen der romanischen Limagne: vier Kranzkapellen umschließen den leicht überhöhten Chorumgang, darüber folgt die prächtige Rundung der Chorapsis, die sich gegen das massif barlong anlehnt, über dem der Glockenturm aufstrebt. Für das ganze Gebilde wurde der treffende Begriff „auvergnatische Pyramide“ geprägt.

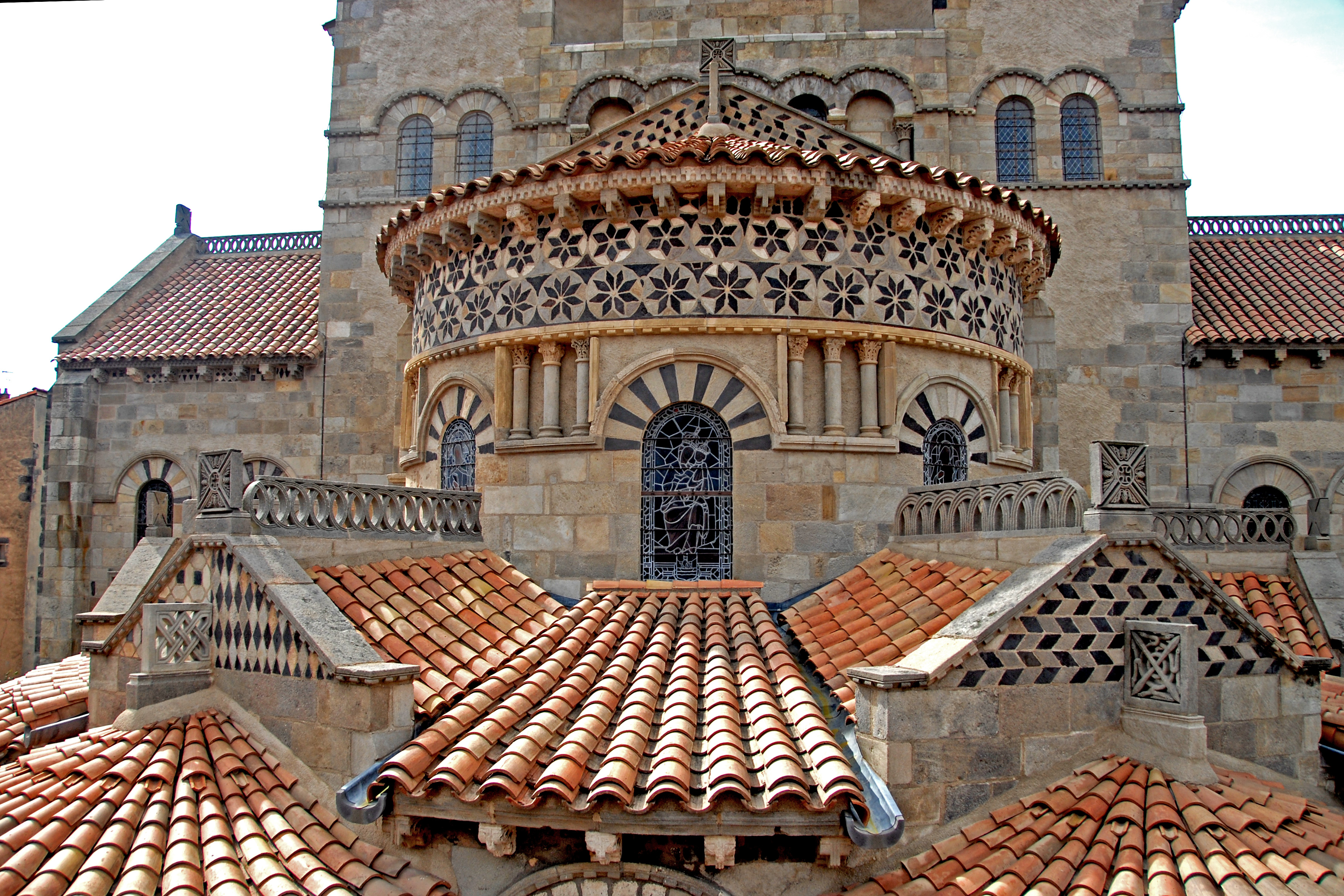
Notre-Dame-du-Port, Dächer des Chorhaupts

Ursprünglich besaß auch hier jedes „Geschoss“ sein unabhängiges Dach. Hinter jeder Kranzkapelle ragten über der Umgangswand Giebel auf, gegen die außenseitig die halben Kegeldächer der Apsiden anschlossen. Innenseitig schlossen daran radial angeordnete, in Richtung Chor konisch zulaufende Satteldächer an, die das umlaufenden Pultdach des Umgangs in Querrichtung unterteilten. Die Dacheindeckung war ursprünglich eine Eindeckung mit Hohlziegeln in römischem Format, auch Mönch-Nonnen-Ziegel genannt. Siehe auch Foto vom Chorhaupt von Notre-Dame-du-Port de Clermont-Ferrand.
Die Vielfalt der unterschiedlichsten Formen, Höhen, Anschlüssen der Dacheindeckungen auf relativ kleinem Raum führte in den frühen Jahren immer wieder zu Undichtigkeiten und Wassereinbrüchen, wie das auch bei anderen Kirchen der Region erfolgt ist. So hat man im 17. Jahrhundert zu deren Eindämmung die Konstruktionen vereinfacht. Die Giebel und die radialen Satteldächer wurden entfernt. Stattdessen wurden die Pultdachflächen des Umgangs etwas stärker geneigt und an deren Traufen mit den halben Kegeldächern der Kapellen vereint. Gleichzeitig wurden die Ziegel gegen Schieferplatten aus dem benachbarten Roche Tuilière ausgetauscht.

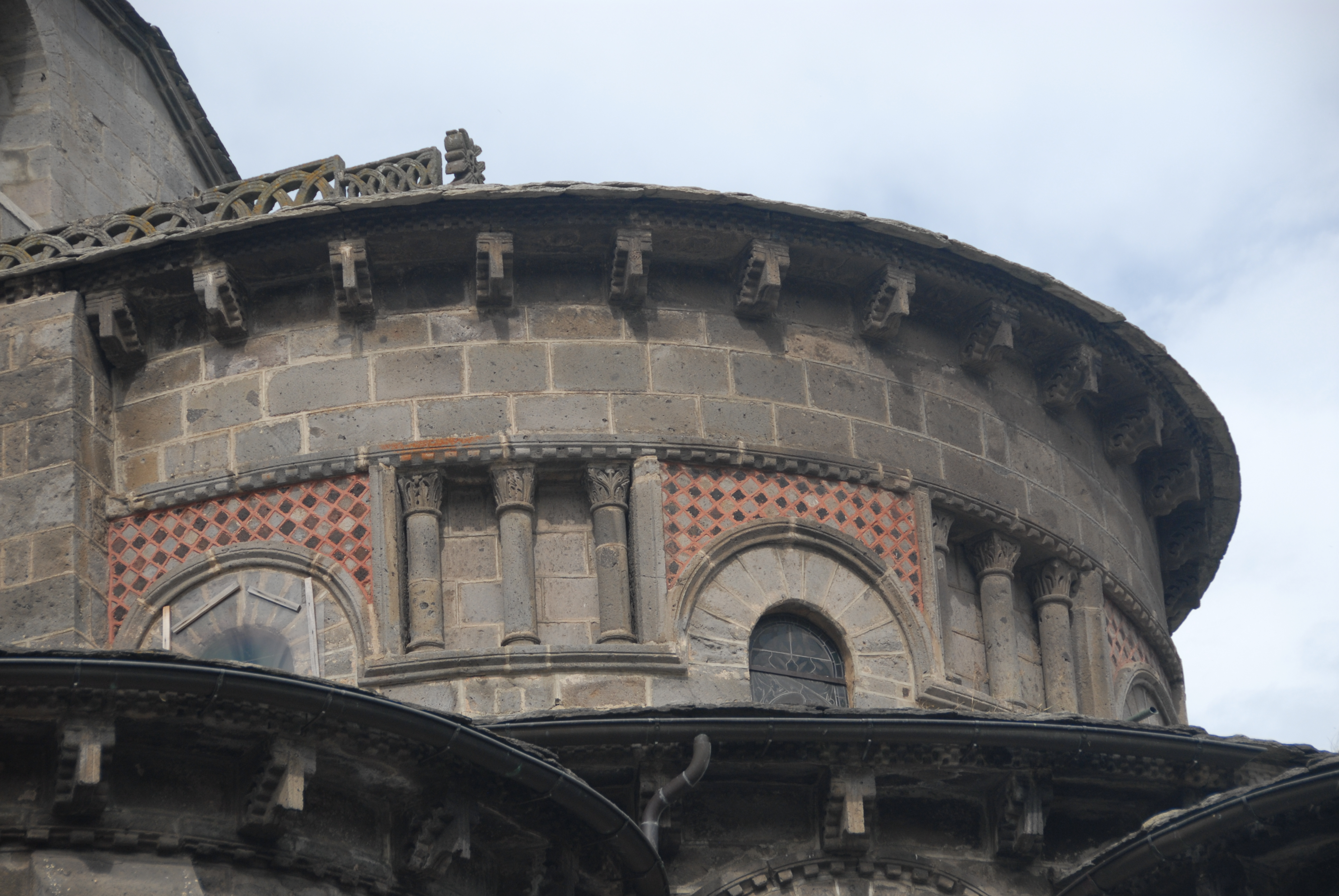
Chorapsis über Umgang von SO

Zentrum und höchster Teil des Chorhauptes ist der den Umgang noch weit überragenden Chor aus einem rechteckigen Chorjoch mit flach geneigtem Satteldach, an das die halbrunde Chorapsis mit einem halben Kegeldach anschließt, deren Dachflächen ohne Zäsur ineinander übergehen. Bei anderen Kirchen dieser Art kennt man an dieser Stelle eine trennende Giebelwand, die möglicherweise auch hier das Dach überragte. Davon sind im Norden und Süden auf der Chorwand im Grundriss rechtwinklige Strebepfeiler übrig geblieben, die einzigen dieses Bauteils. Sie reichen äußerlich vom First des Umgangspultdachs bis unter das Traufgesims des Chors. Das Dach ist wie die anderen mit grauen Schieferplatten eingedeckt, die Traufe ist wie bei den Querhauskapellen ausgebildet. Der Satteldachfirst wird bekrönt von einem steinernen Dachkamm in Form von in sich verschlungenen Spiralen.

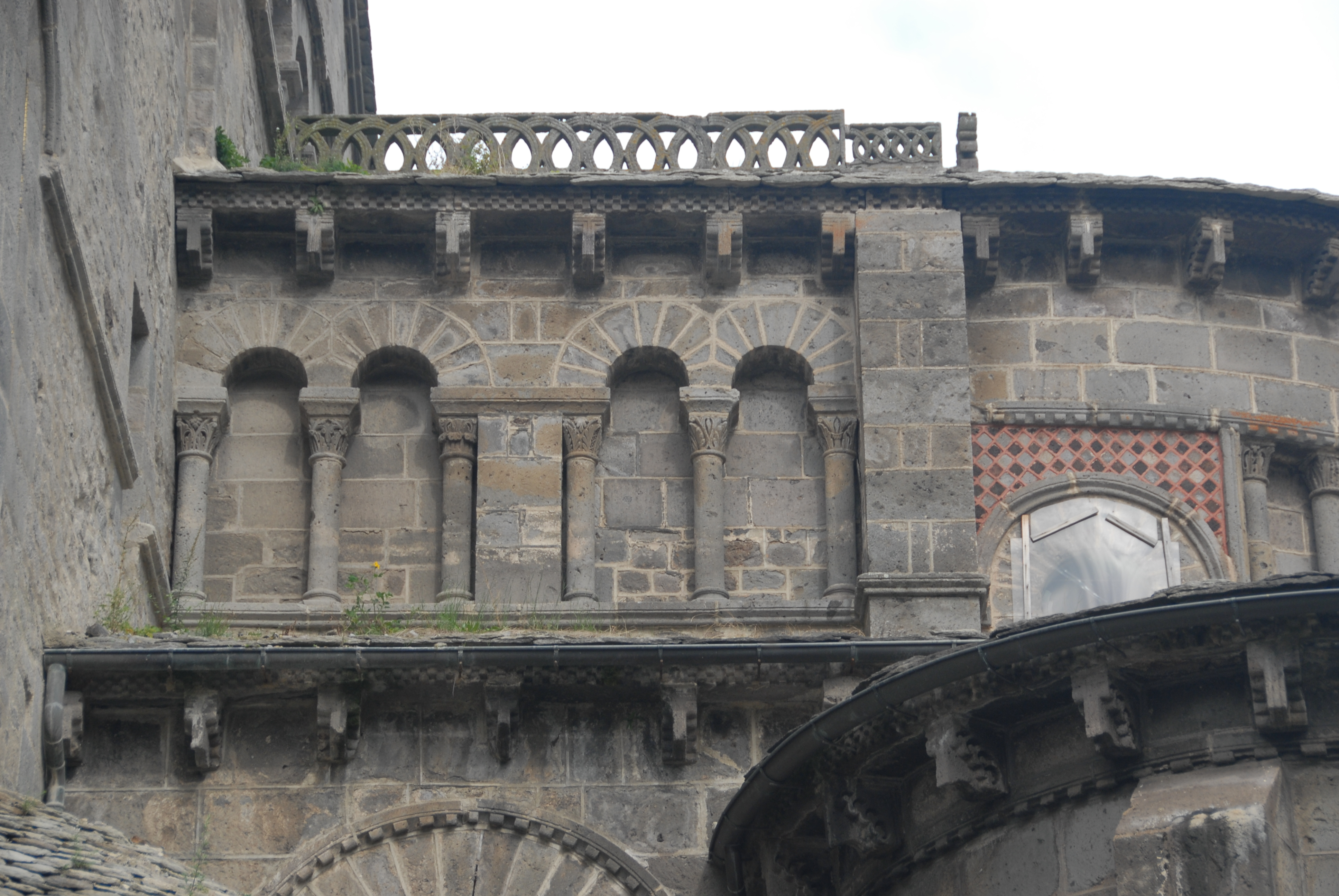
Chorjoch über Umgang von S, Dachkamm

In der Rundung der Chorapsis sind in radialer Anordnung jeweils in den Achsen der Kapellen vier rundbogige Fenster ausgespart, deren Bogenansätze nur knapp über dem First des umlaufenden Pultdachs angeordnet sind. Der untere Teil der Fenster verschwindet unter diesem Dach. Damit aber ihre ganze Höhe zur Belichtung des Chorraums genutzt werden kann, hat man wohl in der Neuzeit in den Dachflächen unmittelbar vor den Fenstern und in deren Breite geneigte Glasflächen eingebaut. Die Keilsteinbögen der Fenster werden außen von einem Kragprofil mit einfachem Rollenfries überfangen, das in Höhe der Bogenansätze waagerecht auswärts abschwenkt und knapp über dem Pultdachfirst bis zum nächsten Bogen und dann weiter um den ganzen Chor herum bis gegen die Querhauswand geführt wird. Die gekrümmte Apsiswand wird etwa in halber Höhe zwischen dem vorgenannten Profil und der Unterkante der Kragsteine der Chortraufe mit dem gleichen Profil umschlossen, das an den beiden Strebepfeilern endet. Die Fläche über dem Profil besteht aus Mauerwerk, das auch zwischen den Kragsteinen hochgeführt ist. Zwischen den beiden waagerechten Kragprofilen sind im Wechsel zwei verschiedene Gestaltungsstrukturen verwendet worden. Zwischen den Keilsteinbögen der Fenster hat man mit senkrechten Kragprofilen drei liegende Rechtecke abgeteilt, in denen gleich große Nischen zurücktreten. Diese sind wiederum mit drei Säulchen in zwei Felder unterteilt. Sie sind mit schlicht skulptierten Kapitellen, profilierten Kämpfern und Basen ausgerüstet. Dieses Motiv ist eine Anleihe aus der römischen Antike. Außerhalb der Hauptkirchen trifft man das Motiv nur noch einmal an der nicht weit entfernten, runden Friedhofskapelle Chambon-sur-Lac an. Die übrigen vier Abschnitte, jeweils oberhalb der Keilsteinbögen der Fenster, sind mit Inkrustationen gefüllt, aus einem rosafarbenen diagonalen Gitter, das kleine quadratische Felder abteilt, die mit im Wechsel schwarzen und weißen Tafeln ausgelegt sind.

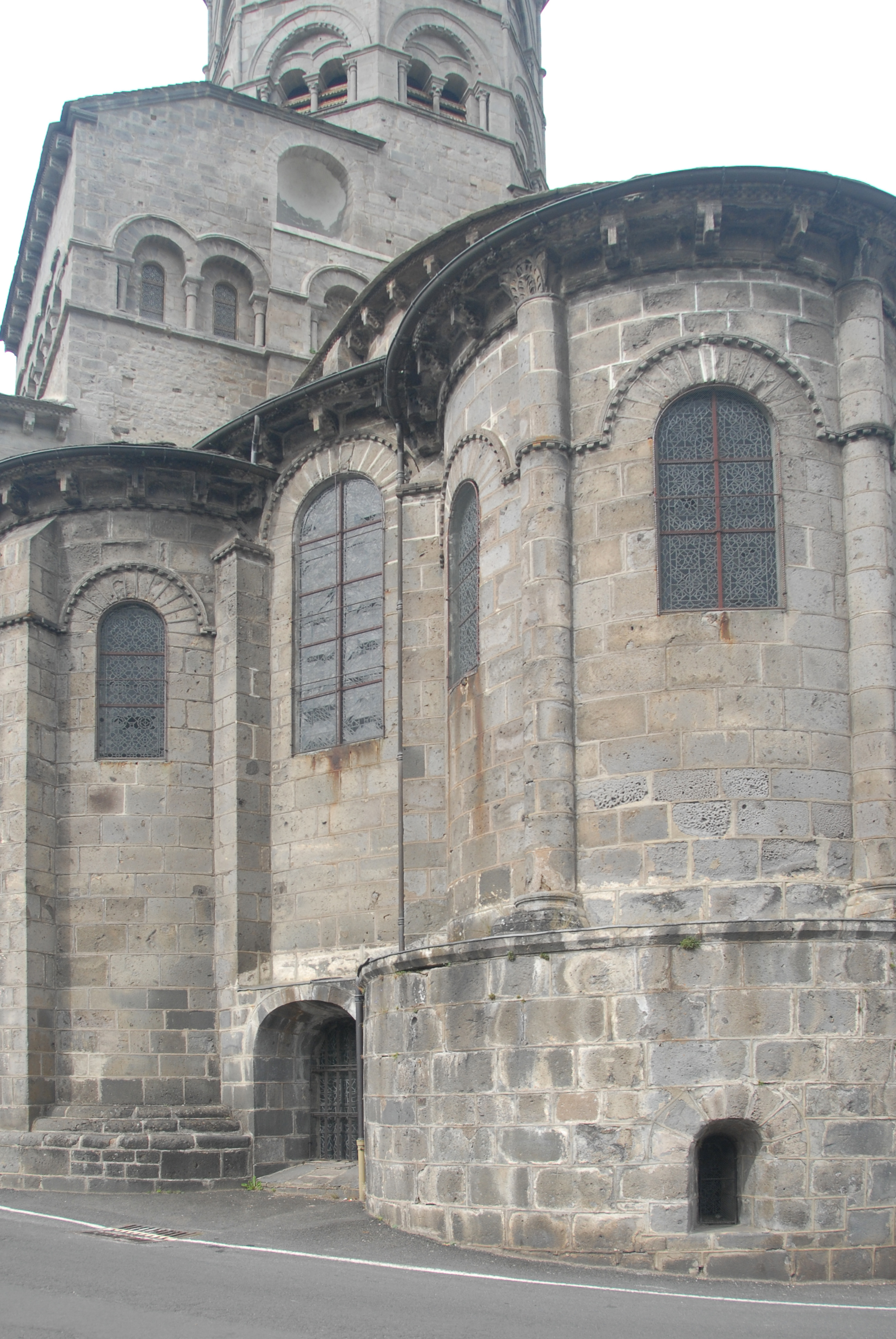
Südliche Kranzkapellen

Der Chor wird gänzlich umschlossen vom flach geneigten Pultdach des Chorumgangs. Seine Traufe, die zwischen den Dächern der Radialkapellen auftaucht, ist wie die des Chors ausgebildet. Die vier Radialkapellen haben die Form halbierter Zylinder und sind radial auf den Mittelpunkt der Chorapsisrundung ausgerichtet. Ihre Traufen, die denen des Umgangs gleichen, stoßen kurz unter den Kragsteinen des Umgangs gegen dessen Außenwand. Die Höhe der Firste ihrer halben Kegeldächer der Kapellen überschreiten die Traufhöhe des Umgangs geringfügig, Hinter diesen Firsten gehen die Dacheindeckungen kleinflächig ineinander über. Unmittelbar unterhalb der Hobelspankragsteine verläuft ein Kragprofil mit einfachem Rollenfries.
Der Sockel der südlichen Kranzkapelle ist niedriger als der der südlichen Querhauskapelle und liegt auch auf geringeren Höhe. Er besitzt die gleichen gerundeten drei Stufen. Die gerundete Außenwand wird von vier Strebepfeilern in drei fast gleiche Wandabschnitte unterteilt, die bis unter das vorgenannte Kragprofil reichen und dort steil nach außen abgeschrägt sind. Die Pfeiler besitzen fast quadratische Querschnitte, die der äußeren Pfeiler etwa nur in halber Breite. Letzte sind oben zweiseitig über Eck abgeschrägt. Zwischen den Pfeilern sind in der oberen Wandhälfte schlanke rundbogige Fenster ausgespart, deren Keilsteinbögen außen von Kragprofilen mit einfachem Rollenfries überfangen werden, die in Höhe der Bogenansätze waagerecht auswärts abschwenken und über die inneren Strebepfeiler hinweg geführt sind. Die nördliche Kranzkapelle weist nahezu die gleiche Größe und Gestaltung auf. Lediglich die Höhe ihres äußeren Sockels markiert etwa die Höhenlage des Chorfußbodens oder der Kryptadecke. Er wird oberseitig waagerecht mit leicht auskragenden Platten abgedeckt, deren Kante gerundet ist.
Die inneren Kranzkapellen besitzen etwa die gleiche Form und Größe, einschließlich ihrer Fenster, wie die äußeren. Ihre Sockel entsprechen dem der nördlichen Kranzkapelle. Ihre Wände werden auch in drei Abschnitte unterteilt. Jedoch sind die inneren kantigen Pfeiler gegen dreiviertel runde Säulen ausgetauscht worden, die vom hohen Sockel bis unter die Traufgesimsplatten reichen sie sind mit skulptierten Kapitellen, profilierten Kämpfern und Basen ausgestattet. Letzte stehen auf rechtwinkligen auswärts steil abgeschrägten Plinthen. In den fünf Abschnitten der Außenwand des Chorumgangs sind deutlich größere rundbogige schlanke Fenster ausgespart, die mit den gleichen Kragprofilen mit einfachem Rollenfries dekoriert sind, wie bei den Kapellenfenstern. Unter den drei mittleren Umgangsfenstern sind gedrungene rundbogige Fenster ausgespart, die für die Belichtung der Krypta verantwortlich sind.

### Inneres

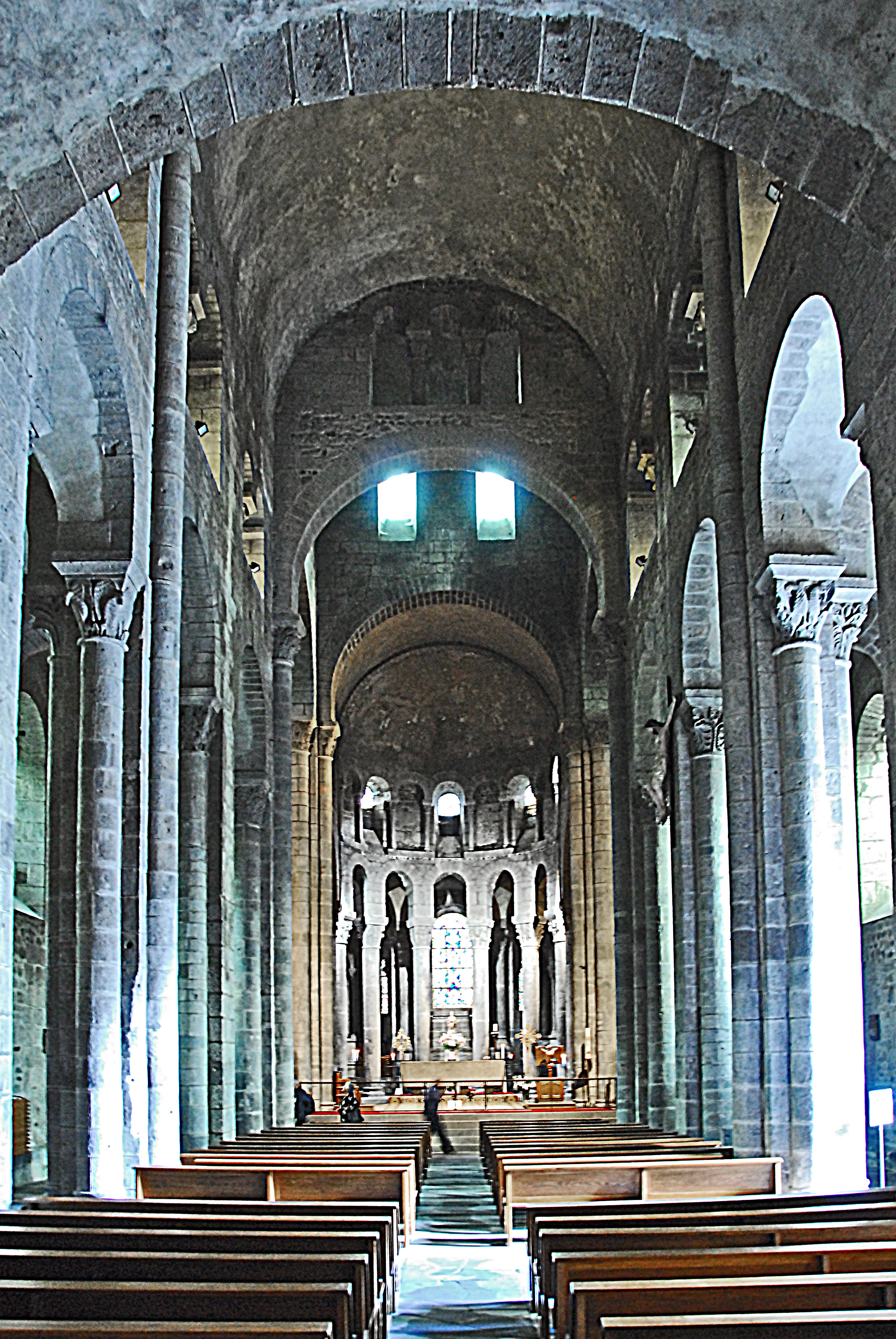
Mittelschiff aus Narthex

Die Romanik ist mehr als jede andere Epoche eine monumentale Kunst. Sie ist vor allem die Schöpfung der Steinmetze, allem voran steht dafür das Mauerwerk. Sie ist aber auch eine von Spiritualität durchdrungene Kunst des christlichen Glaubens, deren Geheimnis die Verteilung von Licht um reine Formen ist. Das Spiel von Licht und Schatten zeigt sich in Notre-Dame d’Orcival in wunderbarer Vielfalt. Besonders das Mittagslicht bringt die romanische Pracht zur Geltung.
Nahezu sämtlichen Mauern, Pfeiler, Vorlagen, Säulen, Bögen und Sockeln sind aus steinsichtigem Material erbaut, hingegen sind alle Tonnen- und Kreuzgratgewölbe, Kuppeln und Kuppelkalotten mit glattem Verputz bekleidet. Das Mauerwerk besteht überwiegend aus großformatigen Werksteinen aus grauem Andesit, in regelmäßigen Schichten. Einige Wandpartien sind allerdings auch aus kleinformatigeren Natursteinen unterschiedlicher Farbschläge in unregelmäßigen Schichtenmauerwerk gefügt.

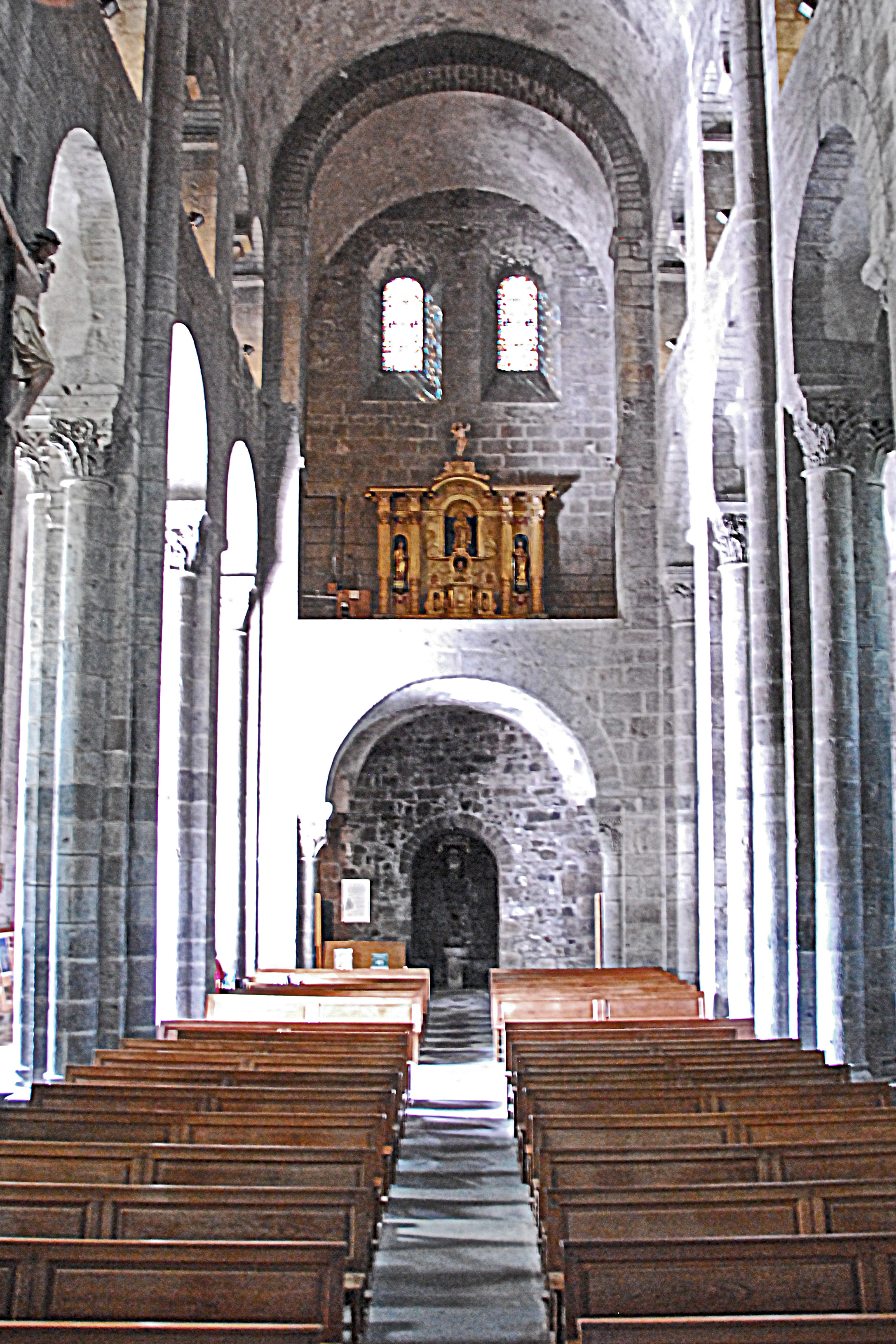
Narthex aus Mittelschiff

#### Langhaus und Narthex
Das Langhaus steht gemeinsam mit dem Narthex auf dem Grundriss eines lang gestreckten Rechtecks und ist durch zwei Scheidewände gegliedert in drei Schiffe, etwa im Verhältnis eins zu zwei zu eins und in Querrichtung in vier Joche, denen am Westende der Narthex voransteht, der etwa so breit ist, wie die Joche. Obgleich der Narthex mit dem Langhaus räumlich verbunden ist weist er einen eigenständigen Aufbau auf. Er wird von gewaltigen Wänden u-förmig umschlossen, die Westwand ist 3,90 Meter und die Seitenwände 1,60 Meter dick. Bei anderen Hauptkirchen der Auvergne tragen ähnlich dicke Wände das Westwerk mit zwei Ecktürmen. Möglicherweise haben die Planer der Kirche ursprünglich auch an die Realisierung eines solchen Westwerks gedacht und ihre Absicht später aufgegeben. Nützlich waren die kräftigen Wände trotzdem, wenn man sie als Bollwerk gegenüber dem anliegenden Berghang betrachtet.

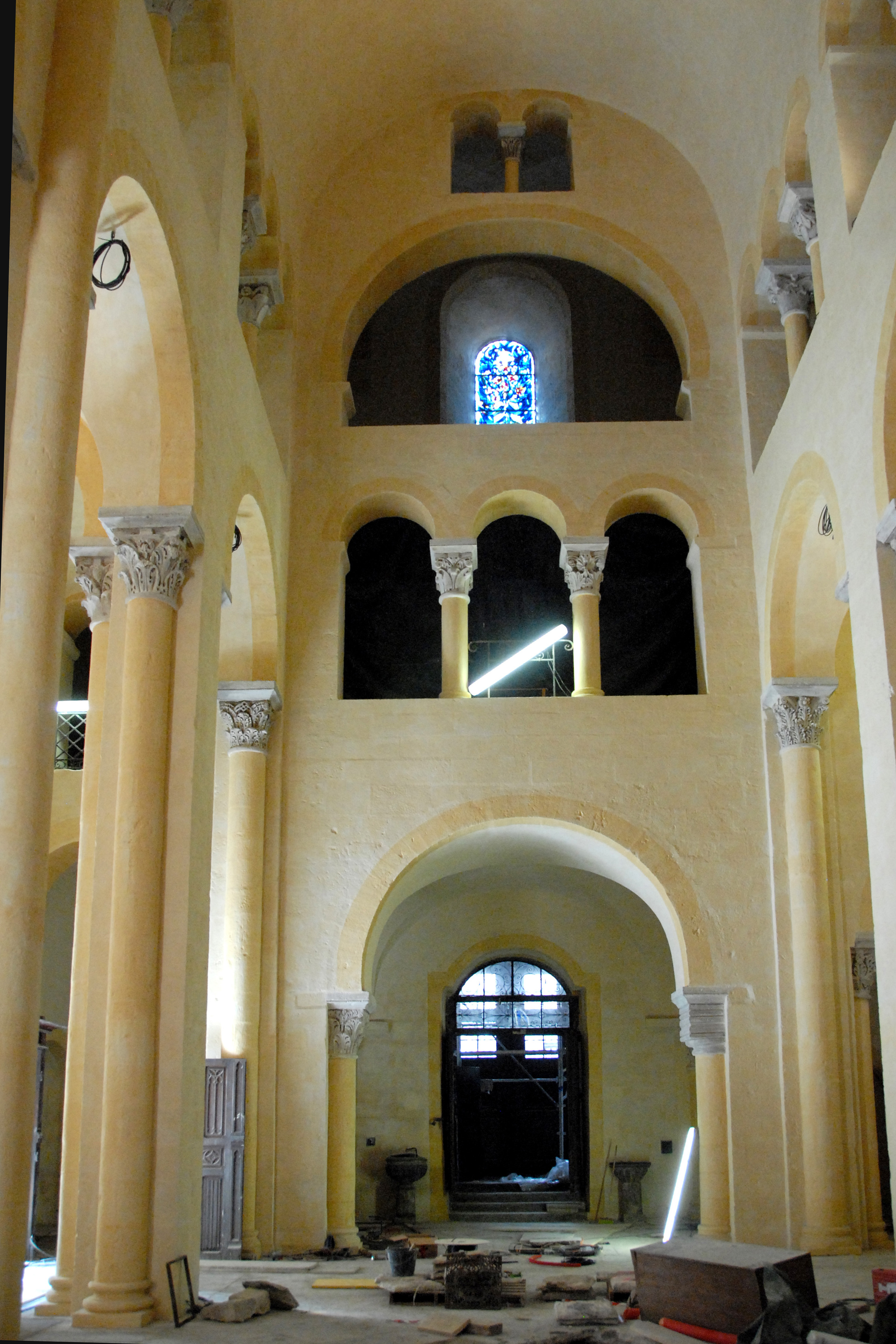
Notre-Dame-du-Port de Clermont-Ferrand, Narthexwand Mittelschiff

Eine Besonderheit des Narthex von Orcival liegt darin, dass er mangels eines Eingangsportals nicht wie sonst die Aufgabe einer Vorhalle erfüllt, die von außen in den Hauptraum zur Versammlung der Gläubigen führt. Bei dieser Kirche wird das Langhaus über das südseitige Hauptportal im zweiten Joch erschlossen. Wenn man aus dem Mittelschiff die Westwand betrachtet, meint man zuerst im unteren Geschoss des Narthex ein zentrales rundbogiges Portal zu erkennen. Erst bei näherem Hinsehen erkennt man eine rundbogige tiefe Wandnische, die zu der optischen Täuschung führt. Vielleicht beabsichtigte die Baumeister ursprünglich, hier ein Portal anzuordnen und dieses dann wie bei der Kirche Notre-Dame-du-Port de Clermont-Ferrand über eine äußere steile Treppe zu erreichen. In einem Längsschnitt durch das Kirchengebäude findet sich hinter der heutigen Taufnische ein unterirdischer Hohlraum, der die Annahme eines solchen ehemaligen Zugangs bestätigt (siehe Weblinks, 3. Zeile).

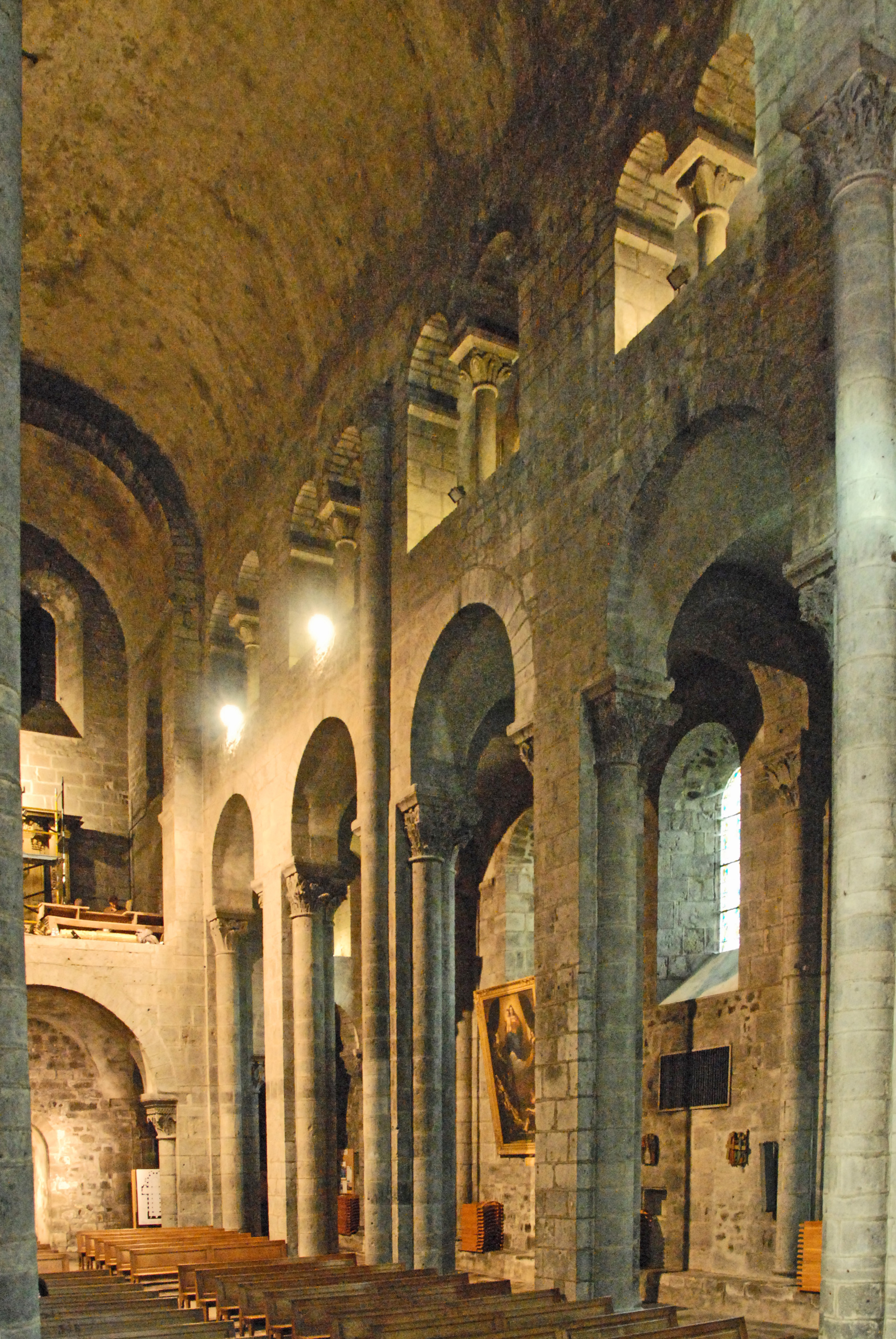
Mittelschiff Nordwand, Joche 1-4

Dem Narthex fehlt heute im Bereich des Mittelschiffs oberhalb der Empore die ursprünglich vorhandene Wand bis unter den Gewölbescheitel. Die heute vorhandene, große Arkadenöffnung über der Brüstung des Obergeschosses bis zum abschließenden scharfkantigen Gurtbogen war in großen Teilen geschlossen. In diesem Wandabschnitt waren drei unterschiedlich geformte Öffnungen ausgespart. Auf der etwas höheren, geschlossenen Emporenbrüstung stand eine Drillingsarkade, in Breite der heutigen Arkade, mit schlanken, rundbogigen Öffnungen, die von zwei Säulchen getrennt wurden und mit skulptierten Kapitellen, profilierten Kämpfern und Basen ausgestattet waren. Ein Stück darüber war eine gedrungene rundbogige Arkadenöffnung ausgespart, deren Bogenansätze durch Kämpferprofile markiert waren, die nur ein kurzes Stück über der Arkadenbrüstung angeordnet waren. Im verbleibenden Wandfeld oberhalb des Bogens war eine kleine Zwillingsarkadenöffnung eingelassen, deren runde Bögen auf einem Säulchen aufstanden, mit der gleichen vorstehenden Ausrüstung. Eine derartige Wand befindet sich in Notre-Dame-du-Port de Clermont-Ferrand (siehe Bild), oder in der Prioratskirche Saint-Nectaire (Puy-de-Dôme).

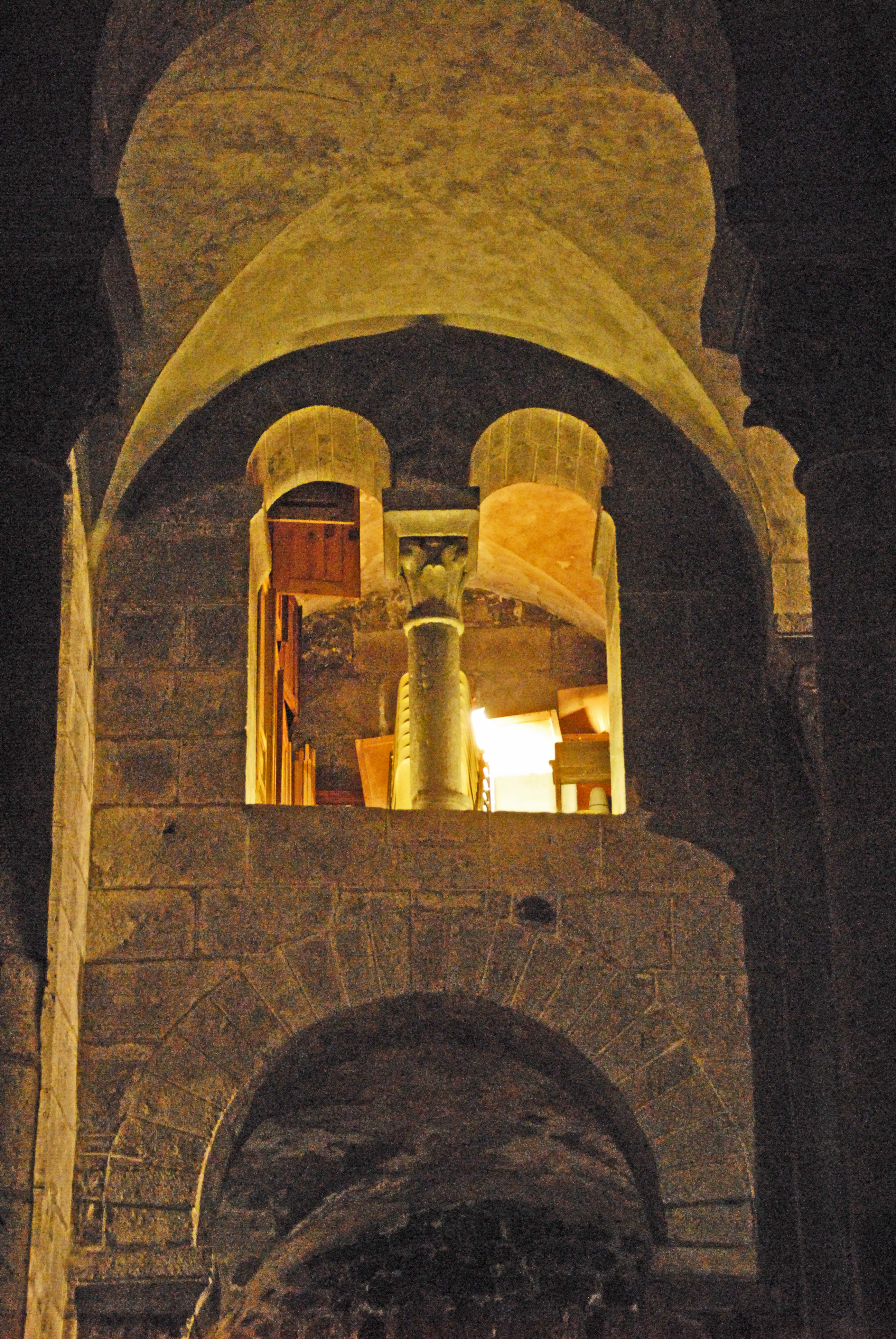
Narthexwand aus nördlichem Seitenschiff

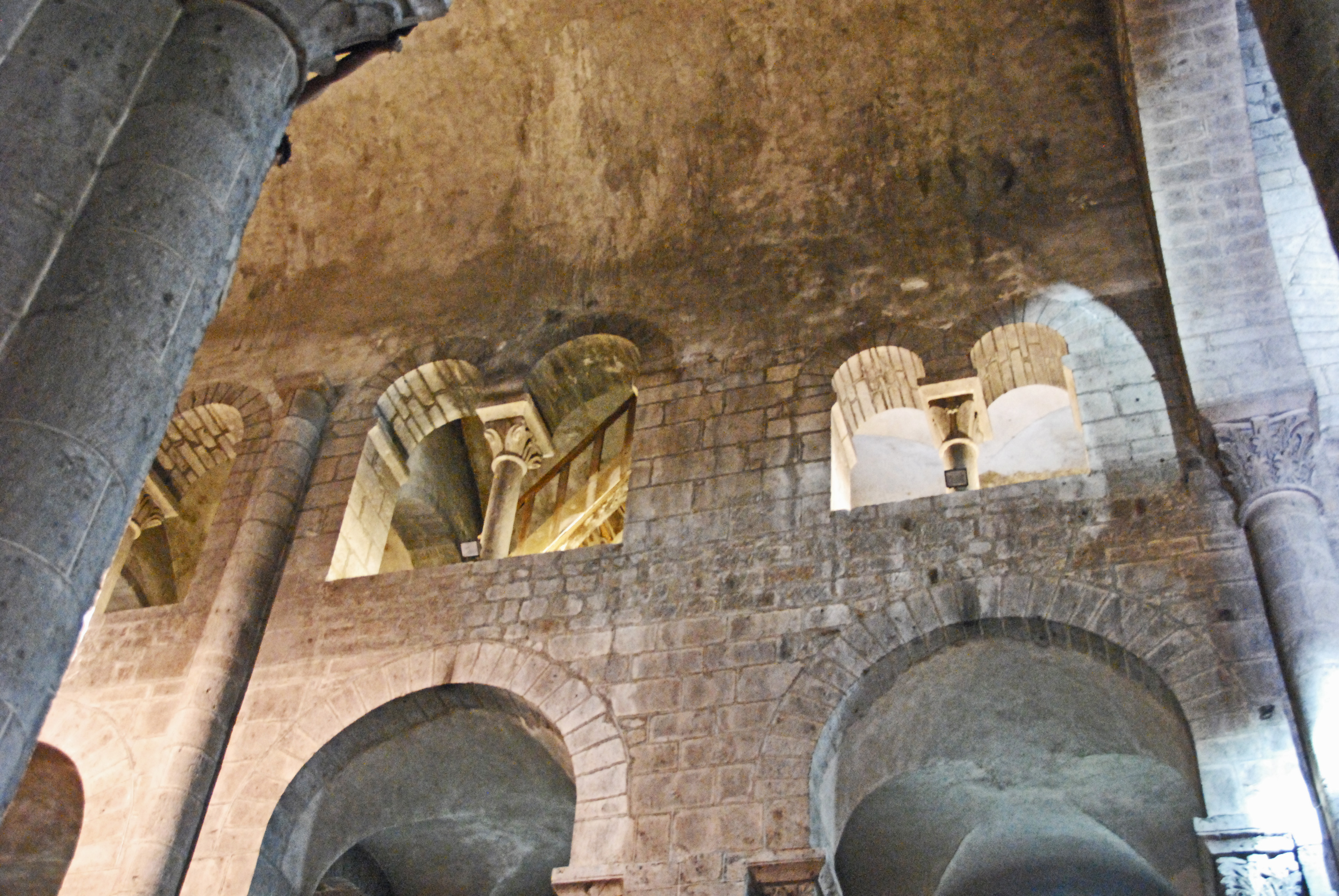
Mittelschiff Südwand, Joche 2-1

Die rundbogige Arkadenöffnung unter der Emporendecke ist jedenfalls die ursprüngliche. Ihr Bogen geht ohne Zäsur in den Zwickel des dahinter befindlichen Kreuzrippengewölbes über. Ihr Keilsteinbogen steht auf zwei alten Diensten vor den Pfeilervorlagen, die mit skulptierten Kapitellen, profilierten Kämpfern und Basen ausgestattet sind. Das zentrale Gewölbe wird von denen die Seitenschiffe des Narthex überdeckenden Kreuzgratgewölben durch Gurtbögen getrennt. Über diesen befindet sich noch ein Zwischengeschoss, das mit einem der von den Seitenschiffen weiter durchgezogenen Kreuzgratgewölben überdeckt wird. In den Wänden zwischen den hohen Seitenschiffen und dem Narthex sind im unteren Geschoss schlanke, rundbogigen Arkaden ausgespart, deren Bogenscheitel auf Höhe des Scheitels der Mittelschiffarkade liegt. Ihre Dienste und deren Ausstattung entsprechen denen der Mittelschiffarkade. Darüber befindet sich jeweils kurz unter dem Gewölbe eine Zwillingsarkadenöffnung, mit scharfkantigen Bögen, die gemeinsam auf einem Säulchen aufstehen, das mit skulptiertem Kapitell, profiliertem Kämpfer und ebensolcher Basis ausgestattet ist. Das Obergeschoss des Narthex reicht hinauf bis unter das Tonnengewölbe, das die gleiche Form und Höhenlage wie das des Mittelschiffs besitzt. Über den beiden Zwischengeschossen in Verlängerung der Seitenschiffe befindet sich ein drittes Geschoss, das eine Verlängerung der Seitentribünen darstellt und von dem gleichen halben Tonnengewölbe überdeckt wird. Diese Eigenheit von Notre-Dame d’Orcival wird in einer Quelle als ein Anzeichen dafür gewertet, dass über diesen Räumen keine Türme geplant waren.
In den Wänden zwischen der zentralen Empore und den Narthexseitenschiffen sind etwa gleiche Öffnungen, wie die in den Scheidewänden des Mittelschiffs. In Höhe der Empore sind das große Arkadenöffnungen, die den benachbarten Bögen der Scheidewandarkaden entsprechen, die auf kurzen Wandpfeilern stehen. In Höhe der seitlichen Tribünen sind es gleiche Zwillingsarkaden, wie bei den Biforien.
In der Westwand des Narthex ist im Erdgeschoss eine rundbogige Nische eingelassen, deren Tiefe etwa zwei Drittel der Wanddicke entspricht. Sie erinnert an das hier gefundene Quellheiligtum und dient im Wesentlichen dem Taufritus (siehe Abschnitt Inventar/Ausstattung). In den beiden Seitenschiffen des Narthex ist jeweils in der Westwand eine Tür eingelassen, der Zugang zur Spindeltreppe, die hinauf zum Zwischengeschoss, zur Empore und zu den Seitentribünen führt.

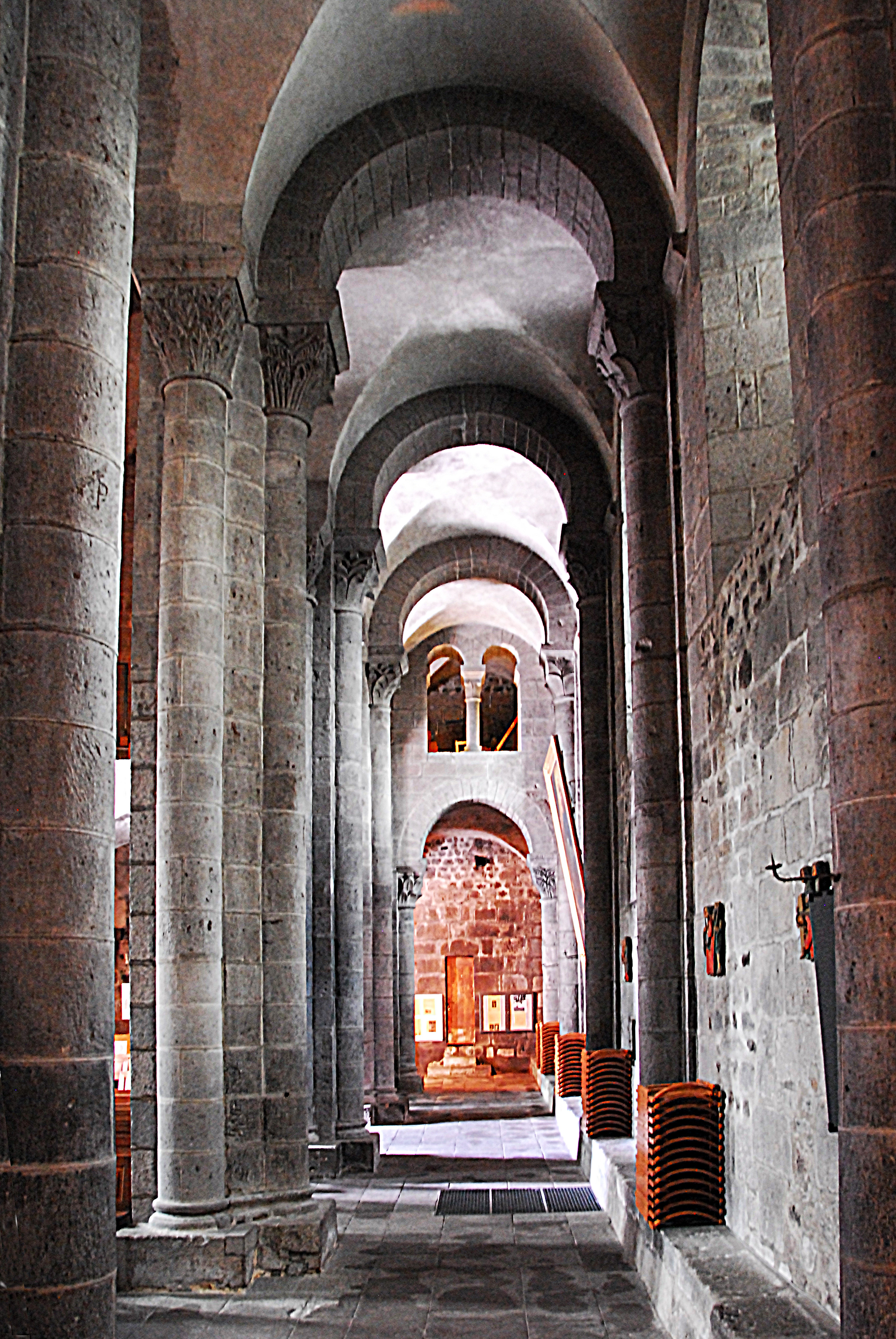
Nördliches Seitenschiff nach hinten

Der Narthex wird im Erdgeschoss durch ein einziges rundbogiges Fenster in der Südwand belichtet, dessen Gewände nach innen aufgeweitet sind. Im Obergeschoss sind es zwei solche benachbarten Fenster, die hoch oben im Gewölbebereich in der Westwand ausgespart sind. Sie waren lange Zeit verschlossen und wurden erst im Jahr 2009 im Zuge umfangreicher Restaurierungsarbeiten wieder geöffnet

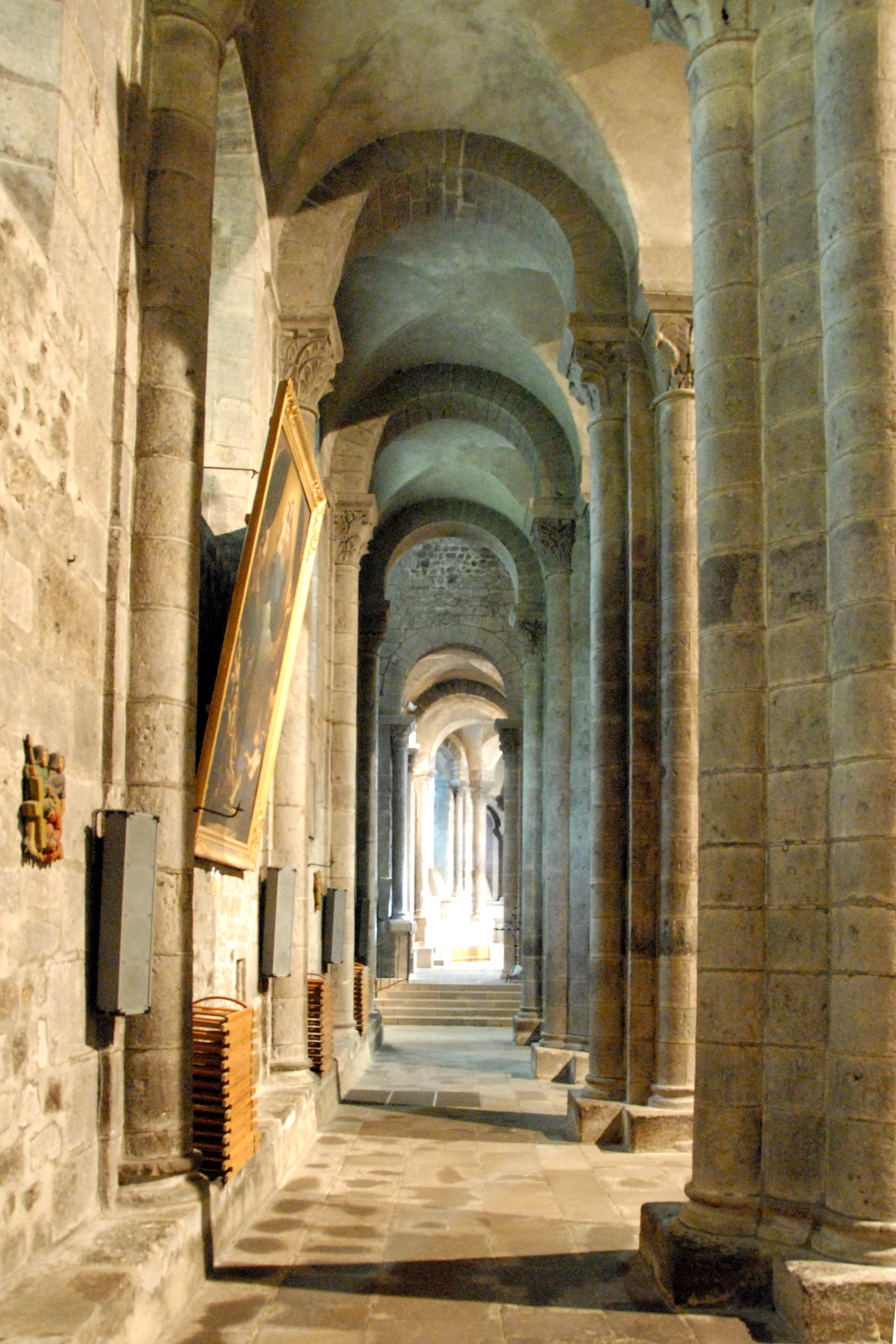
Nördliches Seitenschiff nach vorne

Das Mittelschiff zwischen Narthex und Vierung wird von einem durchgehenden Tonnengewölbe ohne Gurtbögen überdeckt, dessen Scheitel etwa 17,4 Meter über Grund liegt. Ihre Wölbung geht ohne Zäsur in die Oberflächen der Scheidewände über. Die Gewölbeansätze liegen bei etwa 14,20 Metern. Die Seitenschiffe werden von Kreuzrippengewölben überdeckt deren zum Mittelschiff weisenden Zwickel ohne Zäsur in die Arkadenbögen der Scheidewände übergehen. Ihre Scheitel liegen bei 8,95 Metern über Grund. Ihre Gewölbefelder werden von scharfkantigen Gurtbögen getrennt, die in Höhe ihrer Bogenansätze auf den Pfeilerkernen vorgeblendeten alten Diensten stehen, die von pflanzlich skulptierten Kapitellen, profilierten Kämpfern und Basen ausgerüstet sind. Ähnlich sind die Arkaden der Scheidewände ausgebildet, deren Kämpfer die gleiche Höhe derjenigen der Seitenschiffe erreichen. Die Kerne der Scheidewandpfeiler weisen zu Mittelschiff hin bis zu den Kämpfern scharfe Kanten auf und gehen darüber ohne Zäsuren in die Scheidewände über. Zu den Seitenschiffen hin sind die so gerundet, dass ihre Kerne dort halbkreisförmige Querschnitte vortäuschen. Eine Ausnahme bilden die Pfeiler zwischen dem zweiten und dritten Joch. Sie haben quadratische Kerne mit allseitig scharfen Kanten. Auf ihrer Mittelschiffseite sind dreiviertel runde alte Dienste angebracht, die bis zu den Gewölbeansätzen hinaufreichen, und dort mit schlicht skulptierten Kapitellen und profilierten Kämpfern und Basen ausgestattet sind. Ihre Aufgabe wird in den Quellen gedeutet als Auflager für einen quer aufgelegten Holzbalken, der zu Aufhängung eines großen Kronleuchters inmitten des Langhauses gedient haben soll. Die Dienste auf den Außenwänden der Seitenschiffe sind unterlegt von gering auftragenden Wandpfeilern in Breite der Pfeilerkerne der Scheidewände. Ihre Basen stehen auf durchlaufenden knapp 50 Zentimeter hohen und tiefen Sockeln. Die Pfeiler und ihre Dienste stehen auf gleich hohen, kantigen Sockeln.
Wie bei allen Kirchen dieses Typus wird das Tonnengewölbe des Mittelschiffs von halben Tonnengewölben über echten Tribünen der Seitenschiffe gestützt. Diese Gewölbe werden zwischen den Jochen von Arkaden getrennt. Vom Mittelschiff öffnen sich zu den Tribünen zentriert über den Arkadenbögen der Scheidewände Biforien, deren Brüstungen ein Stück über den Arkadenscheiteln angeordnet sind. Ihre scharfkantigen runden Bögen, die mit pflanzlich skulptierten Kapitellen, profilierten Kämpfern und Basen ausgerüstet sind, reichen mit ihren Scheiteln knapp unter die Gewölbeansätze. Die Ansätze ihrer äußeren Bögen werden von Kämpferprofilen markiert.
Die Ostwand des Langhauses wird im Mittelschiff über eine große Arkade in die Vierung geöffnet. Ihre Bogenansätze liegen etwa in Höhe der Biforienbrüstungen. Ihr scharfkantiger Keilsteinbogen steht auf alten Diensten, die quadratischen Pfeilerkernen vorgeblendet sind. Sie sind ausgerüstet mit pflanzlich skulptierten Kapitellen, profilierten Kämpfer und Basen. Im verbleibenden Wandfeld darüber ist eine Drillingsarkatur ausgespart, die auf zwei Säulchen stehen, die wie diejenigen der Biforien ausgestattet sind. Die Ostenden der Seitenschiffe werden mit Arkaden abgeschlossen, die denen der jochteilenden entsprechen. Das gilt auch für die Ostenden der Tribünen, allerdings mit einer niedrigen Brüstung, wie in den Biforien.

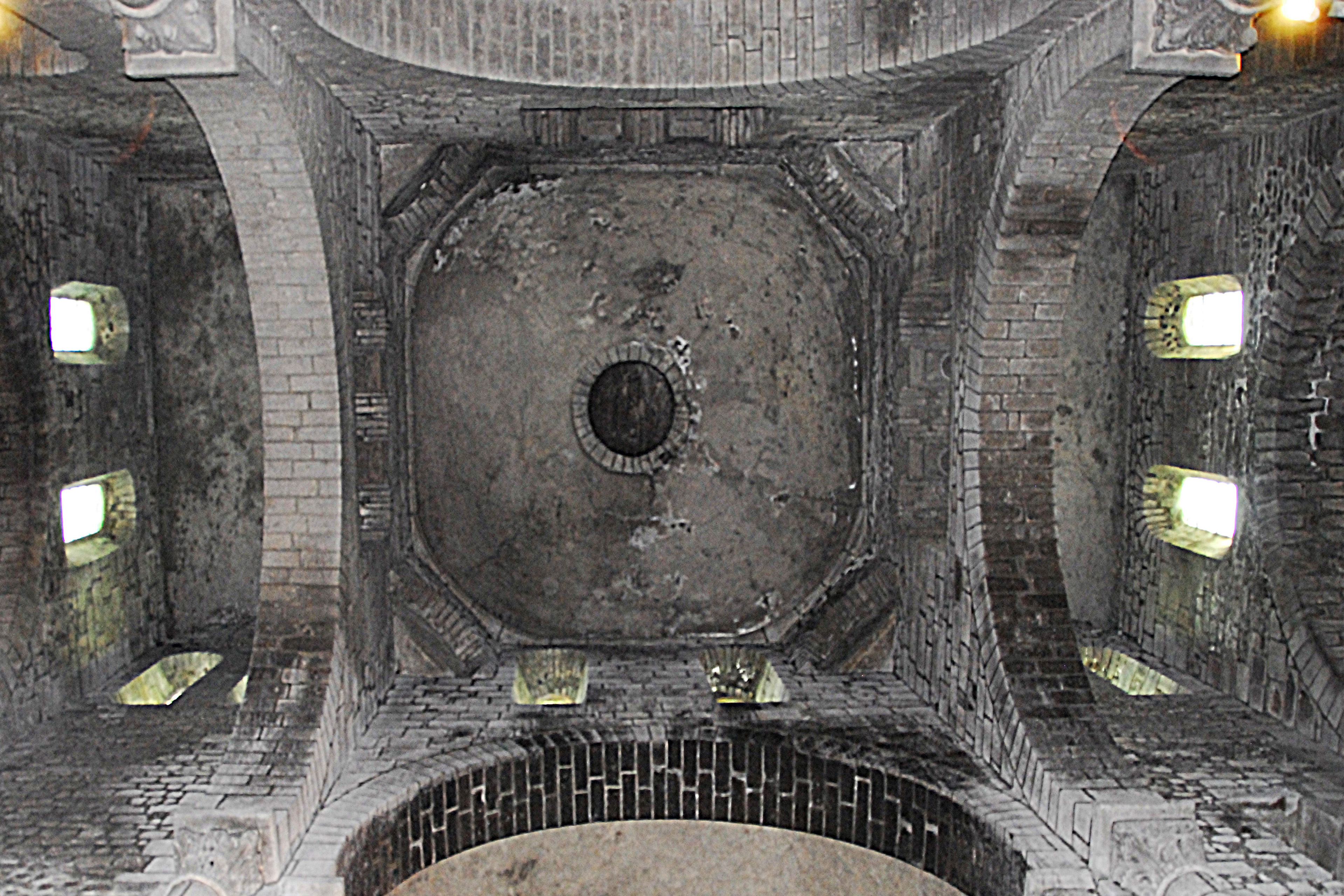
massif barlong von unten

#### Querhaus mit Vierung und massif barlong
Die Vierung wird allseits von je einer Arkade umschlossen, die der der Ostwand des Langhauses entspricht. Die vier Vierungspfeiler haben alle den gleichen Querschnitt aus Pfeilerkern mit scharfen Kanten und vier alten Diensten. Über den Arkaden der Nord- und Südseite sind die gleichen Drillingsarkaturen wie die auf der Westseite ausgespart. Hingegen sind es auf der Ostseite zwei einzelne rundbogigen Fensteröffnungen, die außenseitig in der fünfbogigen Blendarkatur des massif barlong stehen. Knapp über den äußeren Bogenscheiteln dieser Fenster liegt der untere Rand der Vierungskuppel, der hier nicht eine klare Kreisform aufweist, sondern eher die eines Achtecks, bei dem sich kürzere mit längeren Seiten abwechseln, dessen Ecken aber ausgerundet sind. Die längeren Achteckseiten der Kuppel stehen auf den die Vierung umfassenden Wänden. Die kürzeren werden von im Grundriss dreieckigen Trompen unterstützt, die im Wesentlichen aus über Eck stehenden Keilsteinbögen, nach innen gewölbten Gebilden und dreieckigen Platten bestehen. Über dem Kuppelrand wölbt sich ohne sichtbare Grate die Vierungskuppel, die im Zentrum von einer kreisrunden Öffnung durchbrochen wird, die zu Vertikaltransport von Glocken, Gerätschaften und Baumaterial dienen soll.

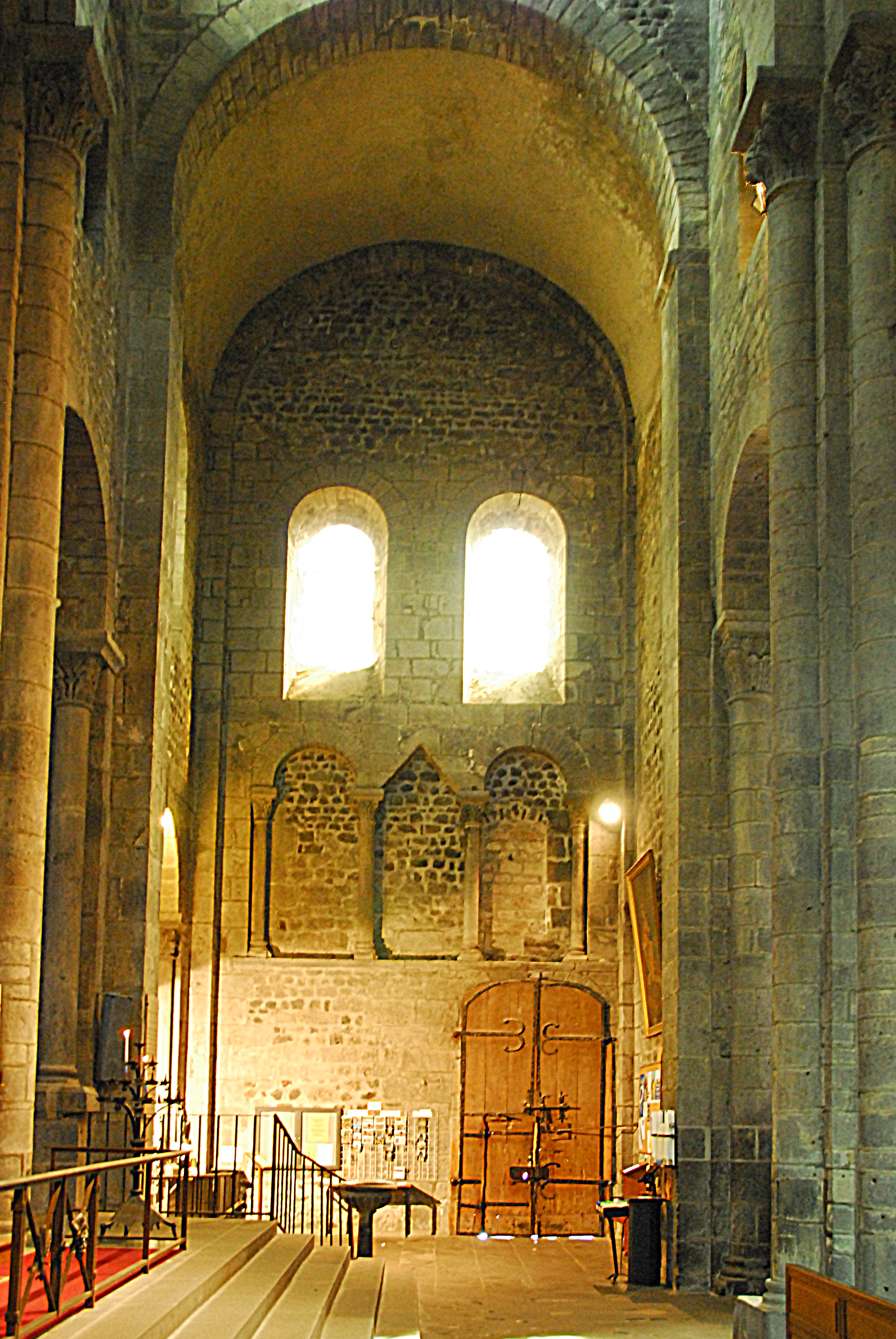
Südlicher Querhausarm

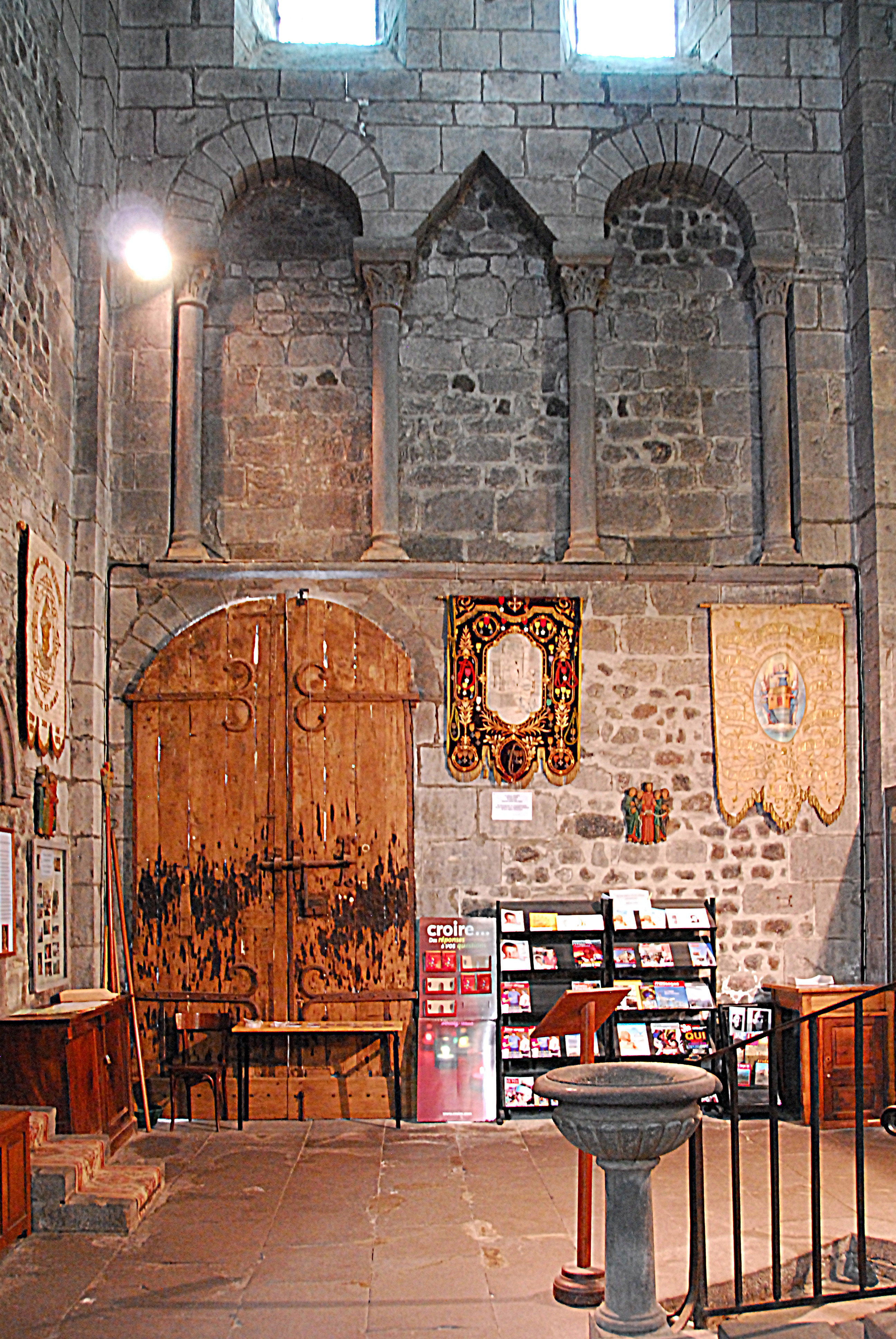
Nördlicher Querhausarm Giebelwand

Die Querhausarme stehen auf einem leicht rechteckigen Grundriss und werden von Tonnengewölben in Querrichtung der Kirchenlängsachse überdeckt. Die Kuppelwölbungen gehen ohne Zäsur in die Wandoberflächen über. In den Ecken der Giebelwände sind nahezu quadratische Pfeilervorlagen eingearbeitet. Die Querhausarme werden vierungsseitig von Arkaden aus scharfkantigen Rundbögen begrenzt, die unterseitig wie Gurtbögen gegenüber der Wölbung hervortreten, und auf im Grundriss rechtwinkligen Wandpfeilern stehen. Ihre Bogenansätze sind mit Kämpferprofilen markiert. Die Giebelwände sind in drei Höhenabschnitte unterteilt. Im unteren befindet sich nahe der Westecke je eine rundbogige Öffnung eines Nebenportals. Kurz darüber ist eine Drillings-Blendarkatur ausgespart, die nicht ganz über die Breite der Wand reicht. Die äußeren Arkaden werden von Rundbögen, die innere von einem dachartigen Sturz überdeckt. Bögen und Sturz stehen auf Säulchen, die mit skulptierten Kapitellen, Kämpfern und Basen auf Plinthen ausgerüstet sind. In der westlichen Arkade im südlichen Querhausarm war einmal eine Türöffnung ausgespart, die heute zugemauert ist. Das weist darauf hin, dass an dieser Giebelwand ein zweigeschossiges Konventsgebäude angebaut war. Wahrscheinlich war es der unmittelbare Zugang zum Dormitorium der Mönche des Kapitels. Über der Blendarkade sind zwei große rundbogige Fenster ausgespart, deren Gewände nach innen aufgeweitet sind.
In den Ostwänden der Querhausarme sind Kapellenapsiden mit halbkreisförmigen Apsiden eingelassen, die um ein kurzes Rechteck erweitert sind. Auf den senkrechten Leibungskanten der schlanken Arkadenöffnungen sind Rückversätze eingearbeitet, in die Junge Dienste eingestellt sind, die die Keilsteinbögen tragen, und mit Kapitellen, Kämpfern und Basen ausgerüstet sind. In der Kapellenachse ist jeweils ein kleines rundbogigen Fenster eingelassen mit nach innen aufgeweiteten Gewänden. Ihre senkrechten Kanten sind wieder aufgelöst in Rückversätzen mit Säulchen, die wie vorstehend ausgestattet sind. In derselben Querhauswand ist weiter oben ein rundbogiges Fenster mit nach innen aufgeweiteten Gewänden ausgespart.
Zwischen der Vierung und den Querhausarmen und in Verlängerung der Seitenschiffe existieren Raumabschnitte denen üblicherweise keine besondere Aufmerksamkeit gewidmet wird. Von besonderer regionaler Bedeutung sind aber die nach oben weiter hochgeführten Raumabschnitte, die bis über die Kuppel hinauf reichen und zusammen mit dem oberen Teil der quadratischen Vierung und dem achteckigen Turmsockel das so genannte massif barlong bilden, eine Eigentümlichkeit der auvergnatischen Romanik. Zu dieser positiven Eigenheit tragen im Innern die vier Schwibbögen seitlich der Vierung und die starke Durchfensterung des Massif barlong bei.
Galerie Querhaus mit Vierung und massif barlong

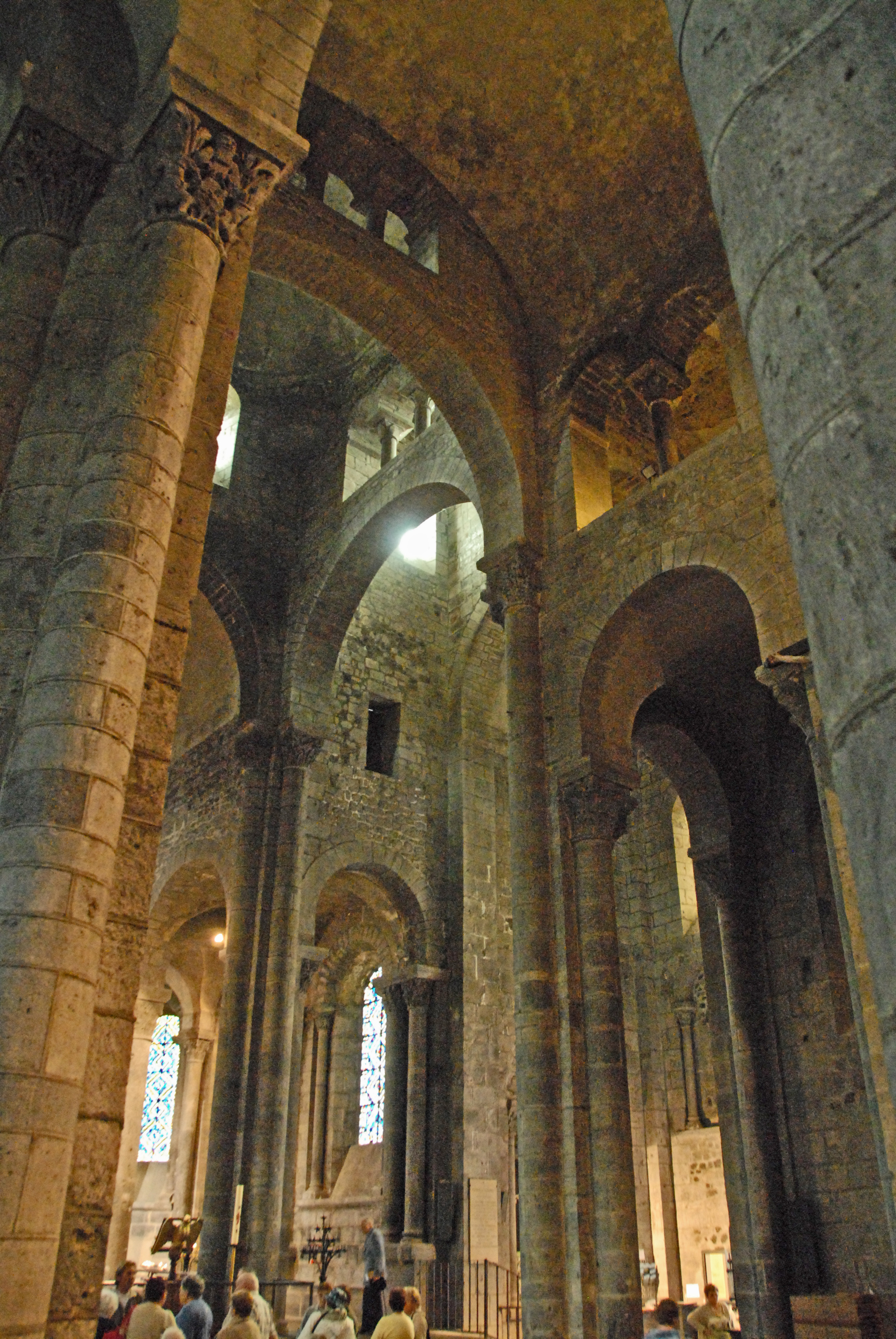
Massif barlong
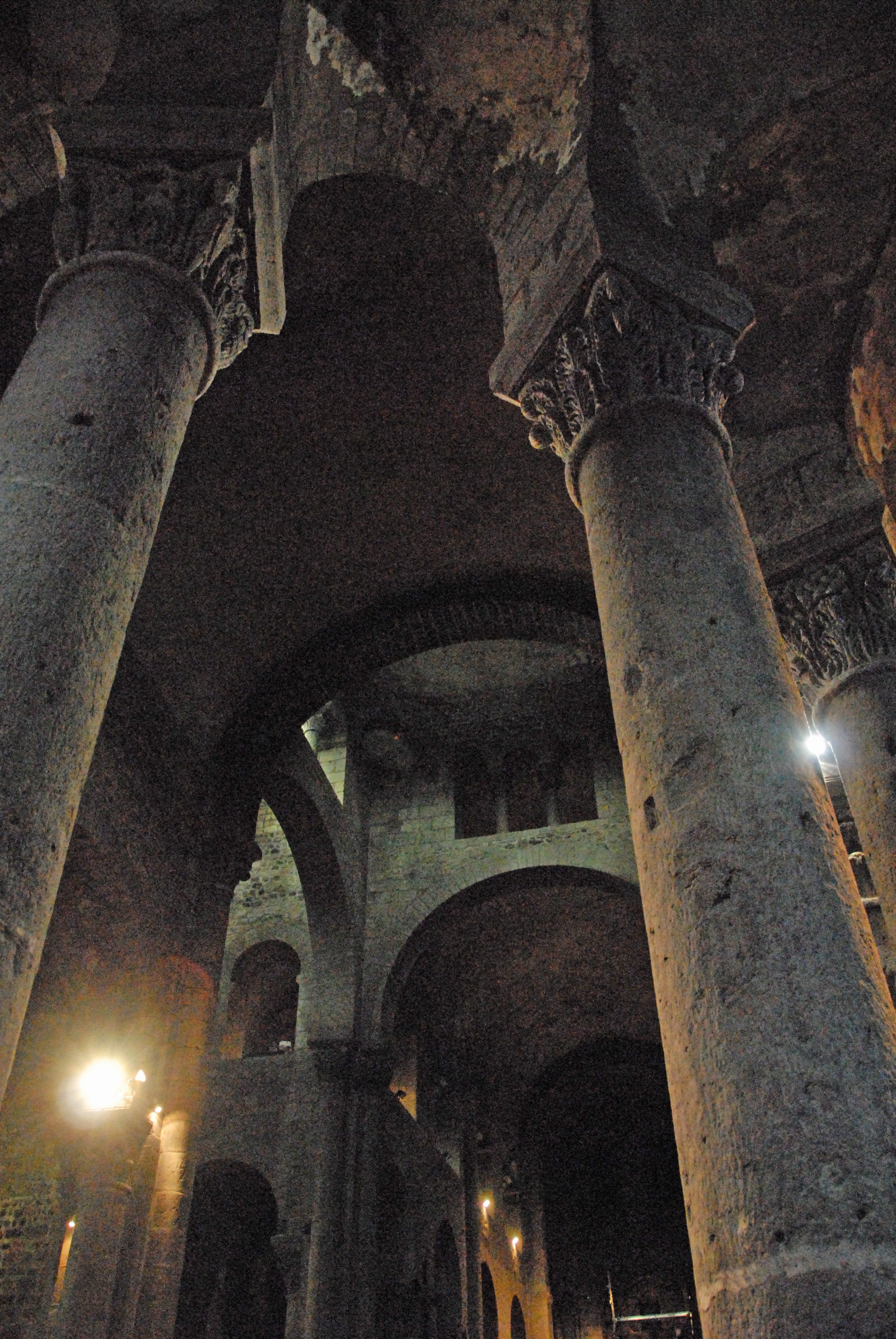
Vierung aus Chorumgang
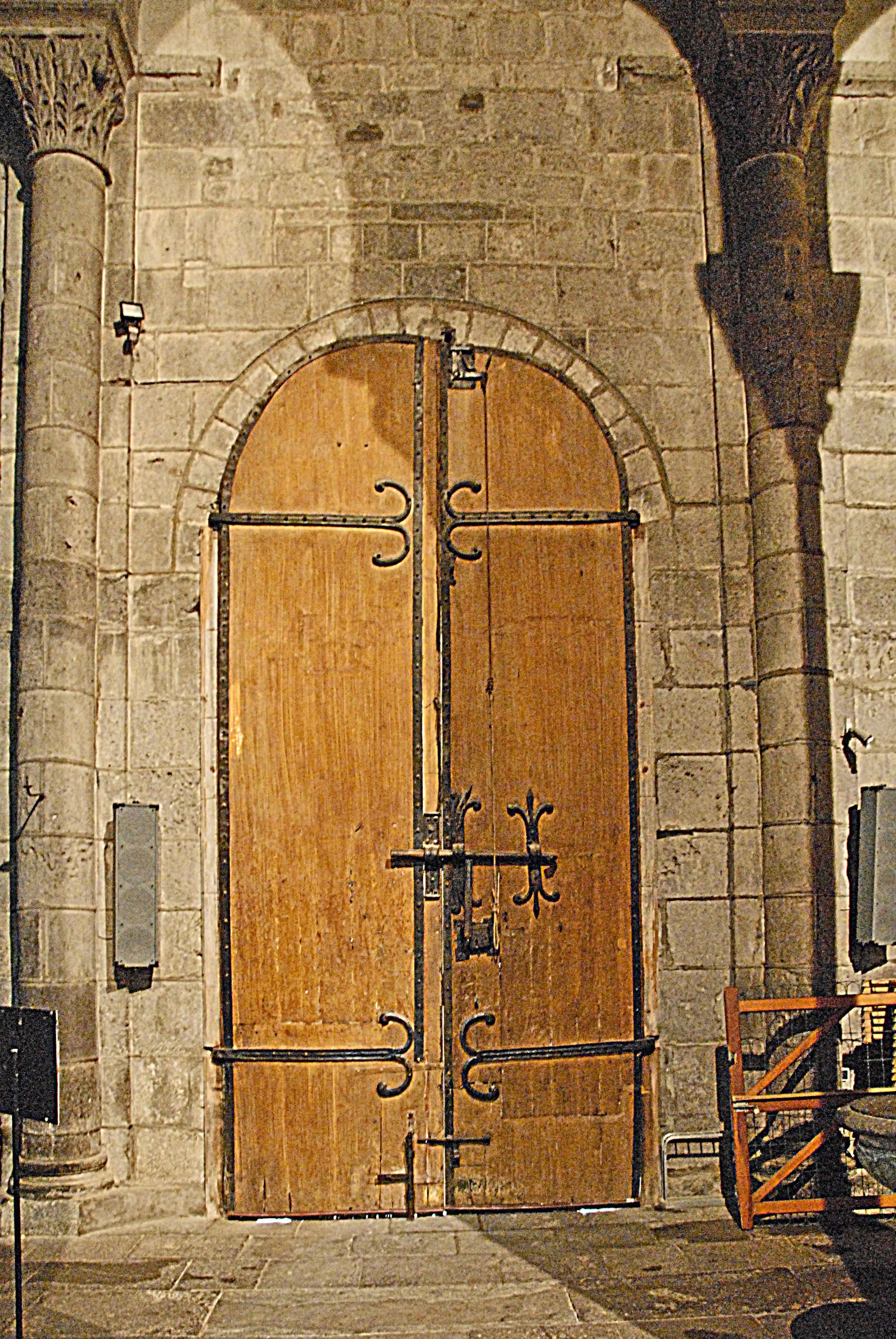
Nebenportal südlicher Querhausarm
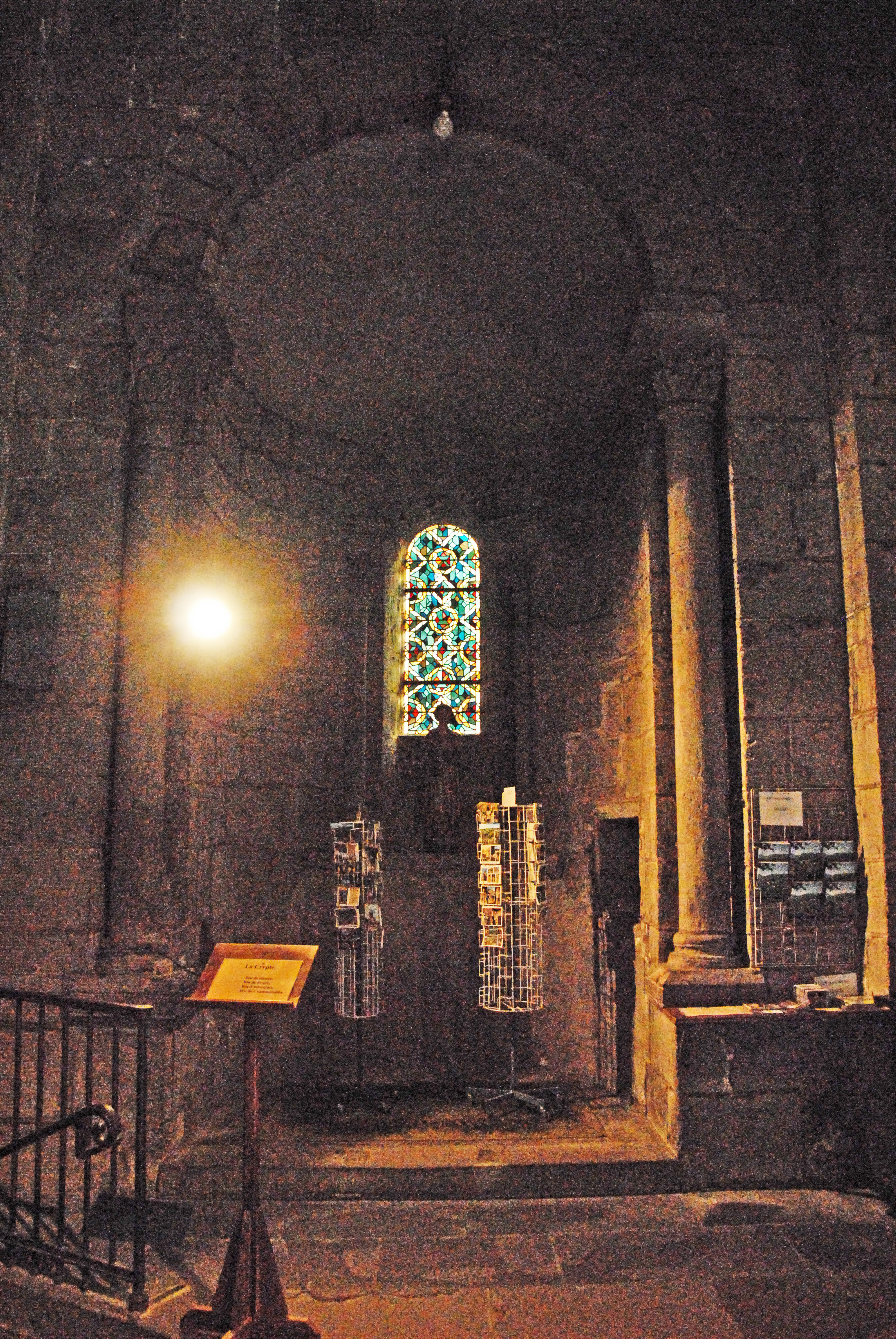
Südliche Querhauskapelle

#### Umgangschor mit Kapellenkranz

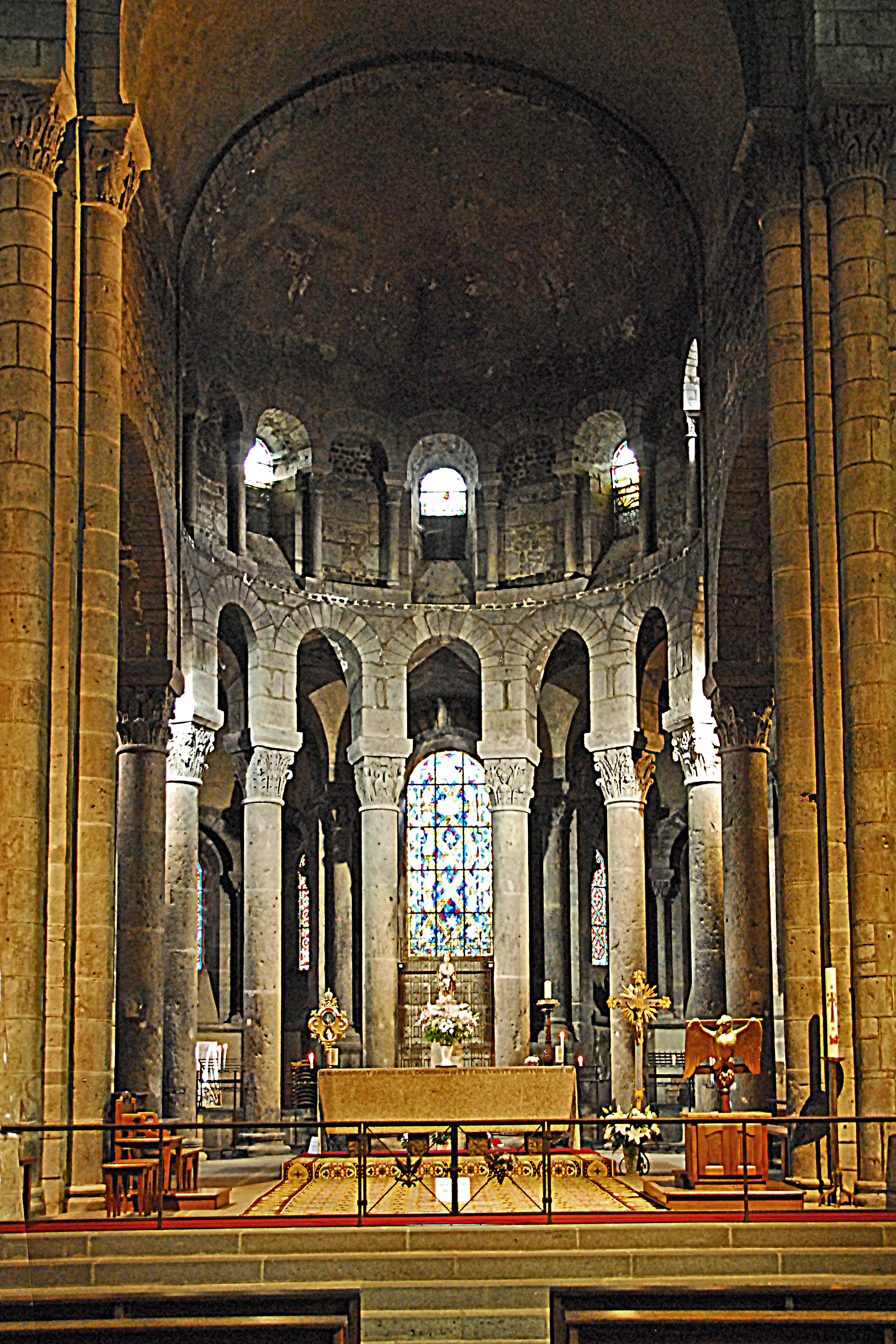
Chor aus Vierung

Die Architektur des Gotteshauses gipfelt auch hier im zentralen Altarraum, dem Chor, dessen Gestaltung darauf abzielt, den Blick der Gläubigen auf den Altar zu lenken als den geheiligten Ort, das Allerheiligste. Dazu tragen nicht zuletzt Umfang und Komplexität der gesamten Anlage bei inklusive Umgang und Kapellenkranz und ihre besonders prächtige Ausschmückung, deutlich reichlicher als im Mittelschiff, wie auch die große Anzahl der Fenster. Das Mittelschiff besitzt sieben Fenster, das Querschiff vierzehn und der Chor zweiundzwanzig, eine Steigerung, die sowohl von symbolischer, wie auch ästhetischer Bedeutung ist: Der Altar versinnbildlicht Christus, das Licht der Welt. Die mit äußerster Sorgfalt skulptierten Figuren- und Blattkapitelle treten besonders stark in Erscheinung, weil ihr architektonisches Umfeld sich schlicht zurückhält.
Aus dem Querhaus führen zum erhöhten Chor und seinem Umgang über die ganze Breite fünfstufige Treppen hinauf. Aus dem Umgang kommt man über dreistufige Treppen in die Kranzkapellen.

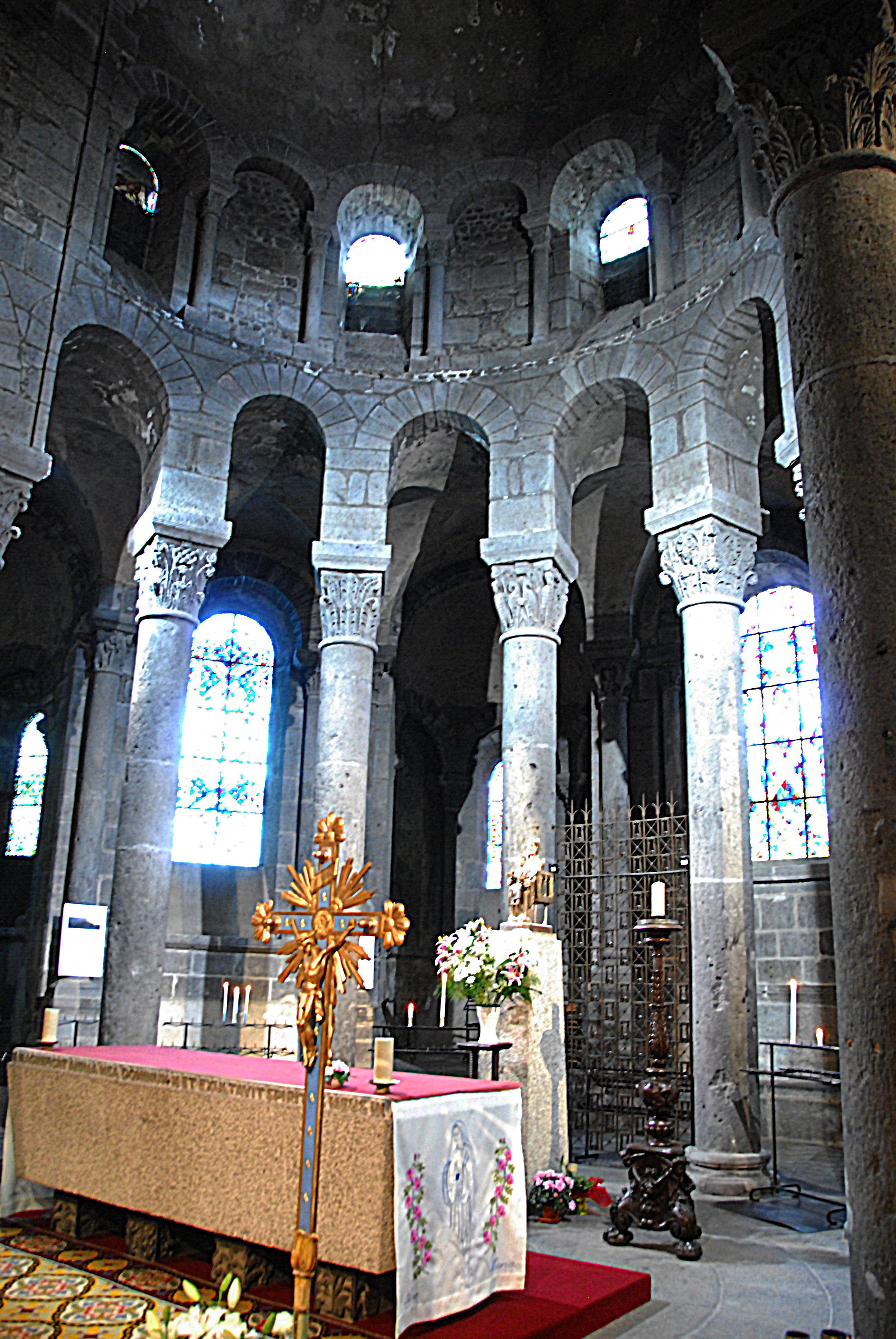
Chorapsis

Die sieben 7,45 Meter hohe Arkaden der Chorapsis sind in die halbrunden Mauern scharfkantig eingeschnitten. Sie weisen wohl überlegte geringfügige Unterschiede ihrer Abstände auf. Der mittlere ist etwas breiter als seine Nachbarn, die äußeren sind die breitesten. Die Arkadenbögen des Chors sind sehr schlank und stark gestelzt, was bedeutet, dass ihre Bogenansätze erst ein gutes Stück über ihren Auflagern, den radial ausgerichteten profilierten Kämpferplatten, beginnen. Diese gehören zu den prächtigen, überwiegend pflanzlich skulptierten Kapitellen auf schlanken Säulen mit profilierten Basen. Genau wie bei Mittelschiffarkaden sind auch hier die Arkadenbögen gleichzeitig auch die Stirnbögen der dahinter befindlichen Zwickel der Kreuzgratgewölbe des Umgangs. An die sieben Arkaden der Chorapsis schließt sich auf jeder Seite noch eine rundbogige nicht gestelzte Arkade in Chorjochbreite an. Ihre scharfkantigen Bögen stehen auf den äußeren Säulen der Apsis und auf den alten Diensten an den Vierungspfeilern.
Über den im Halbkreis aufgereihten Arkaden der Chorapsis werden die Zwickel zwischen den Arkadenbögen bis in deren äußeren Scheitelhöhen flächenbündig mit Mauerwerk aufgefüllt und gänzlich durchlaufend mit einer schmalen Mauerschicht abgedeckt. Auf dieser Schicht enden die folgend beschriebenen Brüstungsschrägen der Fenster, zwischen denen vor den aufgehenden Wandpfeilern jeweils ein Stück normaler Mauerwerksschicht aufgemauert ist. Im Bereich des Chorjochs gehen die aufsteigenden geraden Seitenwände, in denen es keine Fenster gibt, flächenbündig über den Arkadenbögen hervor.
Hinter dem geschlossenen Wandbereich zwischen den Scheiteln der Apsisarkaden und Fensterbrüstungen verbergen sich die Anschlüsse des Umgangsgewölbes und deren Überdachung. Die hier anschließenden Pultdachfirste liegen sogar in der Mitte der Fensterhöhe, die den unteren Fensterbereich aber nicht abdecken, da dort ein Stück gläsernes Dach eingebaut wurde.

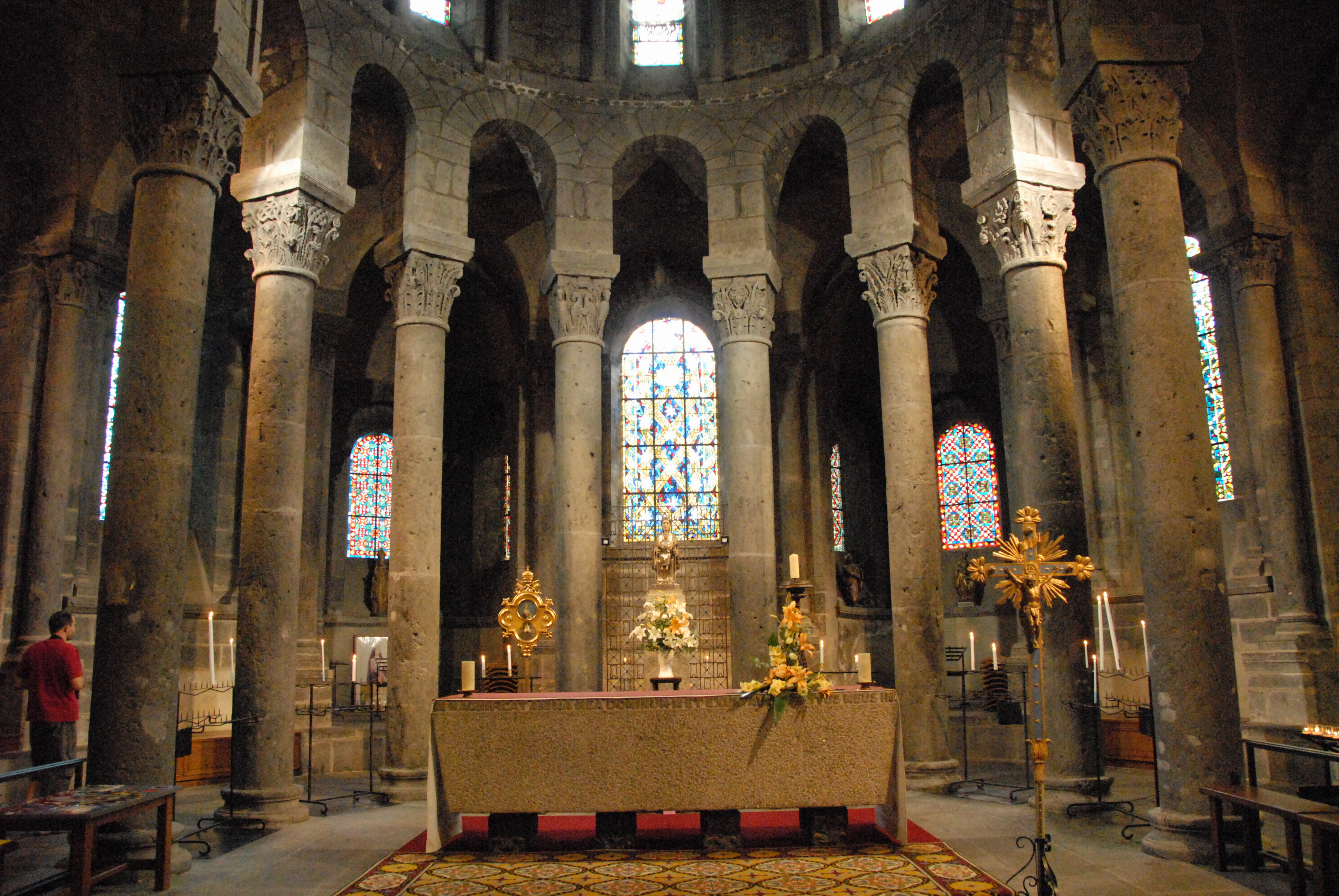
Chorapsis

Über der schmalen Mauerschicht, die das untere Geschoss abschließt, steht eine halbkreisförmige neunbogige Arkatur, davon sind fünf offene Arkaden und vier Blendarkaden. In den fünf Arkaden öffnen sich rundbogige Fenster mit nach innen aufgeweiteten Gewänden und steil abgeschrägten Brüstungen. Die Blendarkaden stehen vor im Grundriss gekrümmten Wandpfeilern, die hinter den vorgenannten Mauerschicht-Stücken stehen und die gleichzeitig Fensterlaibungen bilden. Die Breite der Fensterarkadenbögen entspricht derjenigen des unteren zentralen Arkadenbogens. Das mittlere Fenster ist chormittig, die äußeren Fenster sind über den äußeren Galeriebögen angeordnet, die beiden übrigen Fenster jeweils genau mittig zwischen den anderen drei Fenstern oder zentriert über den beiden dritten Säulen von außen. Knapp neben den Pfeilerkanten stehen Säulchen, die mit skulptierten Kapitellen und profilierten Kämpfern ausgerüstet sind. Auf ihnen stehen gemeinsam die Arkadenbögen der Fenster, die ohne Zäsur in die Gewändebögen übergehen, und die deutlich kleineren Blendarkadenbögen.
Oberhalb dieser Arkatur mit größeren und kleinen Bögen geht die halbkreisförmige Wandoberfläche der Chorapsis ohne Zäsur in deren halbkuppelförmige Kalotte der Chorapsis über. Das Chorjoch, zwischen dem Triumphbogen und der Apsiskalotte, ist mit einer Rundtonne eingewölbt, die geringfügig höher und breiter ist als das Apsisgewölbe. Die geschlossenen Seitenwände des Chorjochs gehen in das Tonnengewölbe über.

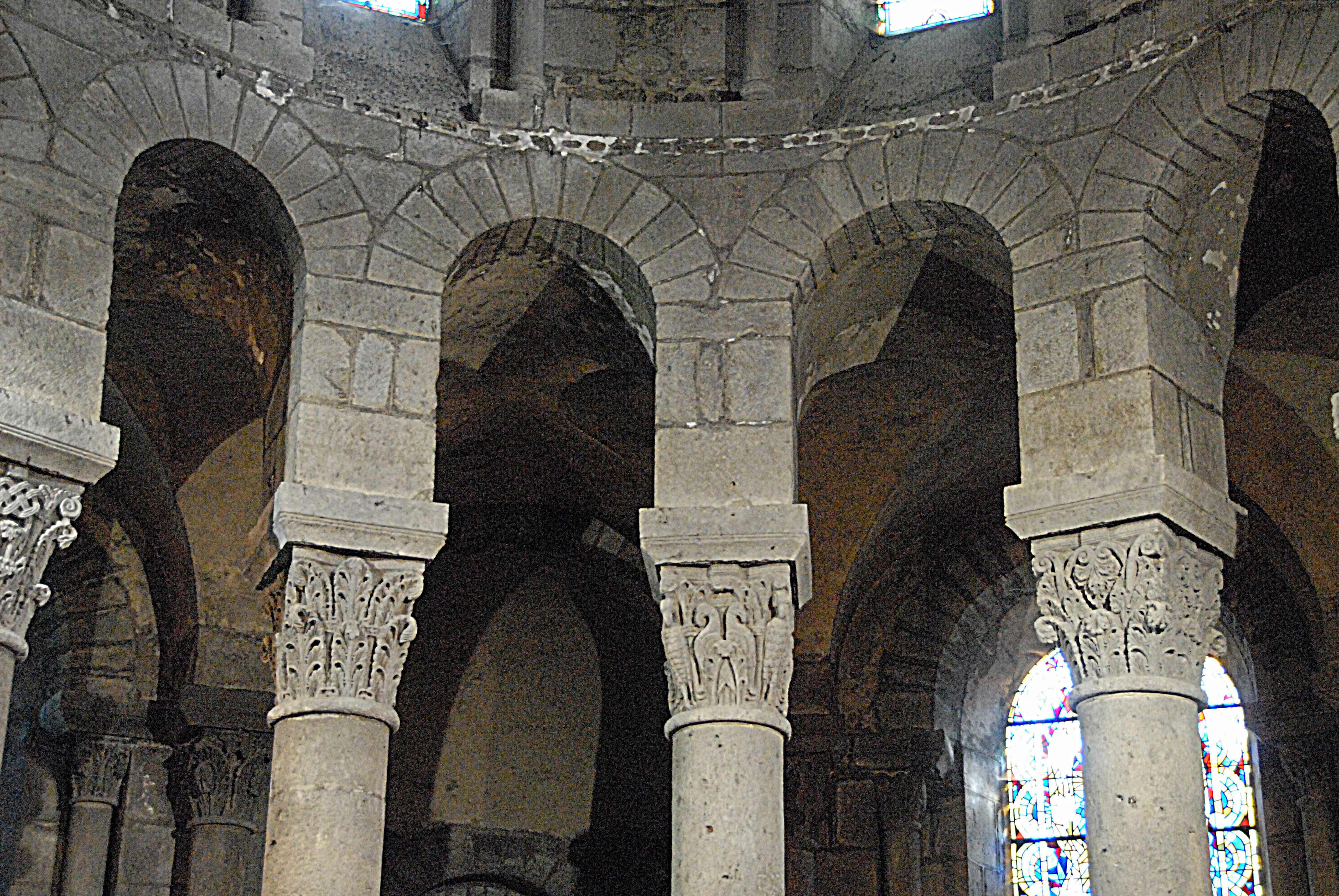
Chorapsis, gestelzte Arkadenbögen

Der Umgang des Chors in Form eines halben Kreisrings ist mit einem geschickt ausgetüftelten Kreuzgratgewölbe überdeckt, das von den Arkaden der Chorapsis und den Außenwänden des Umgangs getragen wird, letztere unterstützt von den dort vor den Wänden frei stehenden Säulen, mit skulptierten Kapitellen und profilierten Kämpfern und Basen ausgerüstet und auf gut einen Meter hohen Sockeln stehend. Bei den einzelnen Gewölbesegmenten in Trapezform sind dabei leicht geschwungene Grate entstanden. Bei den Kämpferplatten an den Außenwänden hat man es nicht versäumt, diese entsprechend der Krümmung des Umgangs zu formen. Über diesen sind die Gewölbegrate entsprechend den Apsisarkaden gestelzt. Die drei großen Fenster des gerundeten Umgangs mit nach innen aufgeweiteten Gewänden werden in Wandrückversätzen von schlanken Säulchen flankiert. Sie sind wie die anderen Säulen ausgestattet und stehen auf deutlich höheren Sockeln in Brüstungshöhe. Die beiden Fenster im ersten Chorjoch, eingangs des Umgangs, werden auf beiden Seiten mit Zwillingssäulen flankiert, ausgestattet wie die anderen Säulen, jedoch mit gemeinsamen Kämpferplatten und auf hohen Sockeln stehend. Auf ihren stehen jeweils scharfkantige Gurtbögen.
Die vier Kranzkapellen sind etwas größer als die Querhauskapellen und bestehen jeweils aus einer halbkreisförmigen Apsis, mit einer Rechteckverlängerung und einer entsprechenden Wölbung aus Kalotte und kurzer Tonne.
In den Apsiswänden sind je drei rundbogige Fenster ausgespart, mit nach innen aufgeweiteten Gewänden und steil abgeschrägten Brüstungen. Sie werden untereinander verbunden durch eine auf einem um die Apsis herumgeführten Wandsockel stehende Arkatur mit schlanken Säulchen mit der bekannten Vollausstattung.
Galerie Chorhaupt

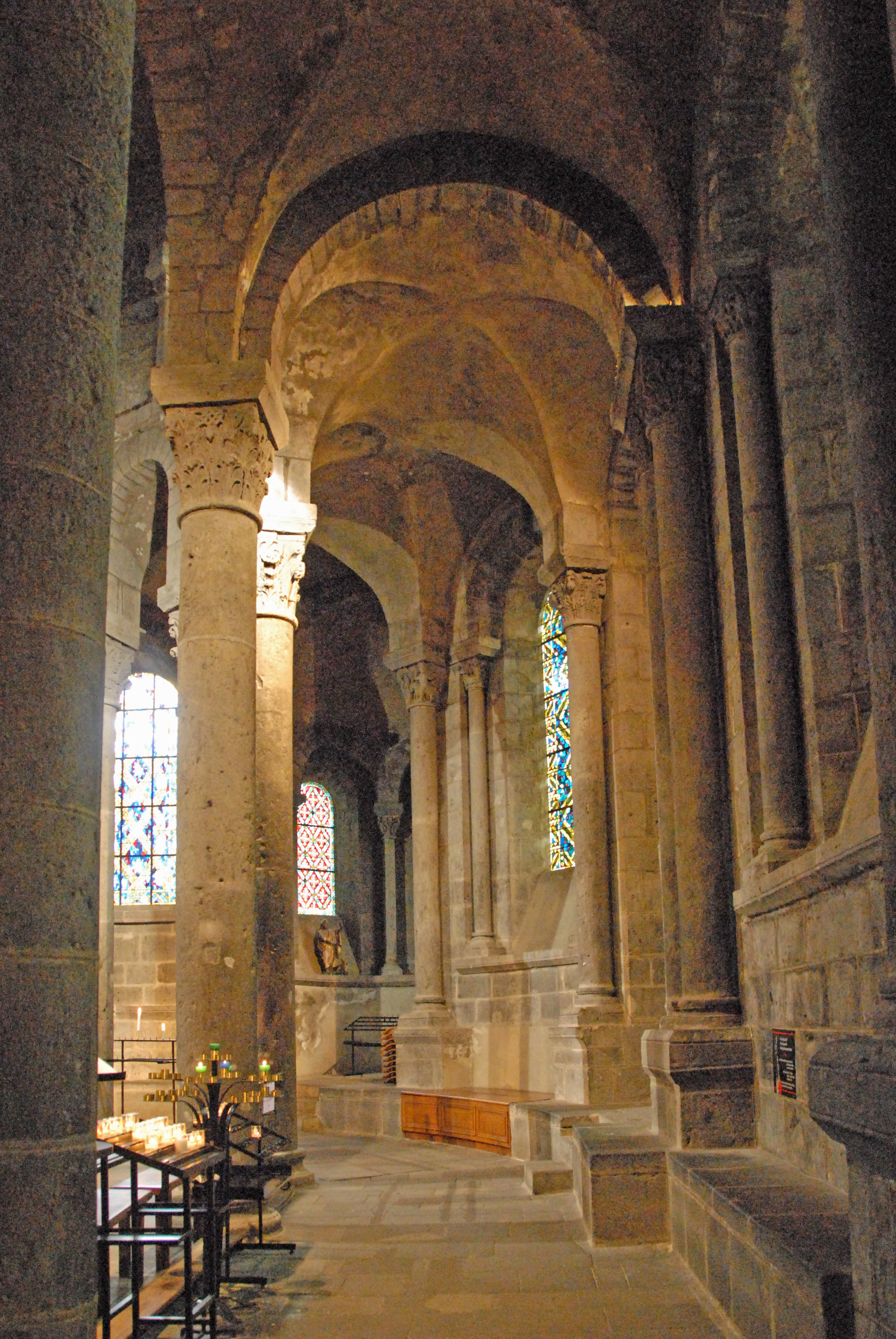
Südlicher Chorumgang
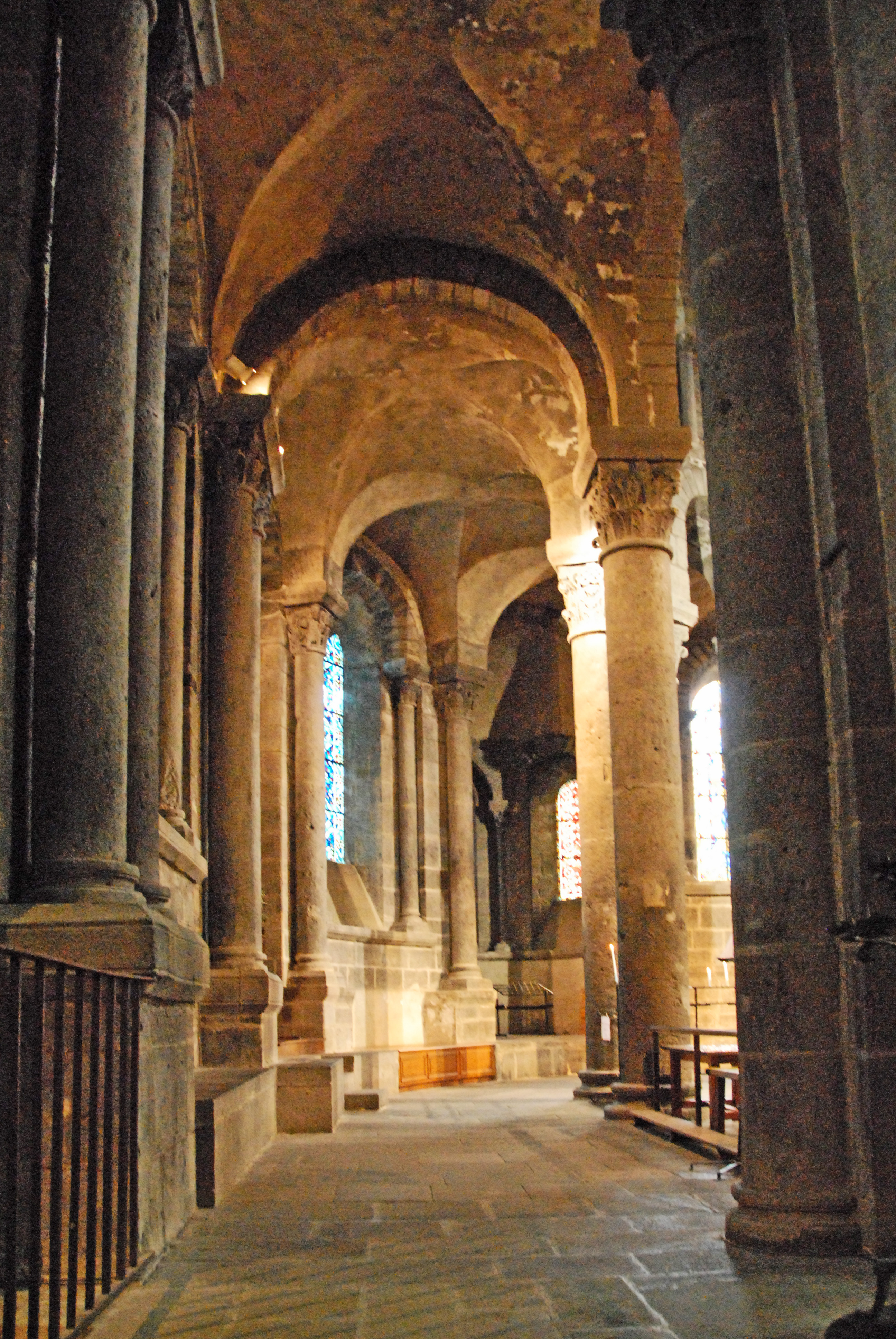
Nördlicher Chorumgang
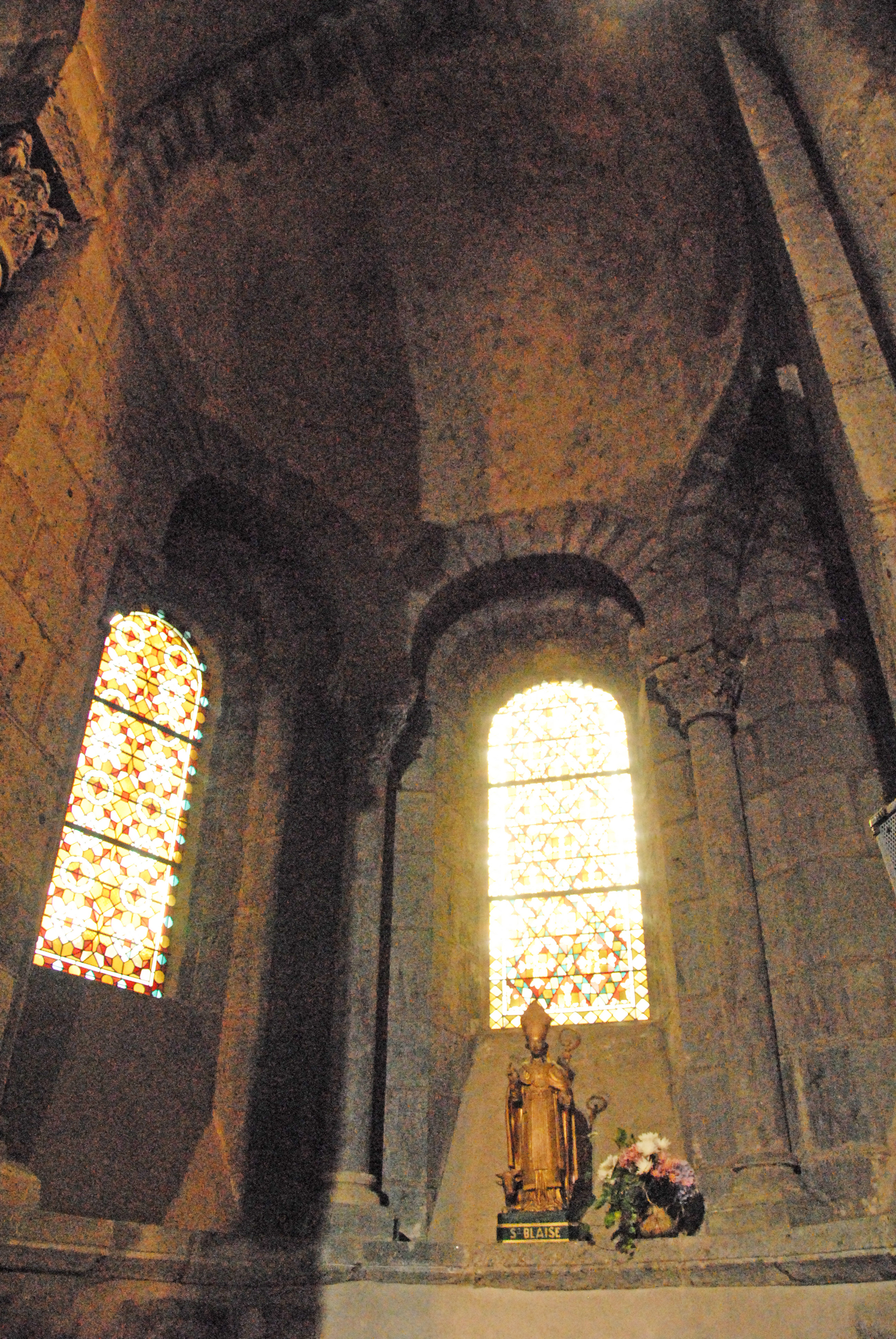
Kranzkapelle
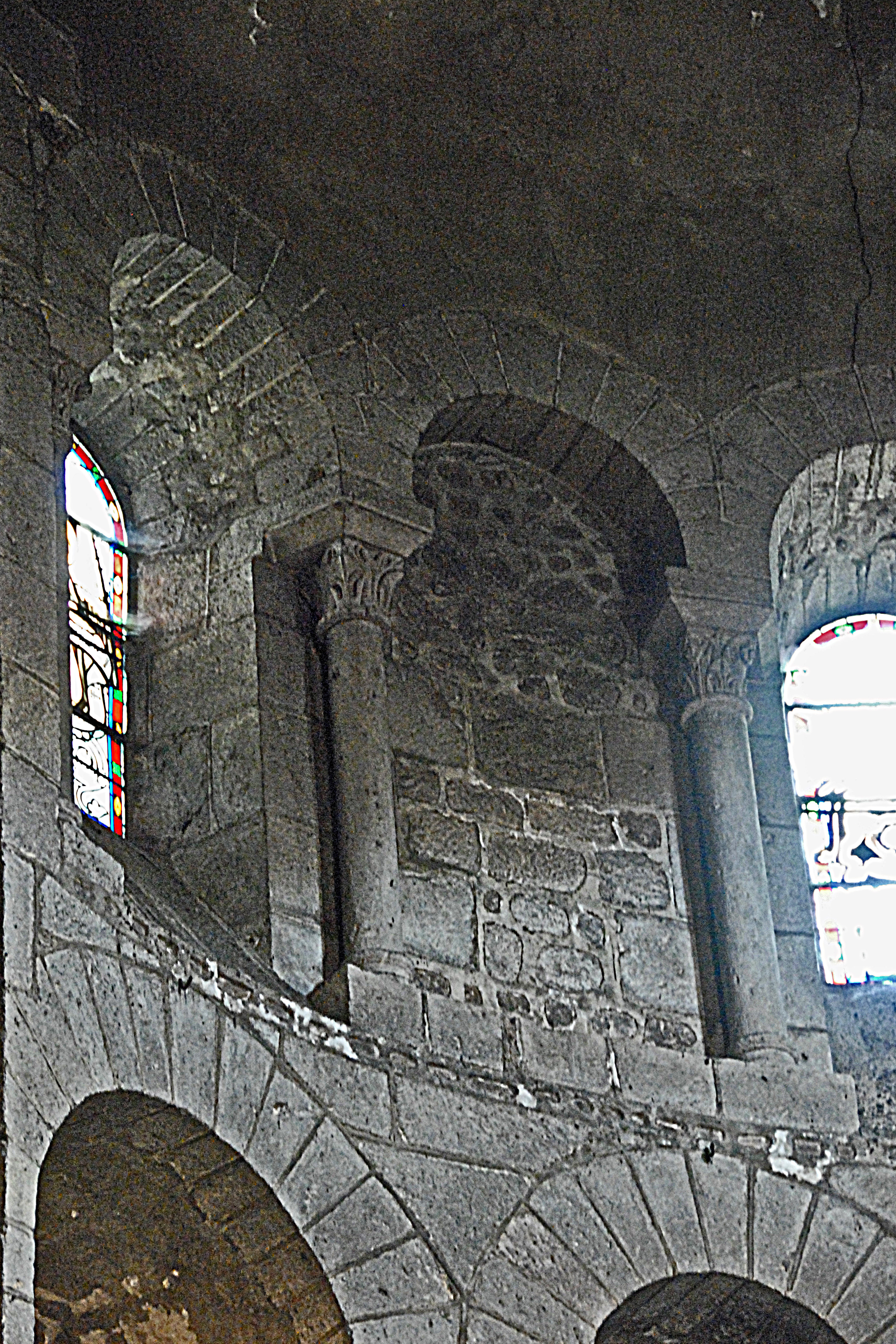
Arkatur über Chorgalerie

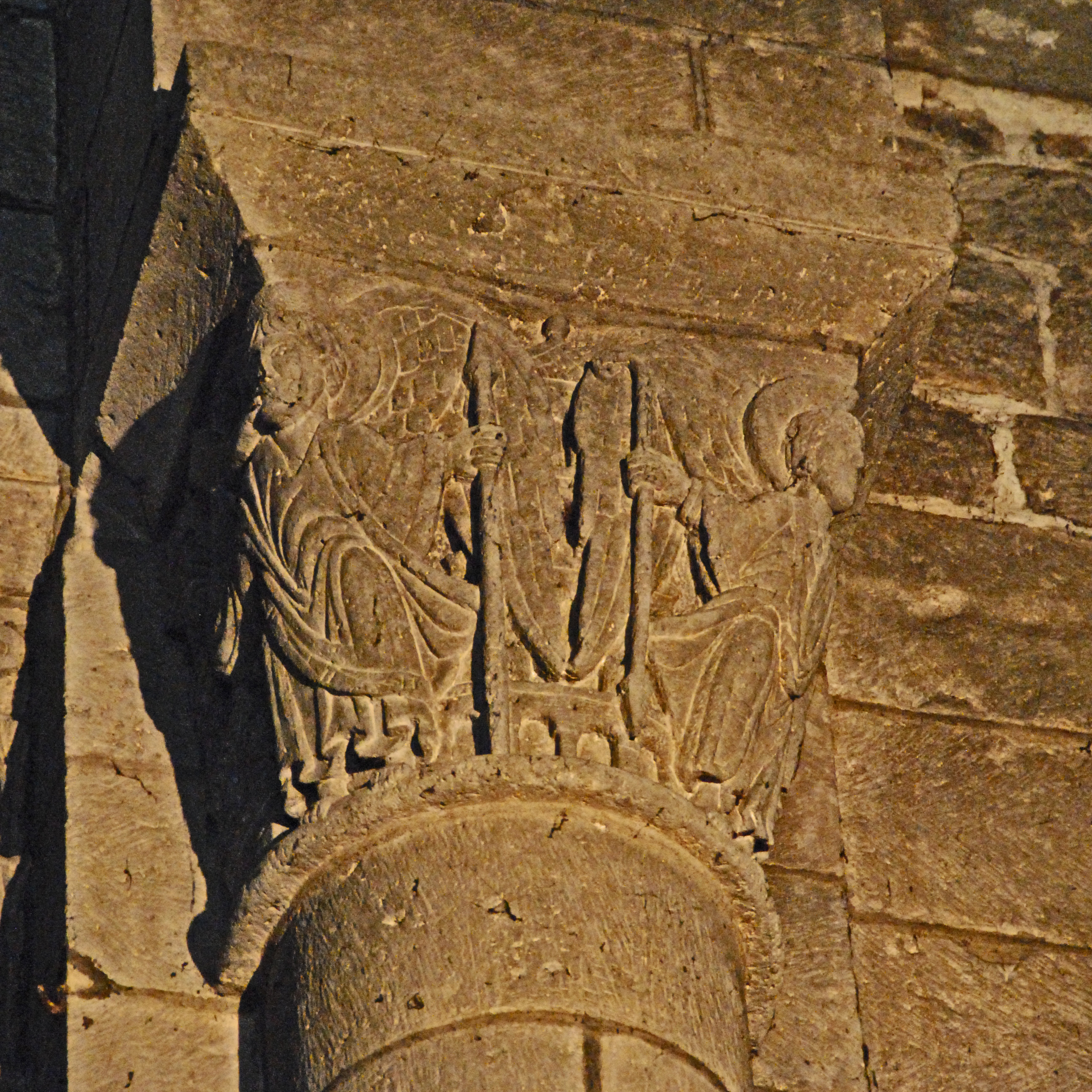
Kapitell, Engel bewachen die Stadt Gottes

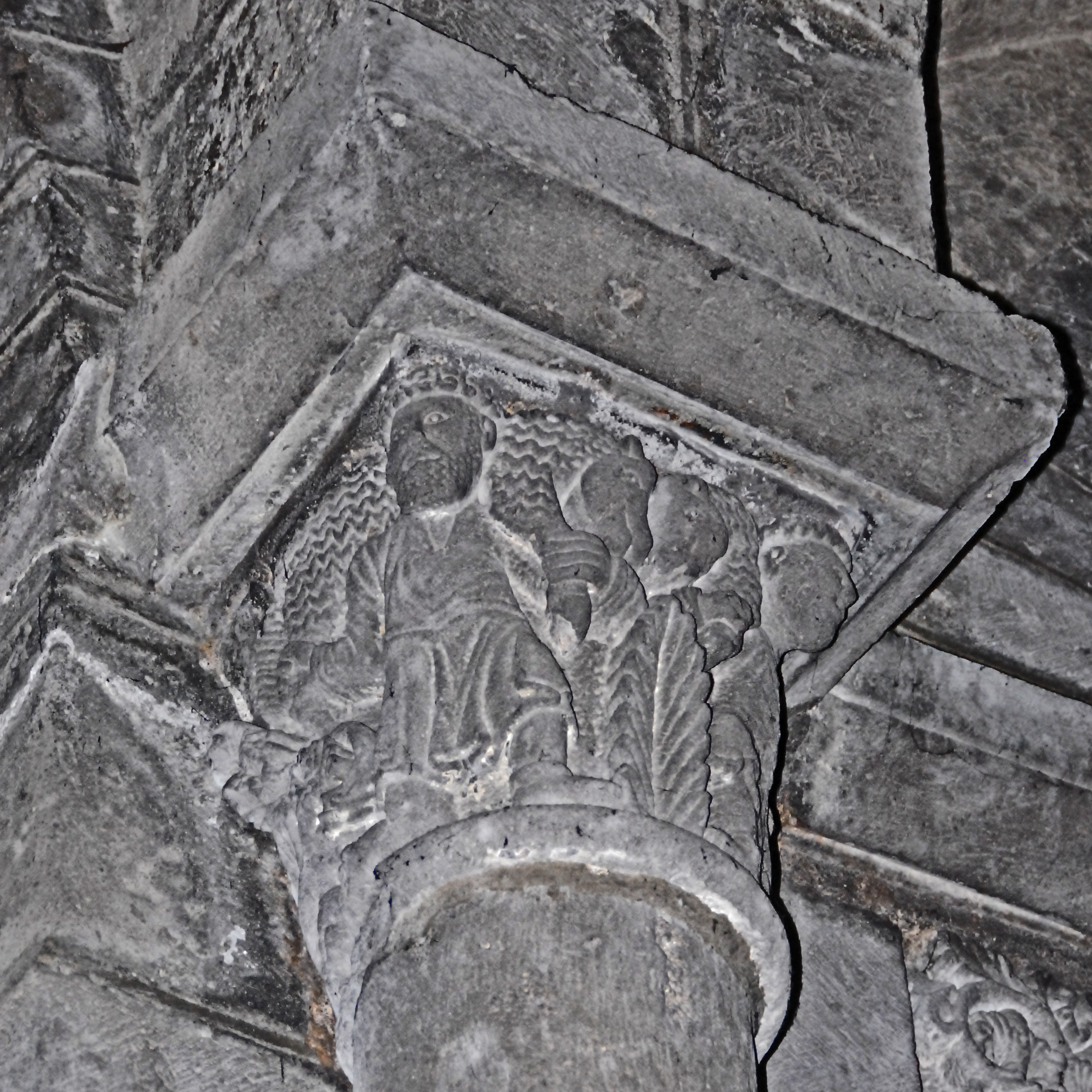
Kapitell, Schafsträger

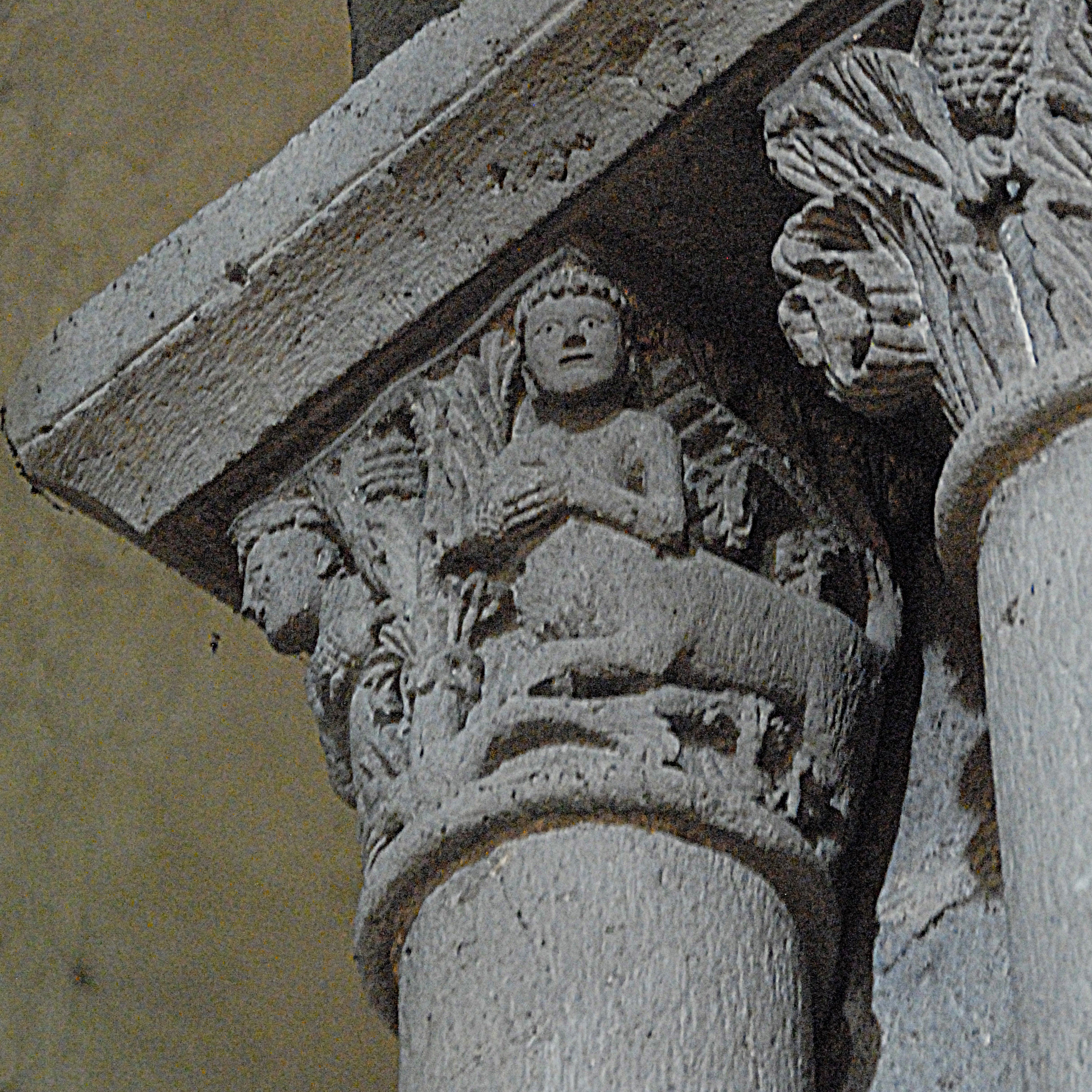
Kapitell, Kentaur

Insgesamt 63 Kapitelle krönen ebenso viele Säulen und Säulchen im Chorhaupt. Erstaunlicherweise findet man nur auf einem die Skulptur eines biblischen Motivs. Es scheint sich unter der nördlichen Arkade eingangs des Chors zu verstecken. Das symbolträchtige Kapitell stellt das von der Kirche versinnbildlichte himmlische Jerusalem dar. Dabei wurde der Standort mit Bedacht gewählt. Vor der Stadt Gottes halten Engel die Wacht, von denen jeder eine Lanze trägt. Einer der ihren bläst auf einem Horn zum Jüngsten Gericht.
Die anderen sind überwiegend wunderbare, mit vielfältigem Blattwerk dekorierten Kapitelle, in denen sich manchmal Vögel aufhalten. Es ist nicht zu erklären, warum es um den Chor keine weiteren figürlichen Darstellungen gibt, da doch die Kirchen von Notre-Dame du Port, Issoire und Mozat sehr bemerkenswerte ikonographische Programme aufweisen. Nur einige Kapitelle im Chorumgang sind mit in der Auvergne nicht seltenen Figuren, wie Kentauren, Sirenen, Vögeln, Greifen und Fischen skulptiert. Dabei geht es um mehr oder weniger christianisierte Szenen aus der Antike. Häufig werden die Figuren von schmucken Ranken eingerahmt, was die dekorative Absicht in den Vordergrund stellt. Rechts der südöstlichen Kranzkapelle steht eine Säule, die auf ihrem Kapitell ein beunruhigendes, rätselhaftes Motiv zeigt. Eine Teufelsgestalt reitet auf einem Bock. Ein weiterer Teufel tritt zwei Soldaten gegenüber, von denen einer sich erschrocken mit seinem Schild und einem Speer schützt, und der zweite hinter seinem Schild auf dem Boden kniet.
Bei den Arkaden der Chorapsis findet sich ein Kapitell, auf dem zwei Pelikane sich die Brust aufreißen, um ihr Blut auf die zwischen ihnen stehenden Jungen tropfen zu lassen. Da die Bildhauer der Romanik den Vogel Pelikan nur aus der Überlieferung kannten, wird er immer wieder als ein Adler dargestellt, so auch hier. Nach dem Physiologus (2. Jahrhundert) töten die Pelikaneltern ihre Jungen, bereuen die Tat und trauern dann drei Tage um sie. Nach dem dritten Tag reißt sich die Mutter den Brustbereich auf, ihr Blut tropft auf die toten Jungen und erweckt sie wieder zum Leben. Für die Christen wurde dies ein Sinnbild für den Opfertod und die Auferstehung Jesu Christi. Ein weiteres Kapitell in einer Kapelle stellt zwei Schafsträger dar, Männer, die jeweils ein verlorenes Schaf quer über der Schulter tragen. Unweit zeigt ein anderes Kapitell eine auf einem großen Fisch reitende Person.

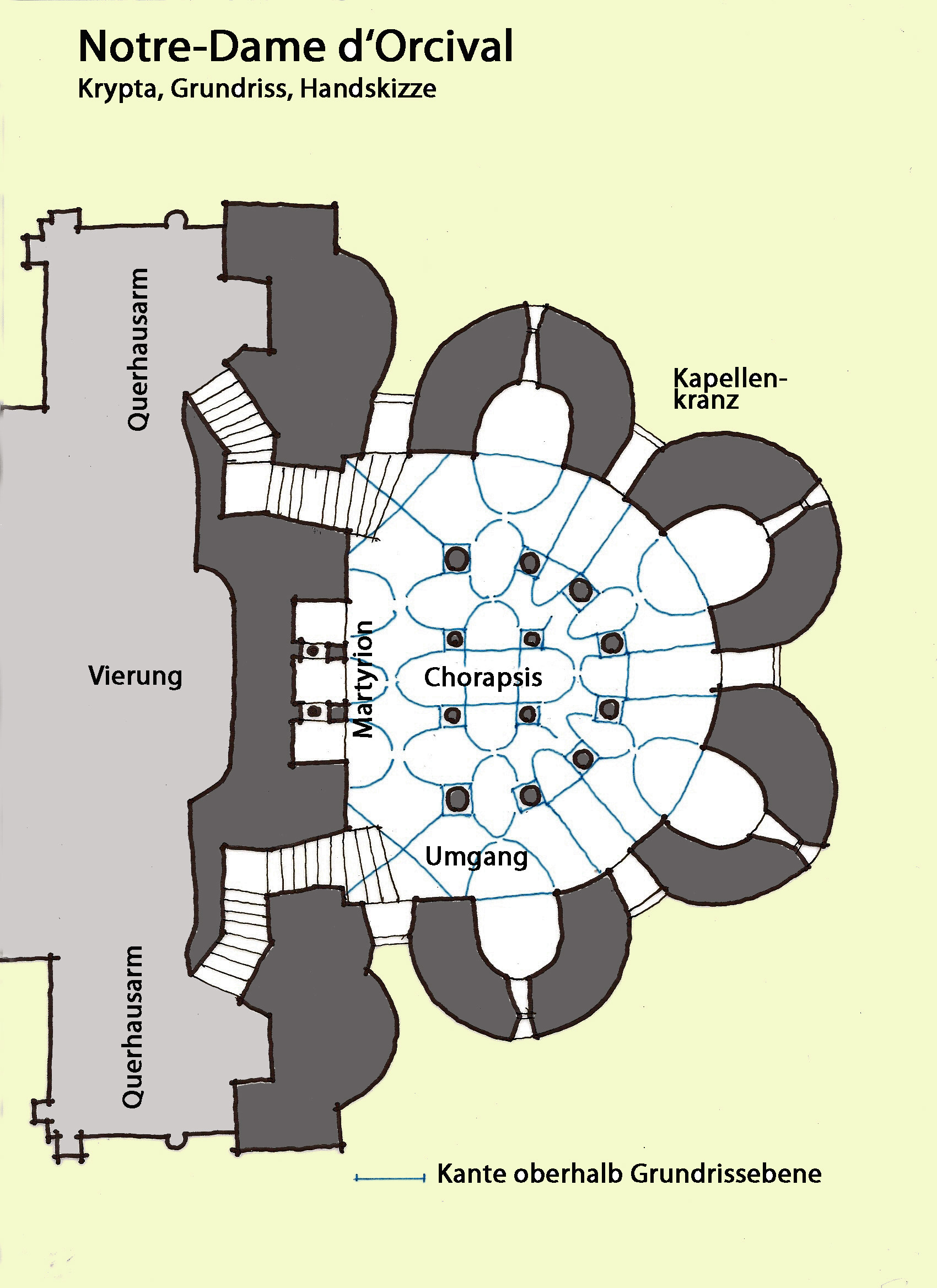
Krypta, Grundriss, Handskizze

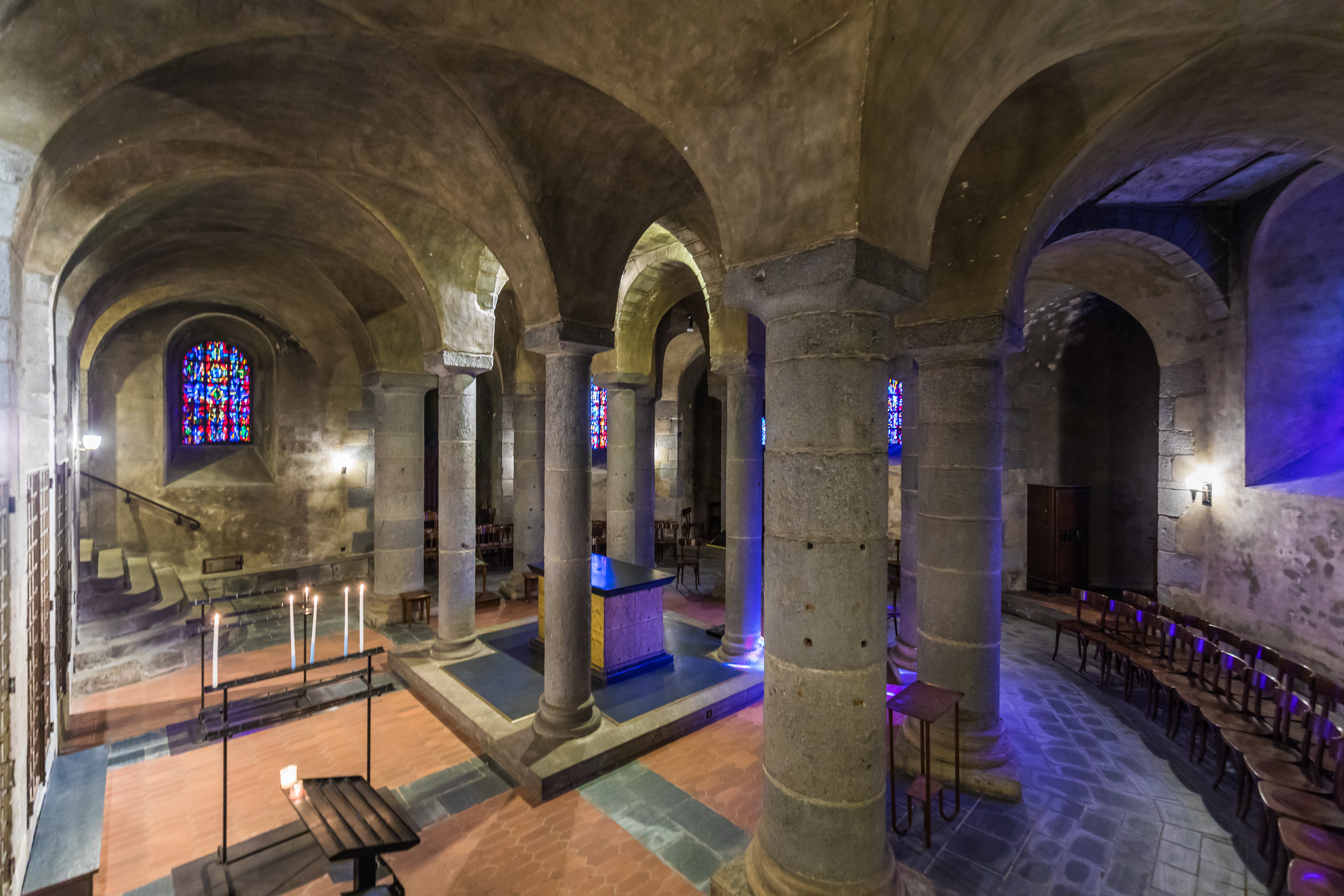
Krypta, Mittelteil von NW

Galerie Kapitelle

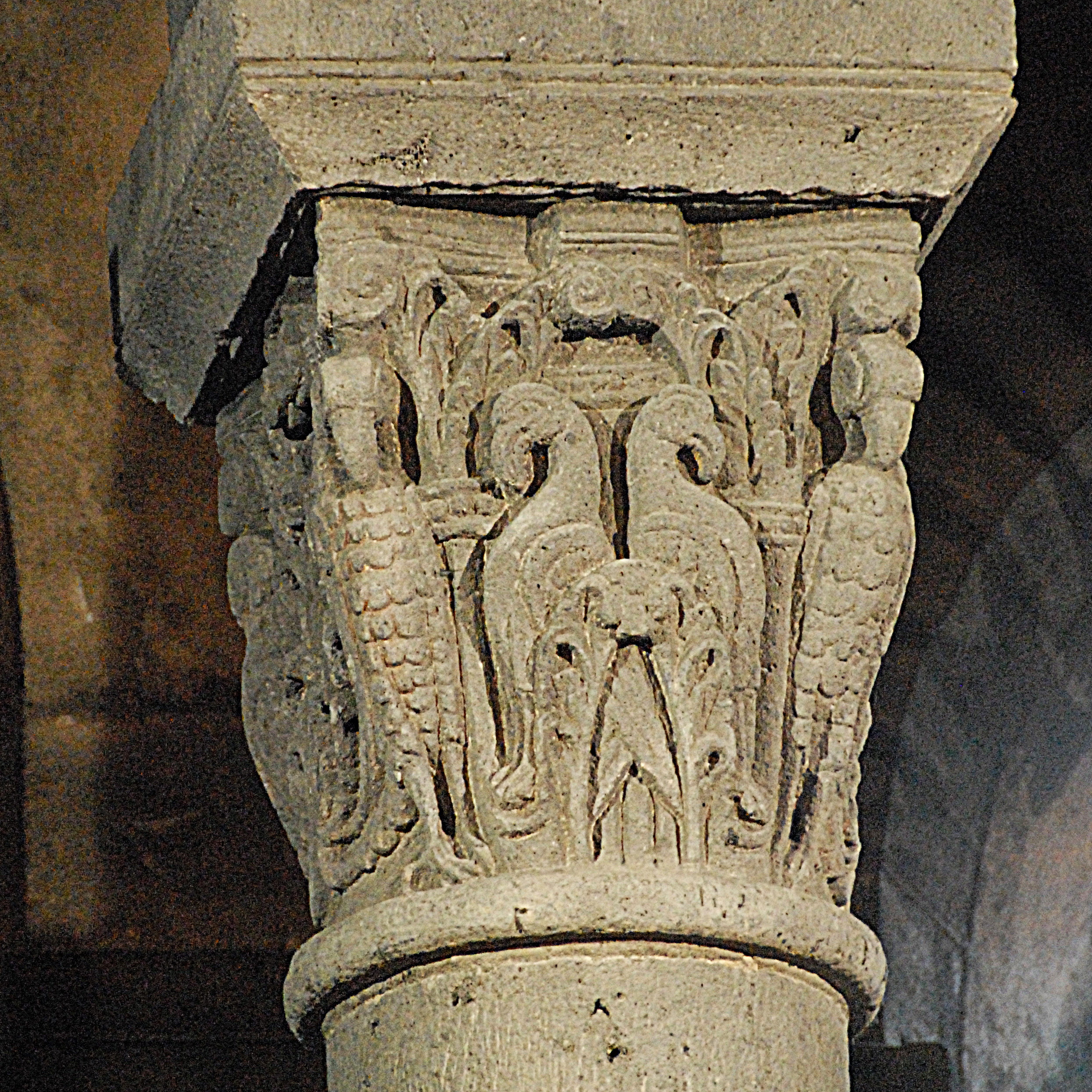
Pelikane
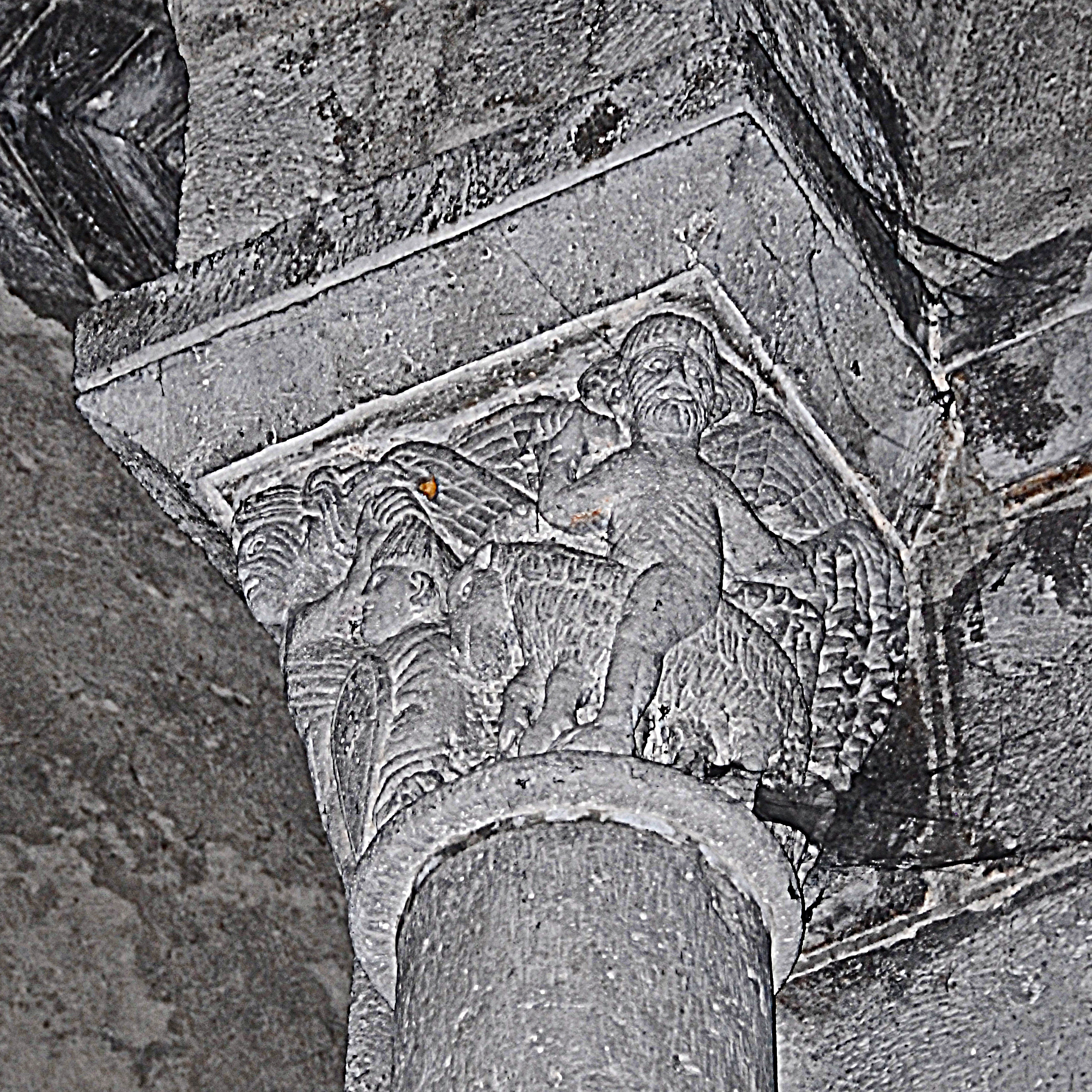
Teufel reitet Bock
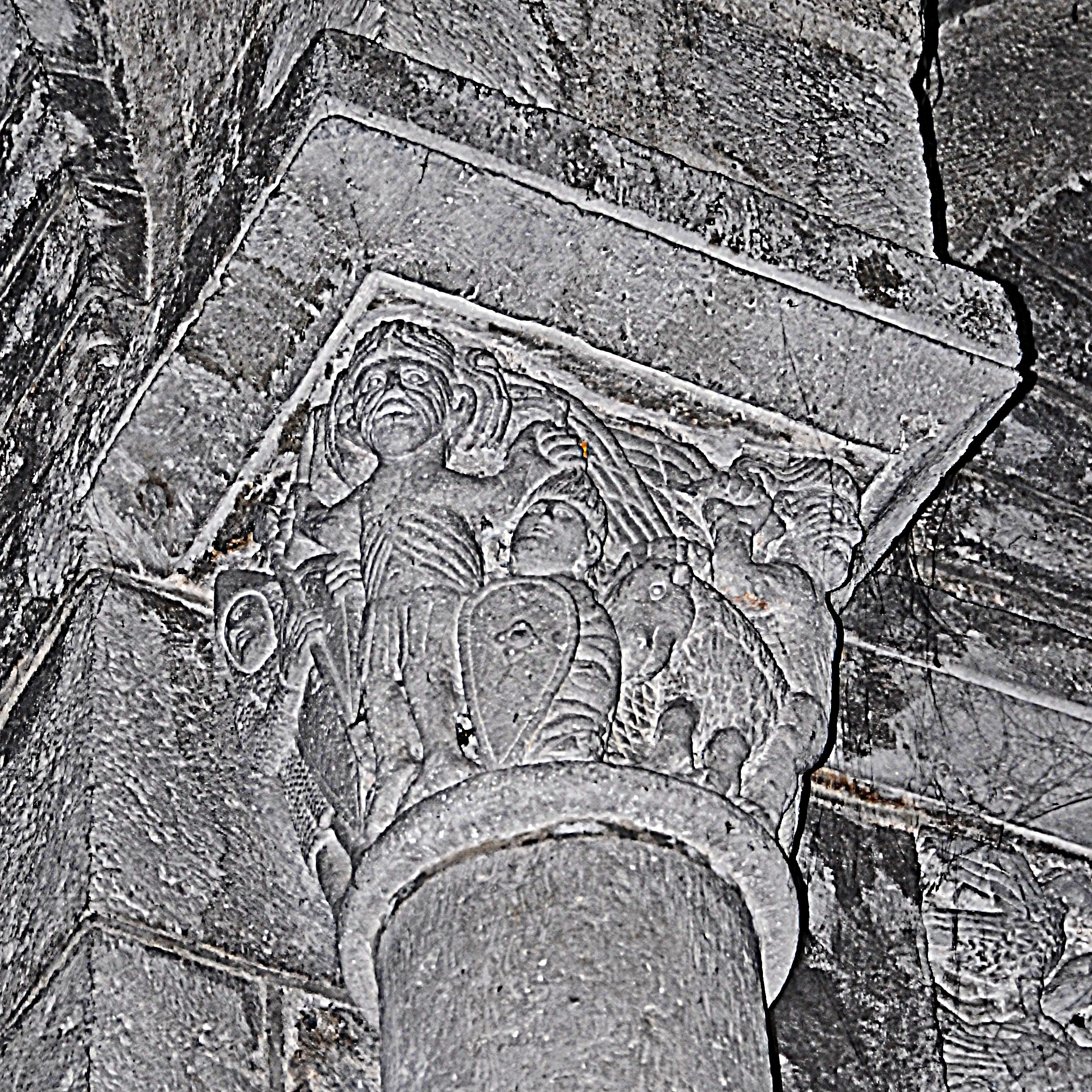
Teufel mit 2 Soldaten
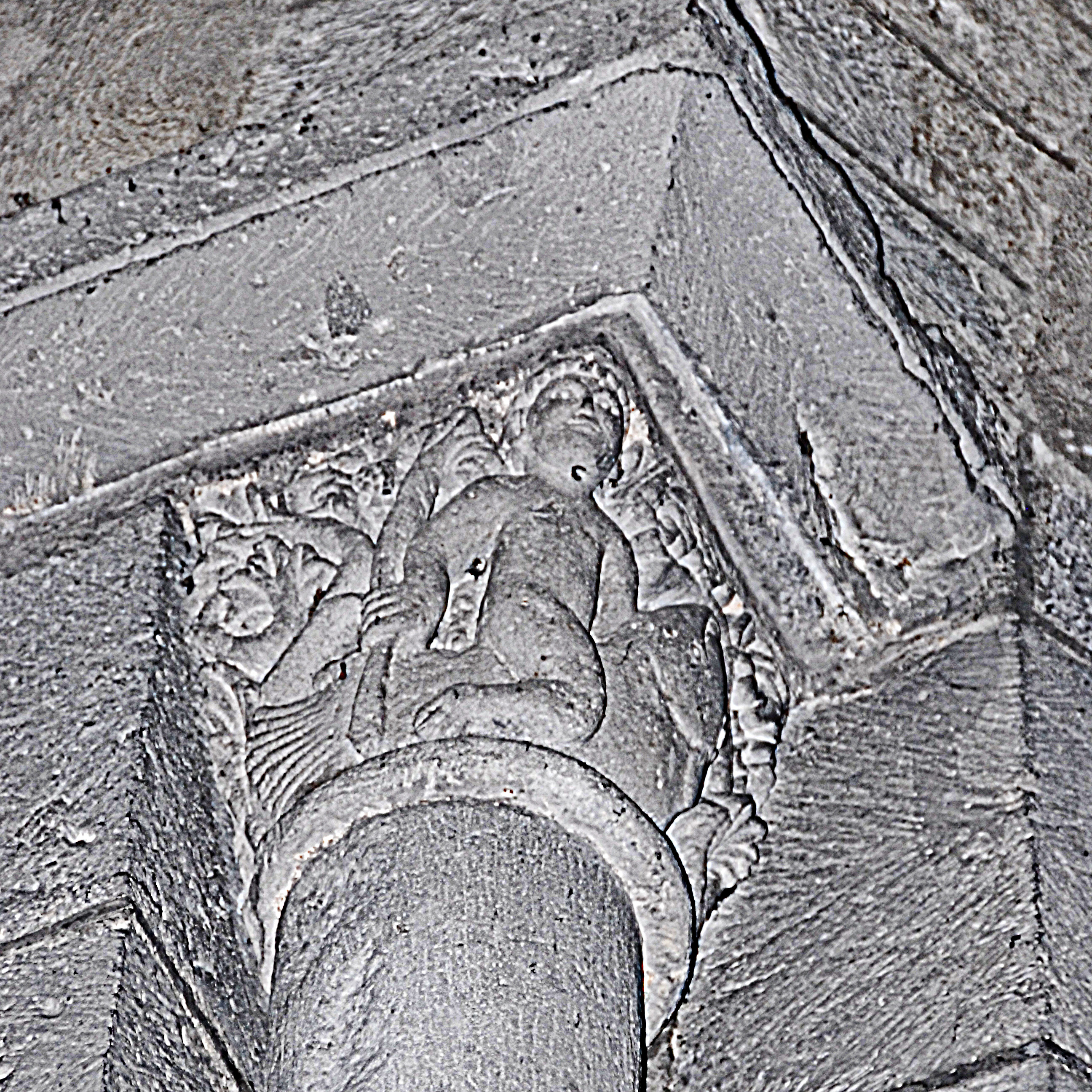
Mann reitet auf Fisch

#### Krypta
Aus den Querschiffarmen führt je eine gekrümmte Treppe hinab in die Krypta. Ihr Grundriss ist fast identisch mit demjenigen des Chorhauptes, dem Chor, dem Chorumgang und den Radialkapellen. Acht mächtige, wegen der geringen Raumhöhe gedrungen wirkende Säulen entsprechen denen der Chorapsis. Zusätzlich stehen in dem von ihnen gebildeten Halbkreis vier gleiche im Quadrat angeordnete Säulen. Statt von Kapitellen werden die Säulen oberseitig von quadratischen Kämpferplatten abgeschlossen. Wie im Erdgeschoss umschließt die Säulengruppe ein halbkreisförmiger Umgang und auf der Westseite ein Bereich, der dem ersten Chorjoch mit den äußeren Umgangsteilen entspricht. In der halbkreisförmig gebogenen Außenwand sind vier radial ausgerichtete Apsiden eingelassen.

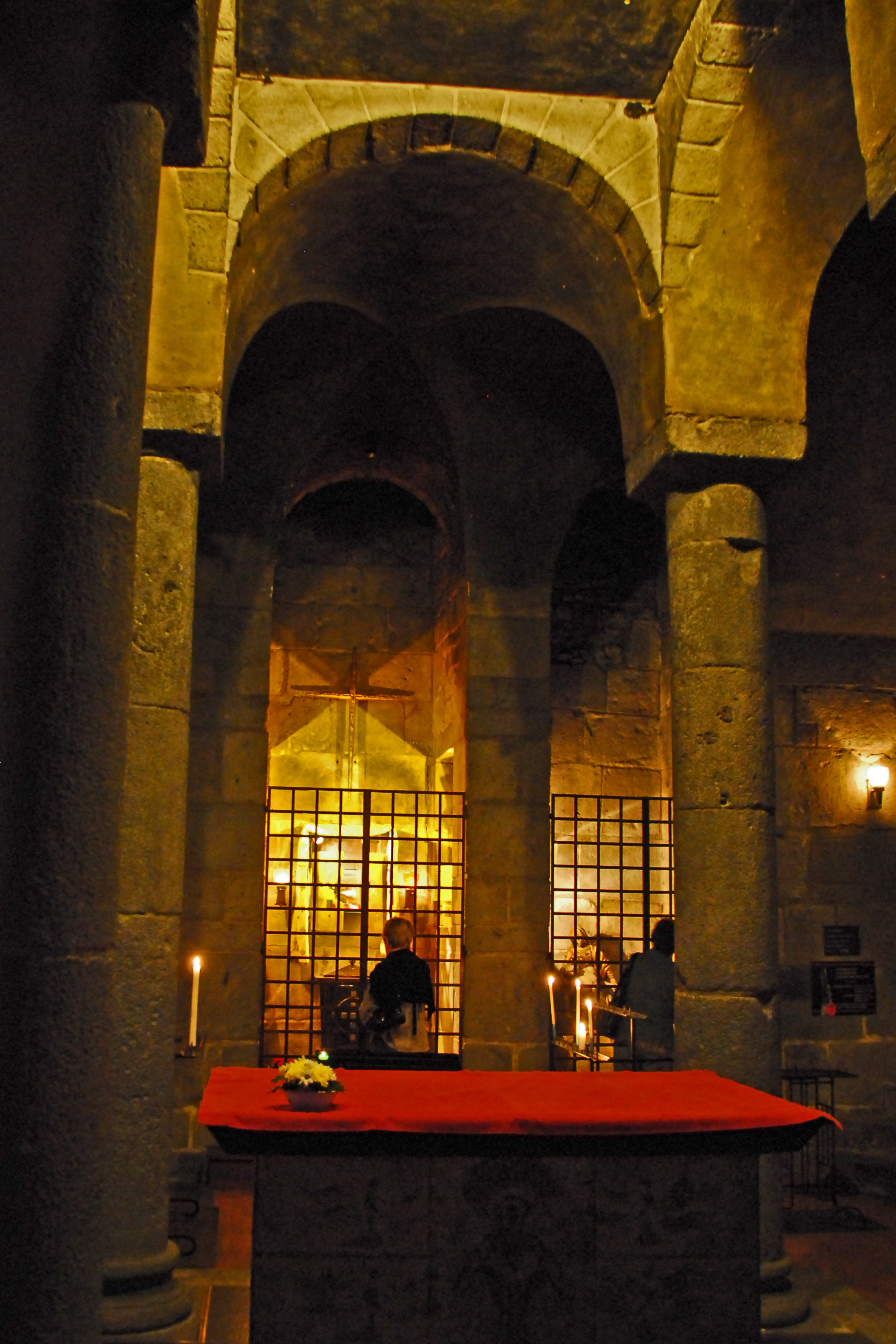
Krypta, "Martyrion"

Auf der Westseite sind drei etwa eine halbe Jochbreite tiefe Nischen eingelassen, die durch zwei raumhohe Wände getrennt sind, in denen rechteckige Öffnungen ausgespart sind, die jeweils in der Mitte durch ein Säulchen mit Kapitell, Kämpfer und Basis unterteilt sind. Auf der Rückwand der Nischen gab es hoch oben ursprünglich Durchlässe unter den Stufen der Treppe zum Chor. Bei den drei Nischen handelt es sich um das so genannte Martyrion, in dem die Reliquien sicher verschlossen, aber durch Gitter betrachtet werden konnten. Sogar bei verschlossener Krypta konnten die Gläubigen durch die Durchlässe in der Treppe Sichtkontakt zu ihnen bekommen, die durch Kerzenlicht erhellt wurden.
Die Krypa wird durch ein Netz von teils gestelzten Kreuzgratgewölben überdeckt, das sich auf den 12 Säulen und auf den umgebenden Wänden abstützt. Einzelne Abschnitte sind mit großen Steinplatten abgedeckt, wie etwa gegenüber den Fenstern zwischen den Kapellen. Wie im Erdgeschoss sind diese rundbogigen Fenster etwas größer als die kleinen, die es nur in den Kapellenachsen gibt. Ihre Gewände sind nach innen aufgeweitet.
Galerie Krypta

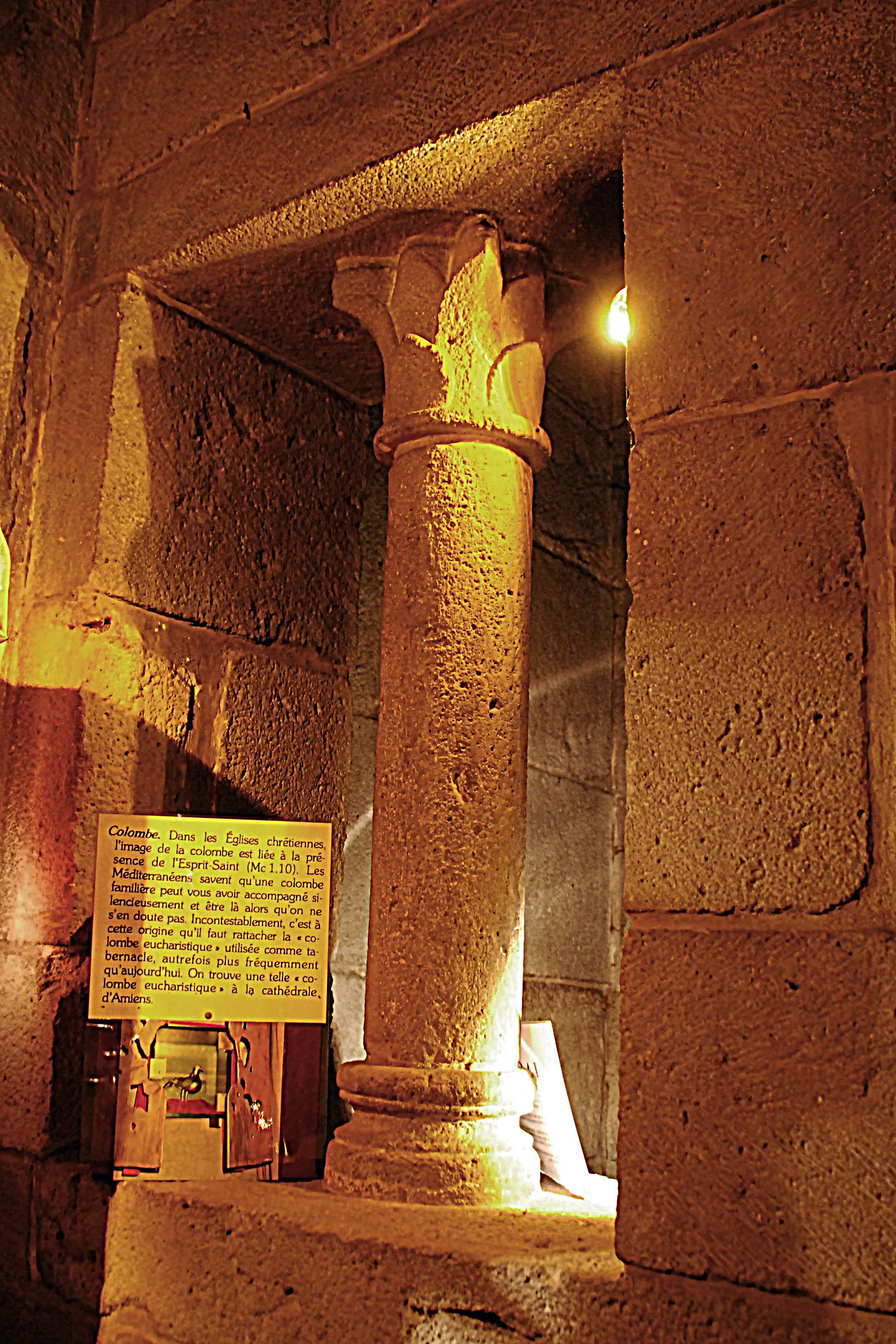
Martyrion, Trennwand
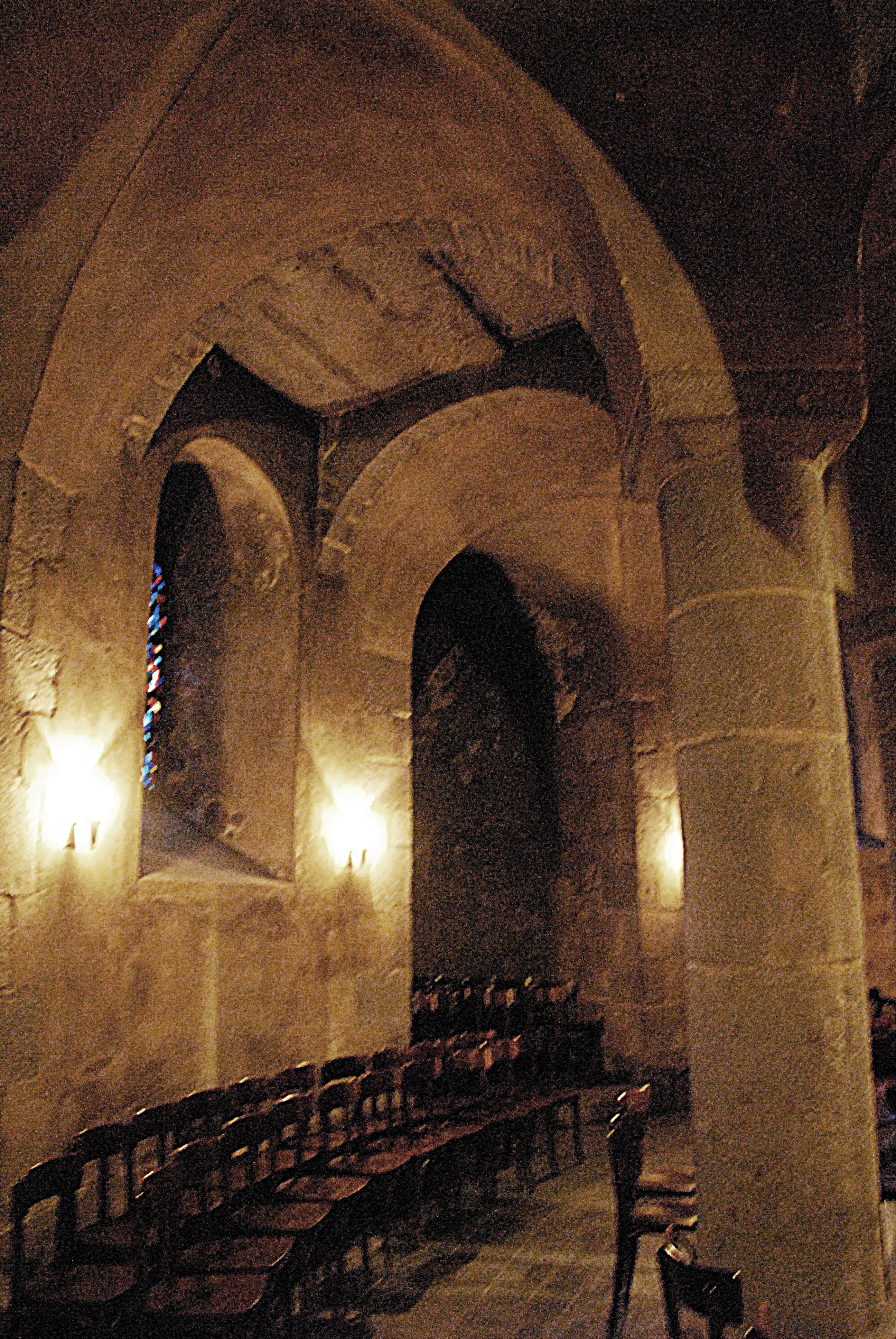
Östlicher Umgang
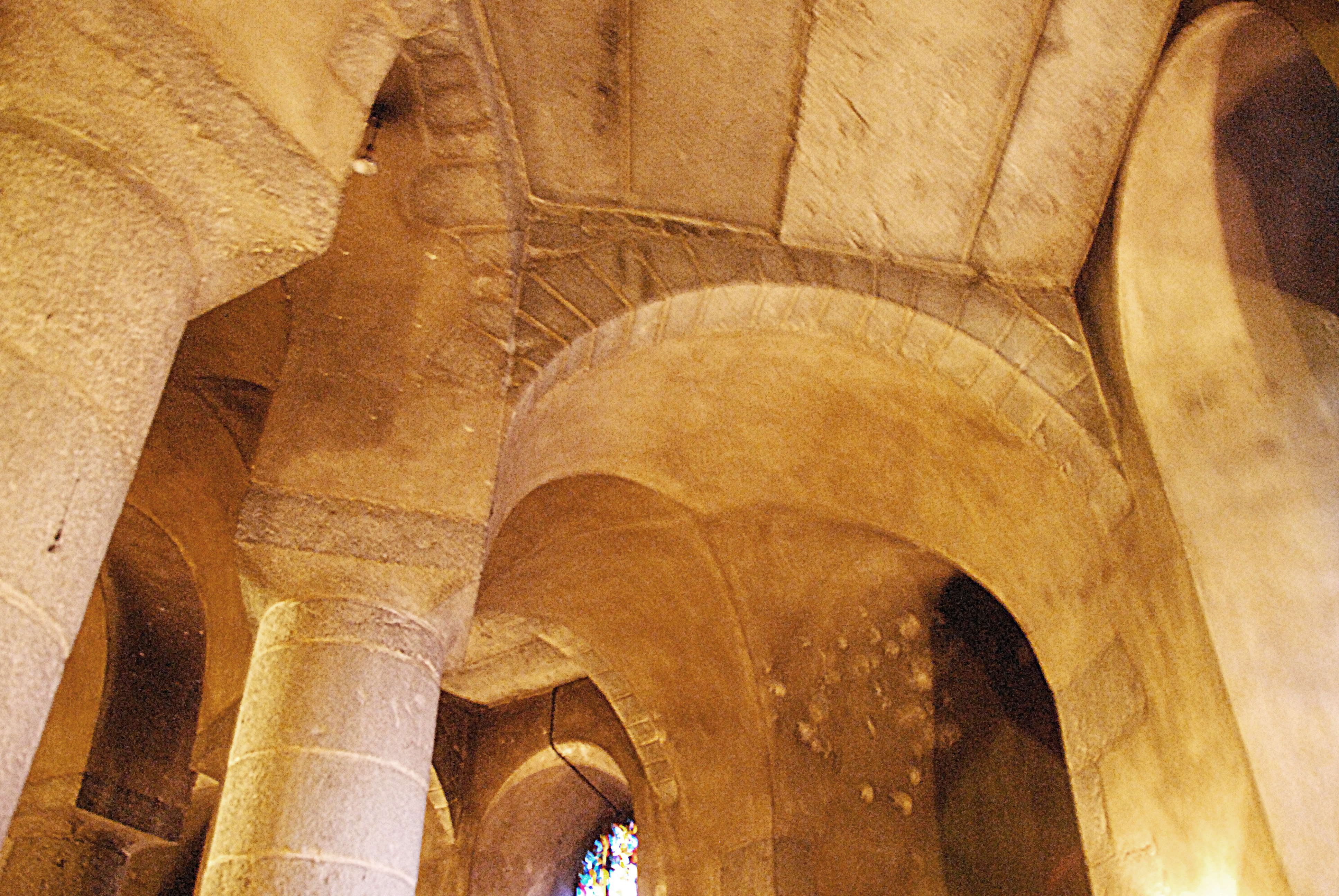
Umgangsgewölbe
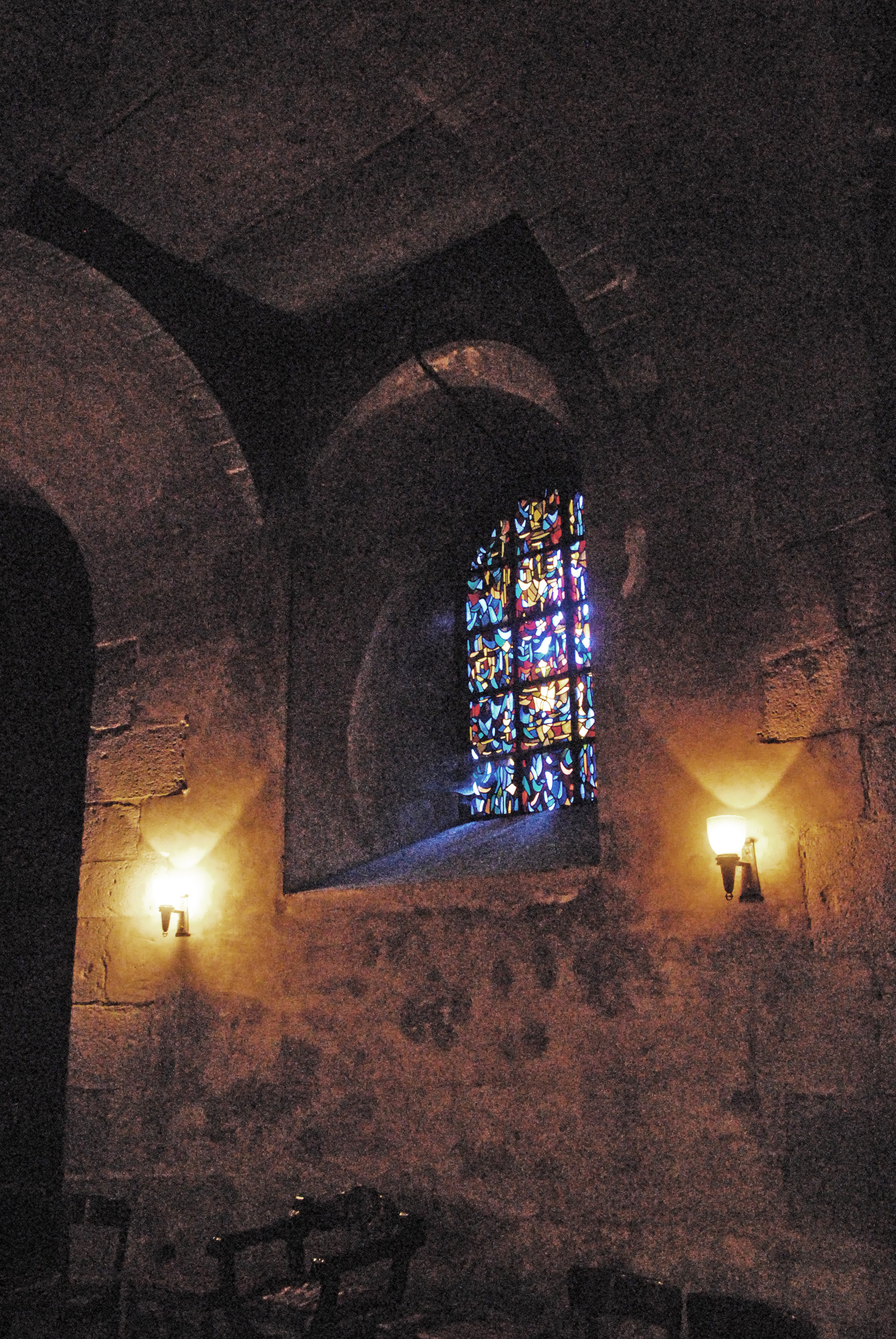
Umgangsfenster

## Kirchenausstattung (Auswahl)

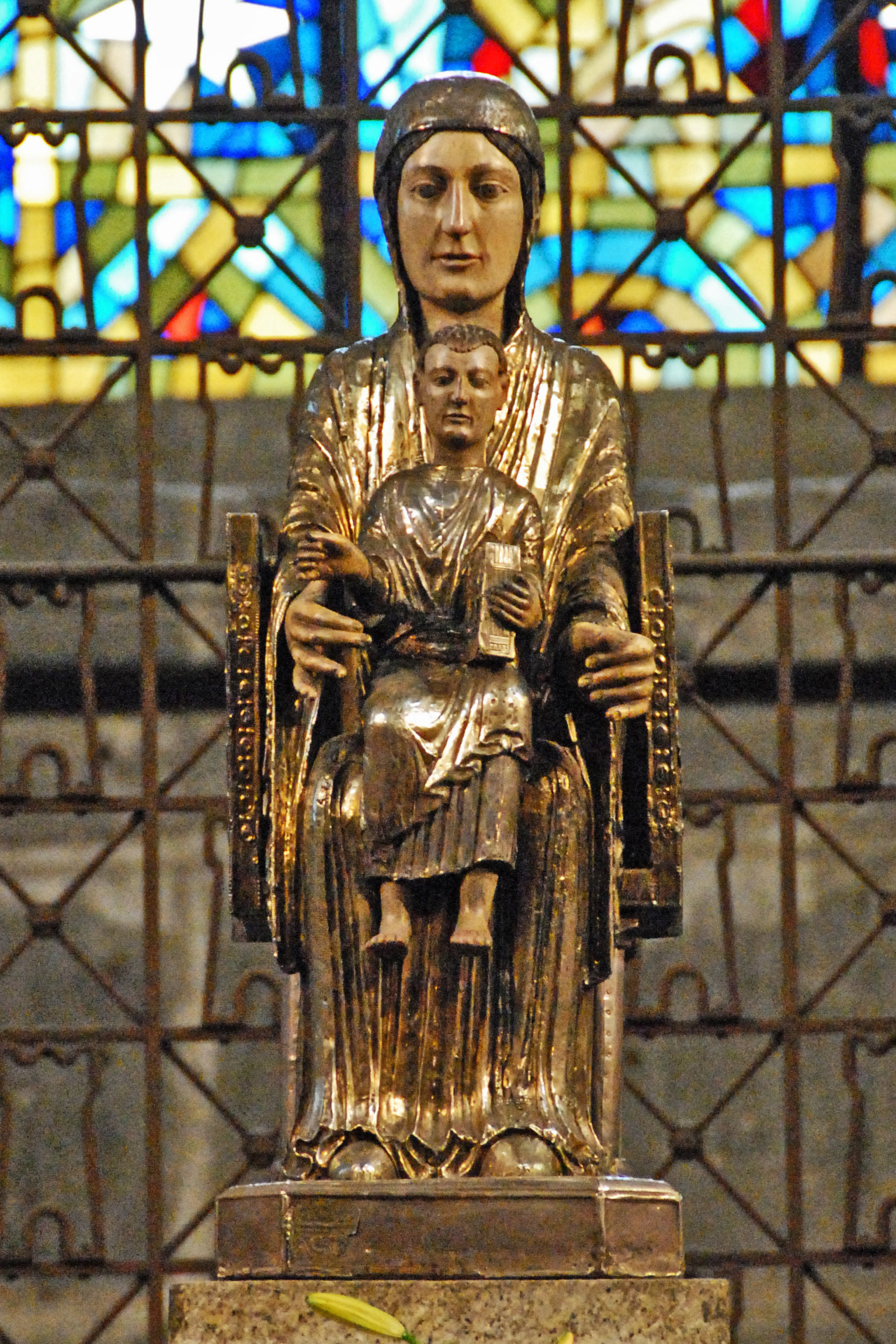
Madonna mit Kind, frontal

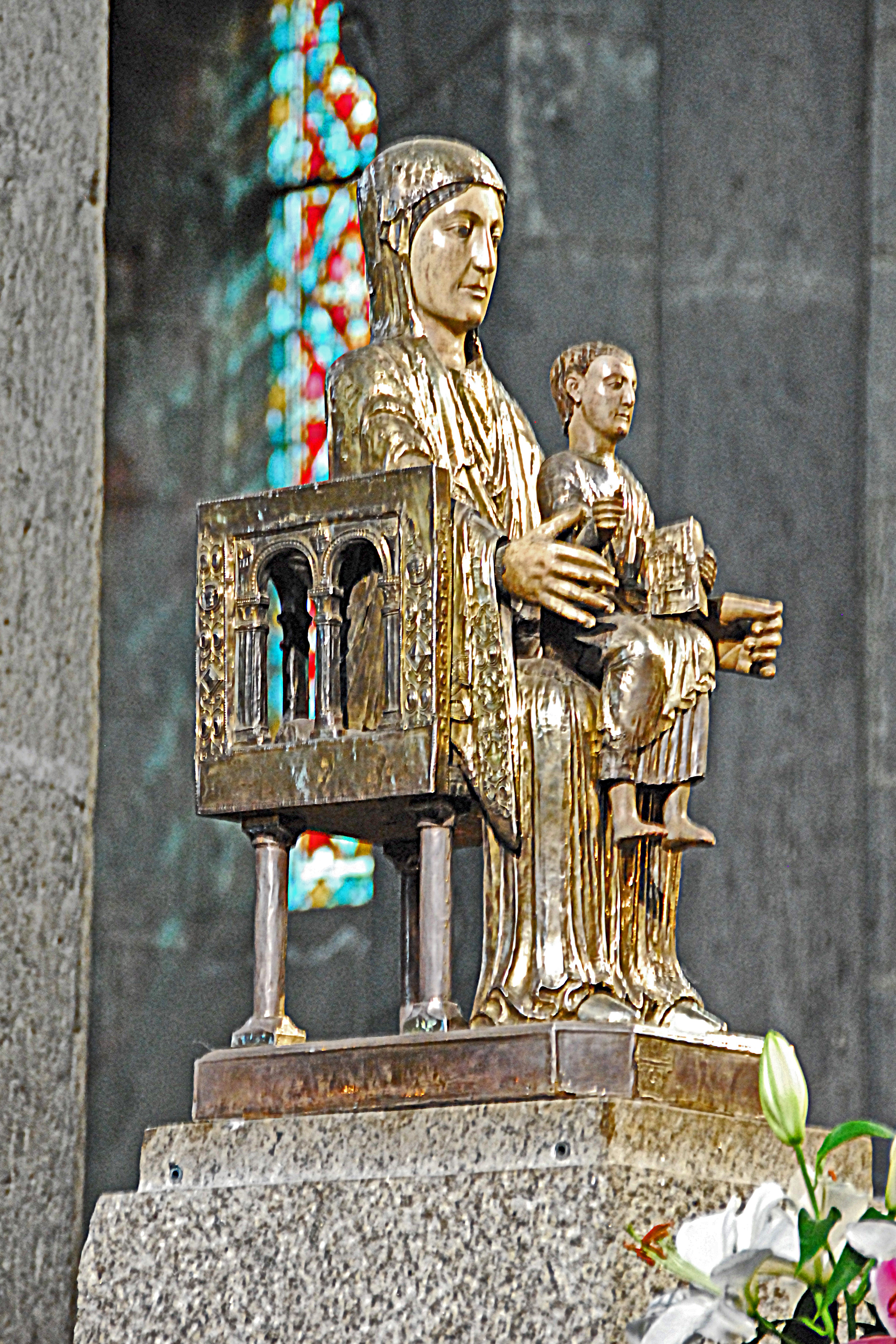
Madonna mit Kind, rechte Seite

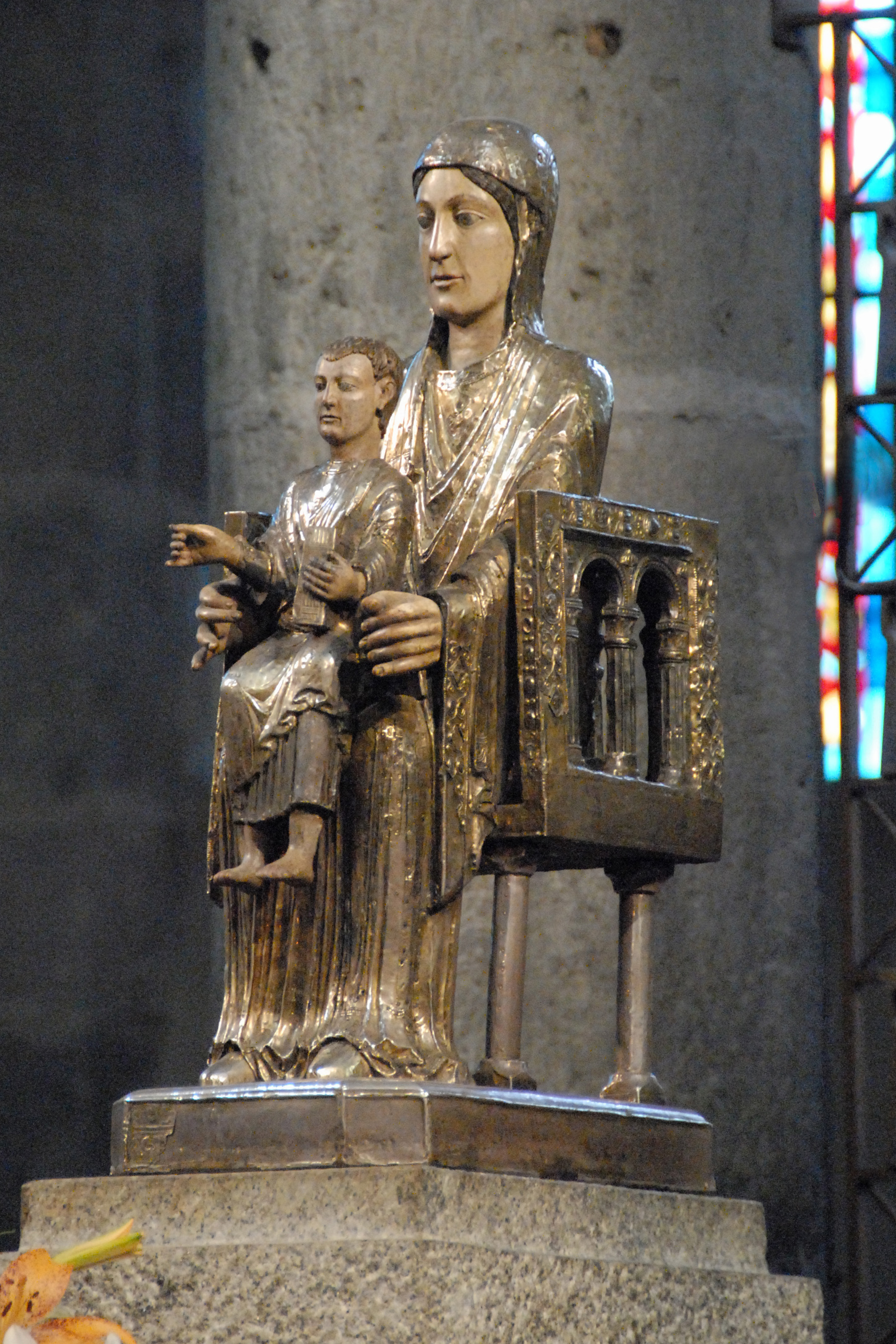
Madonna mit Kind, linke Seite

Die romanische Madonna von Orcival, die auch Vierge en Majesté genannt wird, wurde hinter dem 1958 aufgestellten monolithischen Altar im Zentrum der Chorapsis auf einem Sockel platziert. Da sie rechtzeitig vor den Verwüstungen der Revolution in einer Wand der Empore des Narthex eingemauert worden war, entkam sie der systematischen Zerstörung der ganzen Kirchenausstattung. Allein die Hände wurden im 17. Jahrhundert ergänzt.
Sie ist die einzige thronende Madonnenfigur in der Auvergne aus Nussbaumholz, die ihre Blattgoldfassung bewahrt hat. Von besonders hoher künstlerischer Qualität sind die Lehnen des Throns, die auch zu den besterhaltenen Teilen gehören. Sie zeigen hervorragende Imitationen antiker Gemmen, mit Reliefs von Stieren, Pferden und Menschenköpfen.

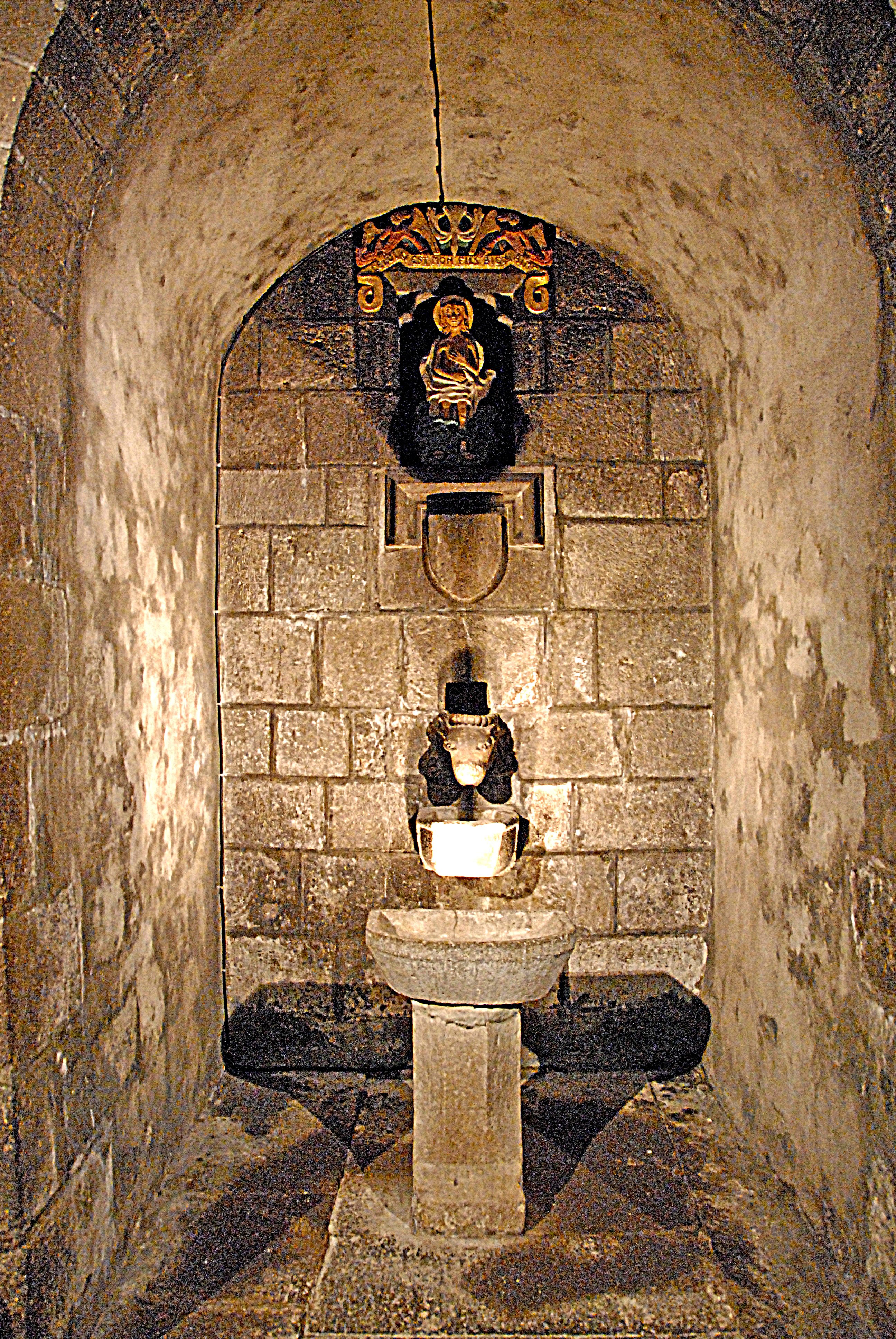
Taufnische im Narthex

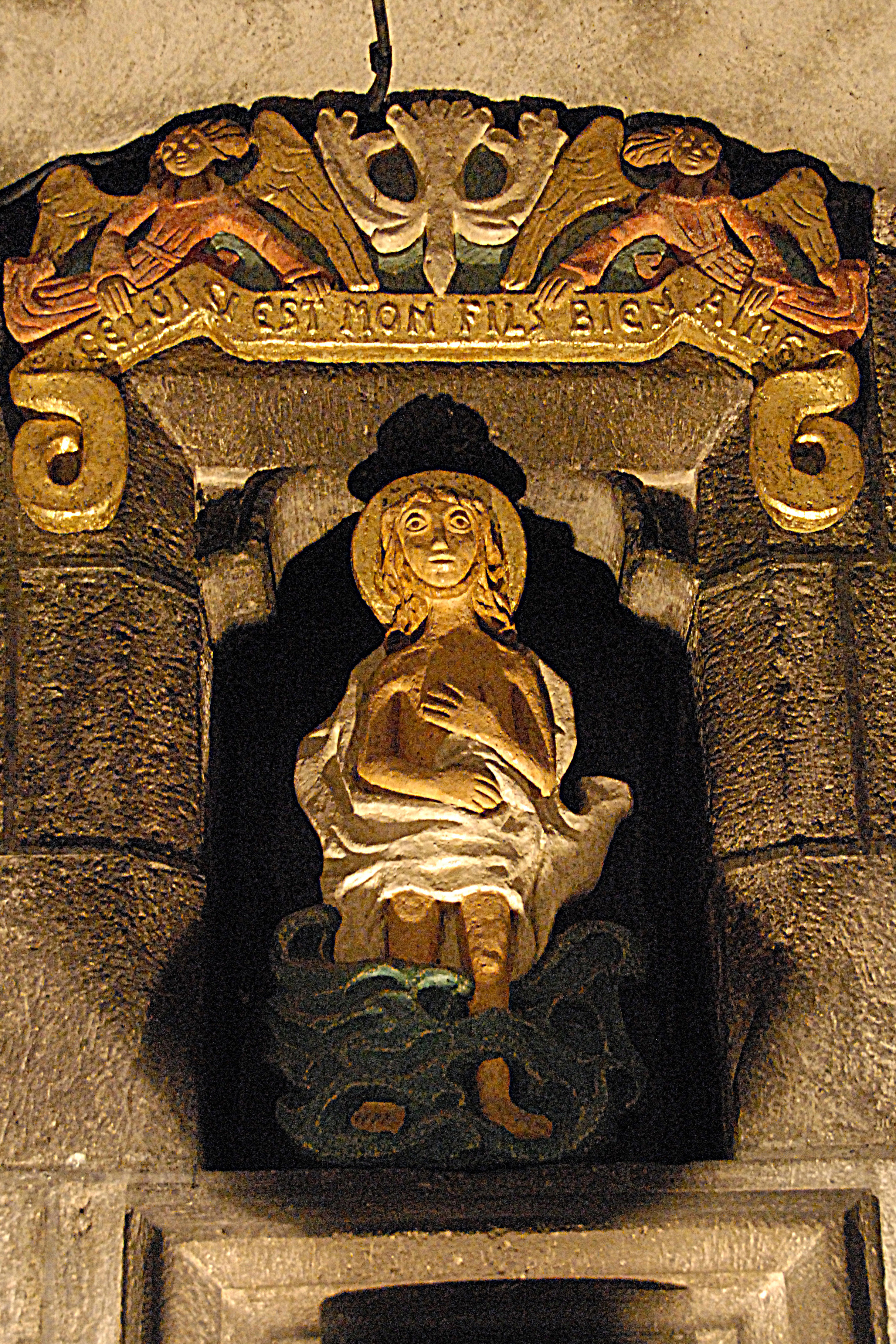
Taufe Jesu im Jordan

Die Gesichter sind nicht Blattgold, sondern farbig gefasst. Trotz ihrer Frontalansicht weist das strenge Gesicht seltsamerweise asymmetrische Züge auf. Von ihrer linken Seite aus betrachtet wirkt sie etwas bäuerlich, von der Rechten hingegen wie eine vornehme Dame. Der Jesusknabe hält das Buch der Evangelien und sitzt auf den Knien seiner Mutter. Ikonographisch entspricht die Skulptur dem Typus Sedes sapientiae, Maria als Thron der göttlichen Weisheit.
Das Meisterwerk wird auf das Jahr 1170 datiert und ist danach etwa so alt wie das Kirchenbauwerk. Es ist 74 Zentimetern hoch, inklusive des Standsockels. Im Jahr 1960 wurden im Zuge einer Restaurierung grobe Kupferbekleidungen entfernt, die im Laufe der Jahre diejenigen aus Gold und Silber ersetzt hatten, so dass danach die Madonna von Orcival wieder ihr ursprüngliches Aussehen präsentiert.
Die zentrale Taufnische in der Westwand des Narthex erinnert an das hier gefundene Quellheiligtum und dient im Wesentlichen dem Taufritus. In der Mitte steht auf einer Säule ein steinernes Taufbecken. Dahinter ist in der Wand ein halbrundes Wasserbecken eingelassen, über dem der Kopf eines Ochsen (?) herausragt, der aus seinem Maul Wasser fließen lässt. In einer kleinen Wandnische knapp unter der Bogenrundung der Nische steht die Skulptur des Täuflings Jesu in den Wellen des Jordan, über ihm die Taube des Heiligen Geistes. Zwei Engel flankieren die Taube und halten ein Spruchband mit der Inschrift CELUI CI EST MON FILS BIEN AIME, übersetzt: „Das ist mein geliebter Sohn“.
Ein barocker Altar (16. bis 18. Jahrhundert) steht seit 1898 auf der Empore des Narthex.
Die gekrönte Muttergottes im Martyrion der Krypta trägt den Jesusknaben auf dem Arm und ein Buch in ihrer Linken. Sie stammt wohl aus dem 15. Jahrhundert, beide Köpfe sind aber wahrscheinlich spätere Zufügungen. Ebenfalls in der Krypta steht eine barocke, farbig gefasste Pietà, die in der Formensprache an Bernini erinnert.
Ausgestellt ist ebenfalls eine so genannte "Hostientaube", in Gold gefasst und mit Zellenschmelzemail, wie sie im hohen Mittelalter zur Aufbewahrung von Hostien benutzt wurden.
Die westfranzösische Stadt Limoges hat sich im 12. Jahrhundert zu einem herausragenden Zentrum für Emailkunst entwickelt, und das dort erzeugte Kirchengerät fand in ganz Europa Verbreitung.
Emailgeschmückte" Hostientauben" waren eine Spezialität der Werkstätten von Limoges. Rund zwei Dutzend derartiger Werkstücke haben sich in Kirchen und Museen erhalten. Die Salzburger Taube aus vergoldetem Kupfer besitzt unter einem aufklappbaren Deckel auf ihrem Rücken eine Mulde zur Aufbewahrung von Hostien. Als Symbol für den Heiligen Geist hing sie ursprünglich wohl frei schwebend über dem Altar. Manche dieser bunten Kostbarkeiten standen in einem von Stadtmauern mit Türmen umkränzten Untersatz als Hinweis auf das Himmlische Jerusalem. (Reinhard Gratz)
Ein Kruzifix, vermutlich aus dem 17./18. Jahrhundert, hängt im Mittelschiff auf dem südlichen Pfeiler zwischen dem zweiten und dritten Joch. Der Korpus ist farbig gefasst.
Galerie Inventar / Ausstattung

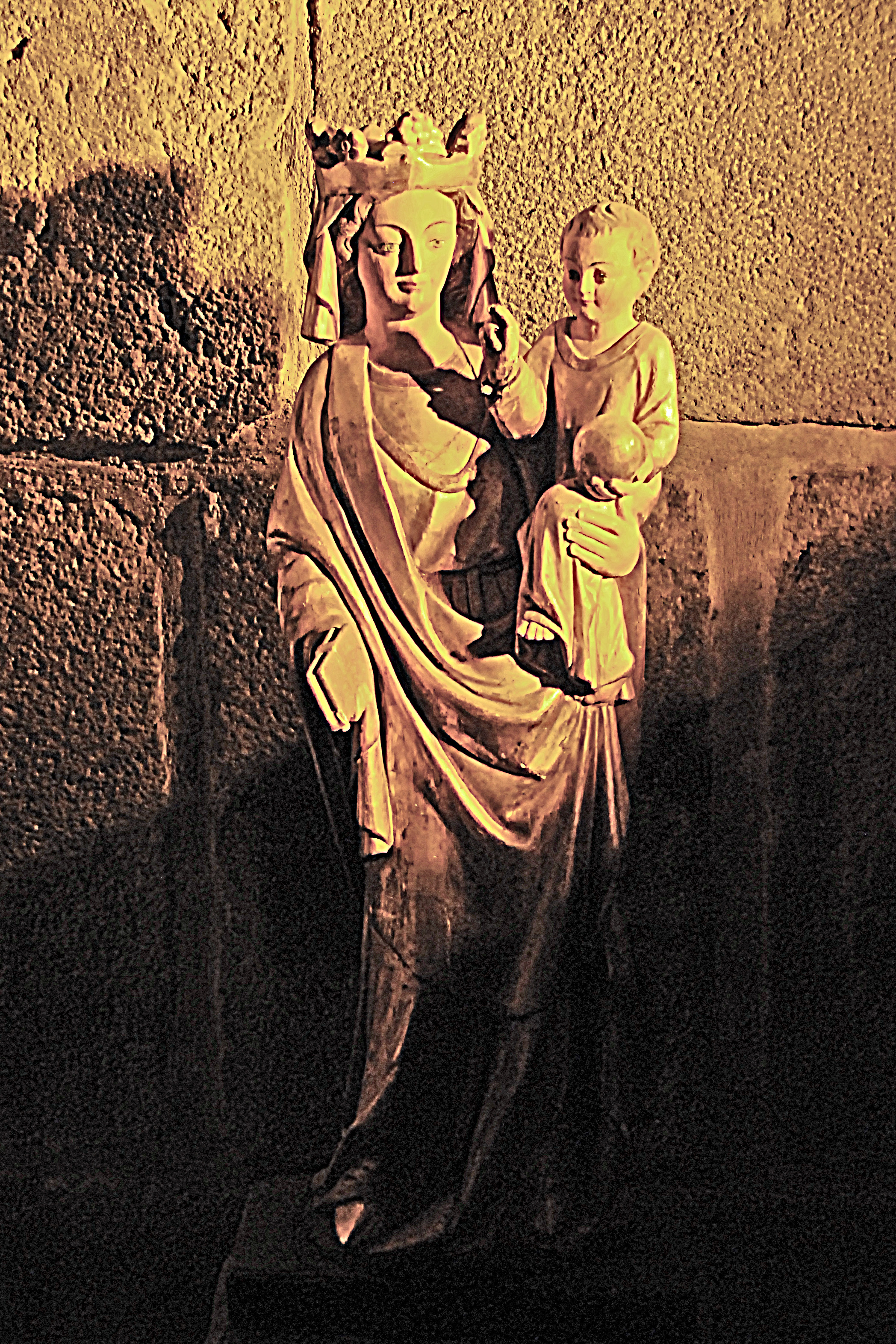
Stehende Madonna mit Kind
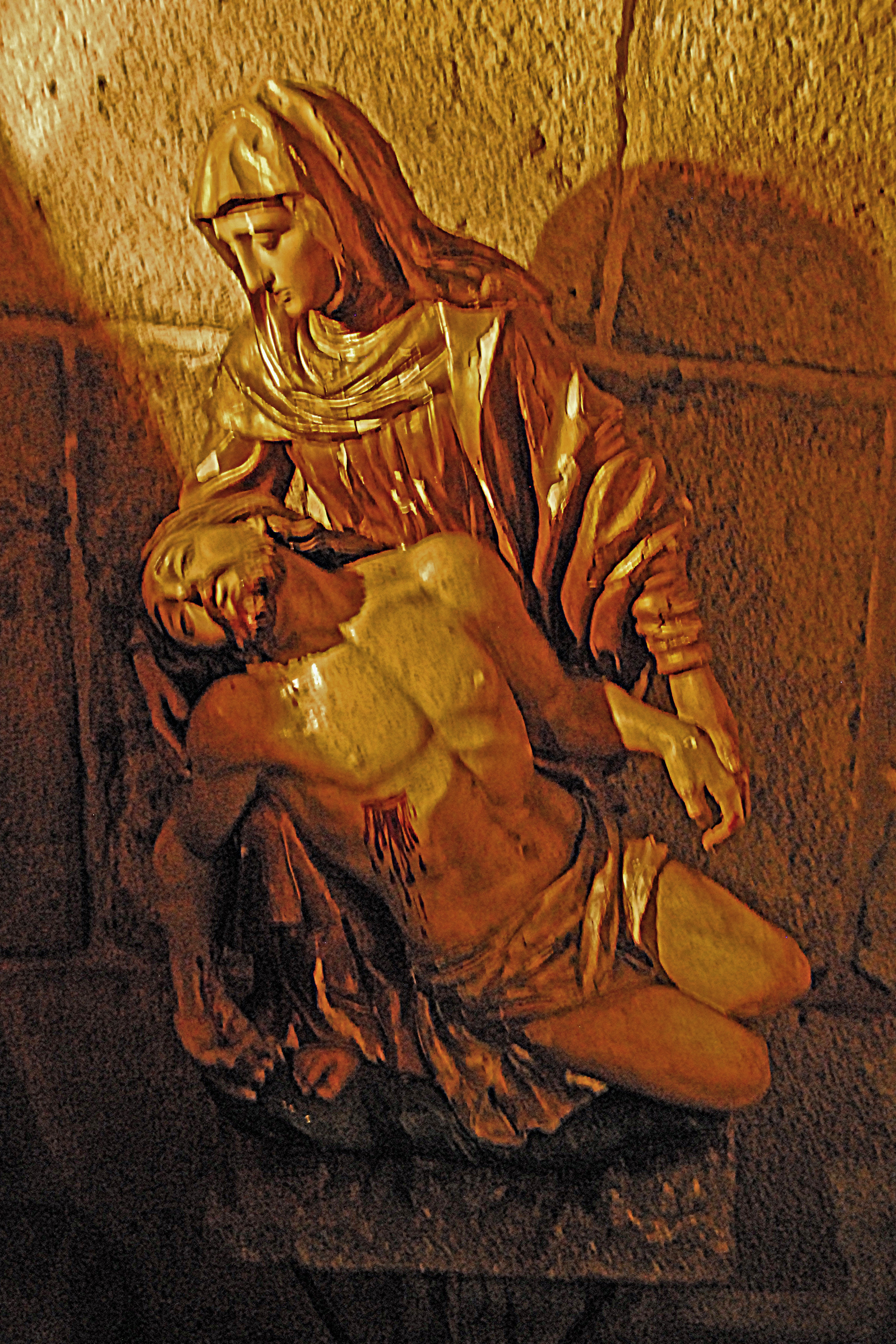
Pietà
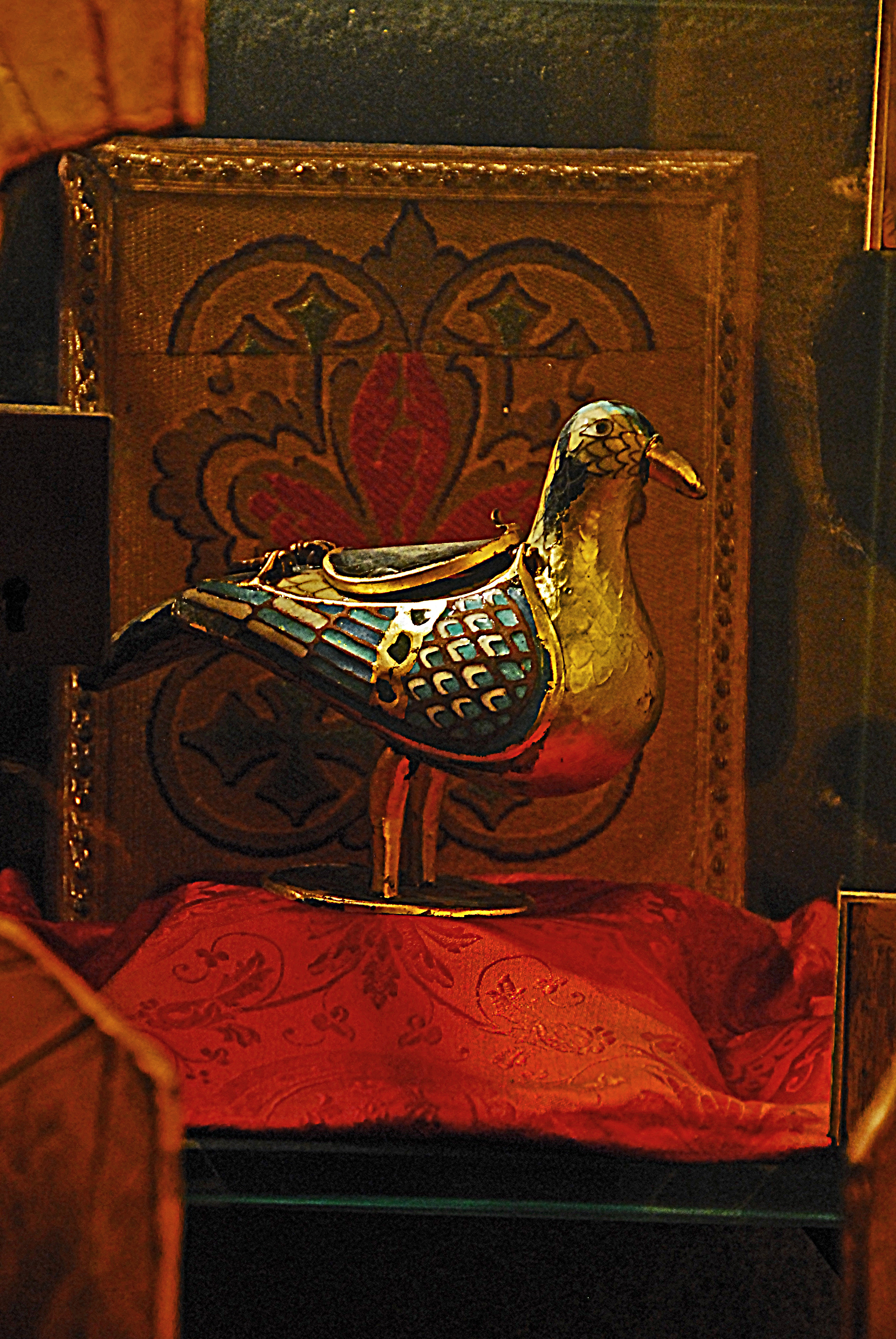
Hostientaube
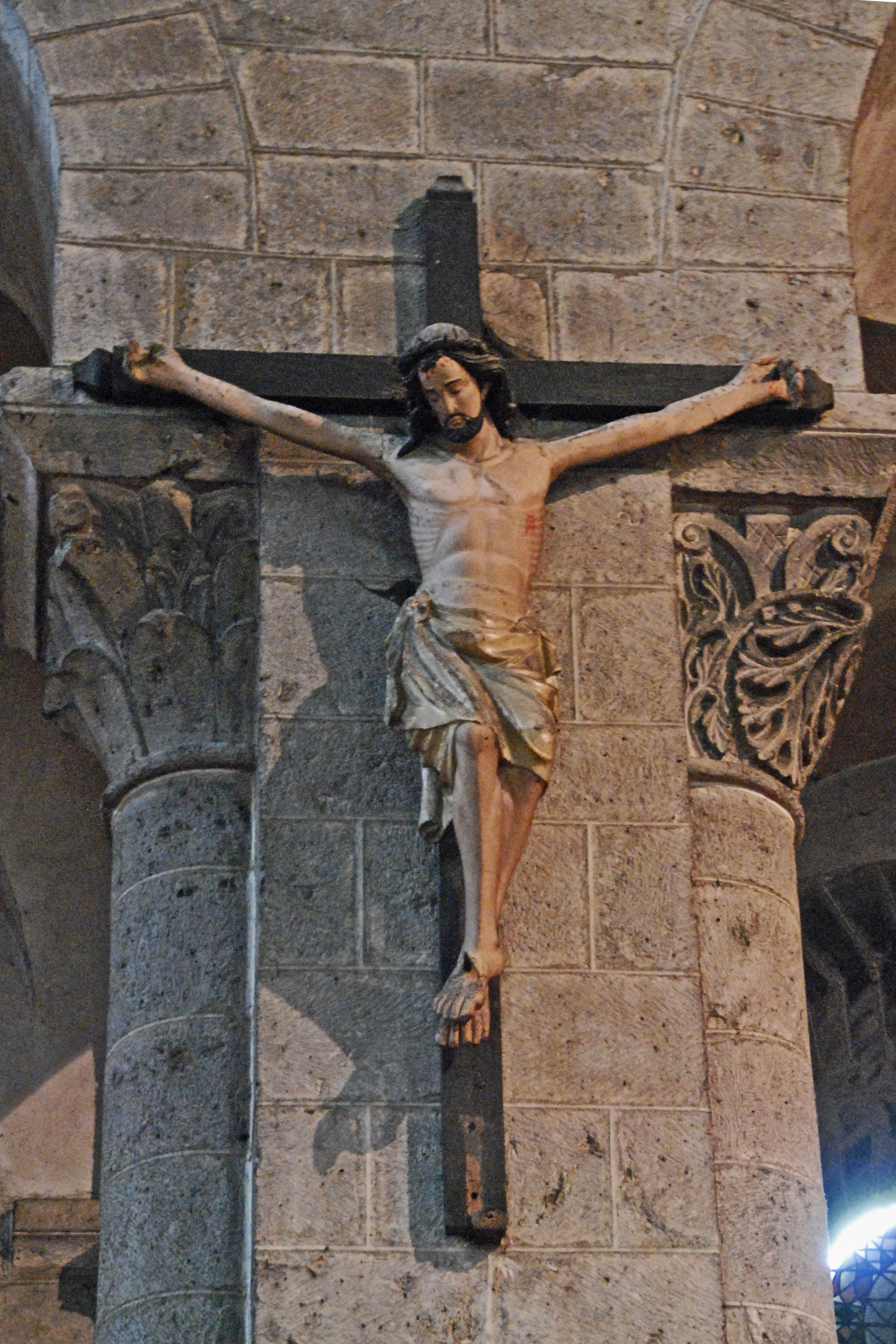
Kruzifix
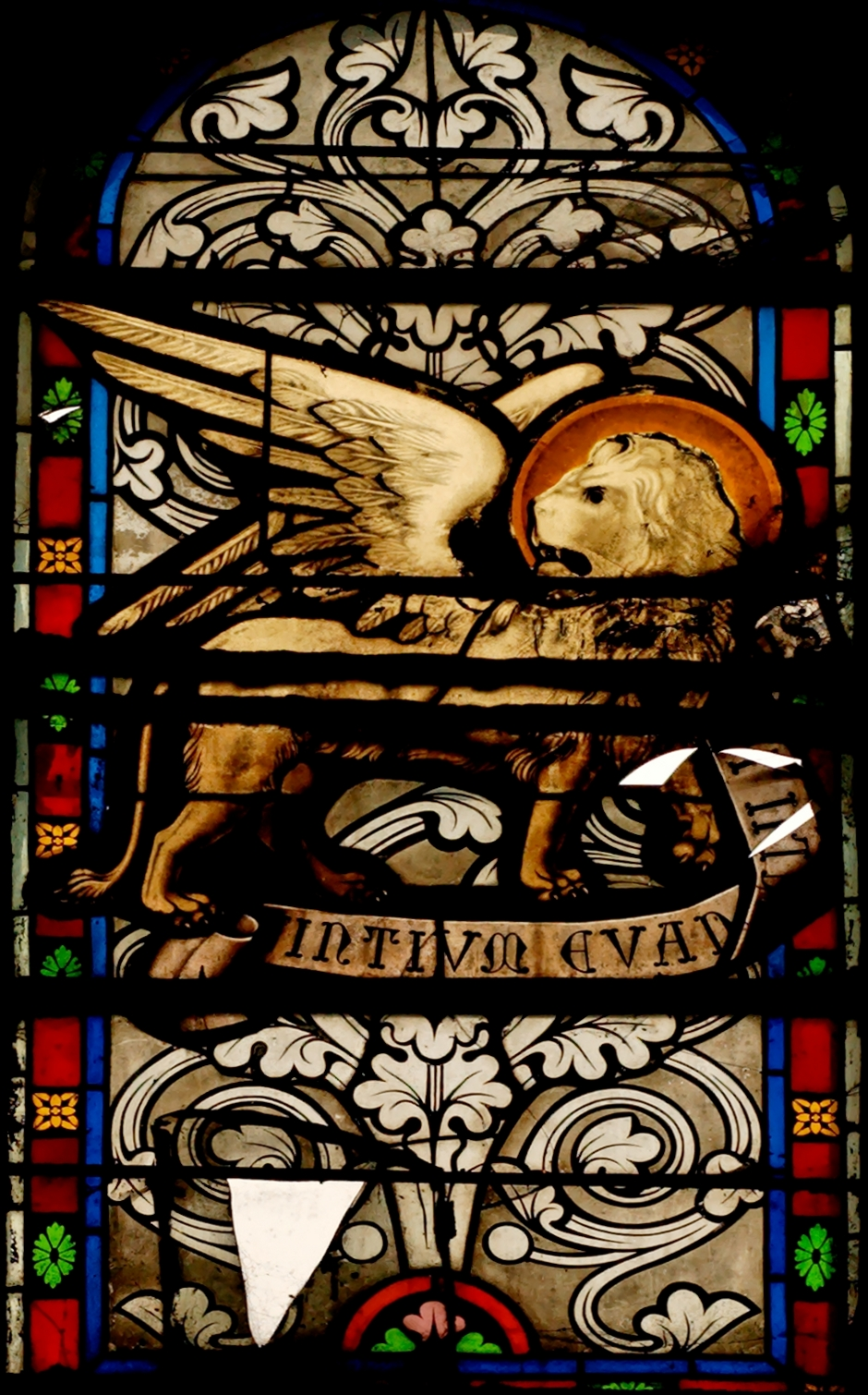
Chorfenster mit dem Markuslöwen
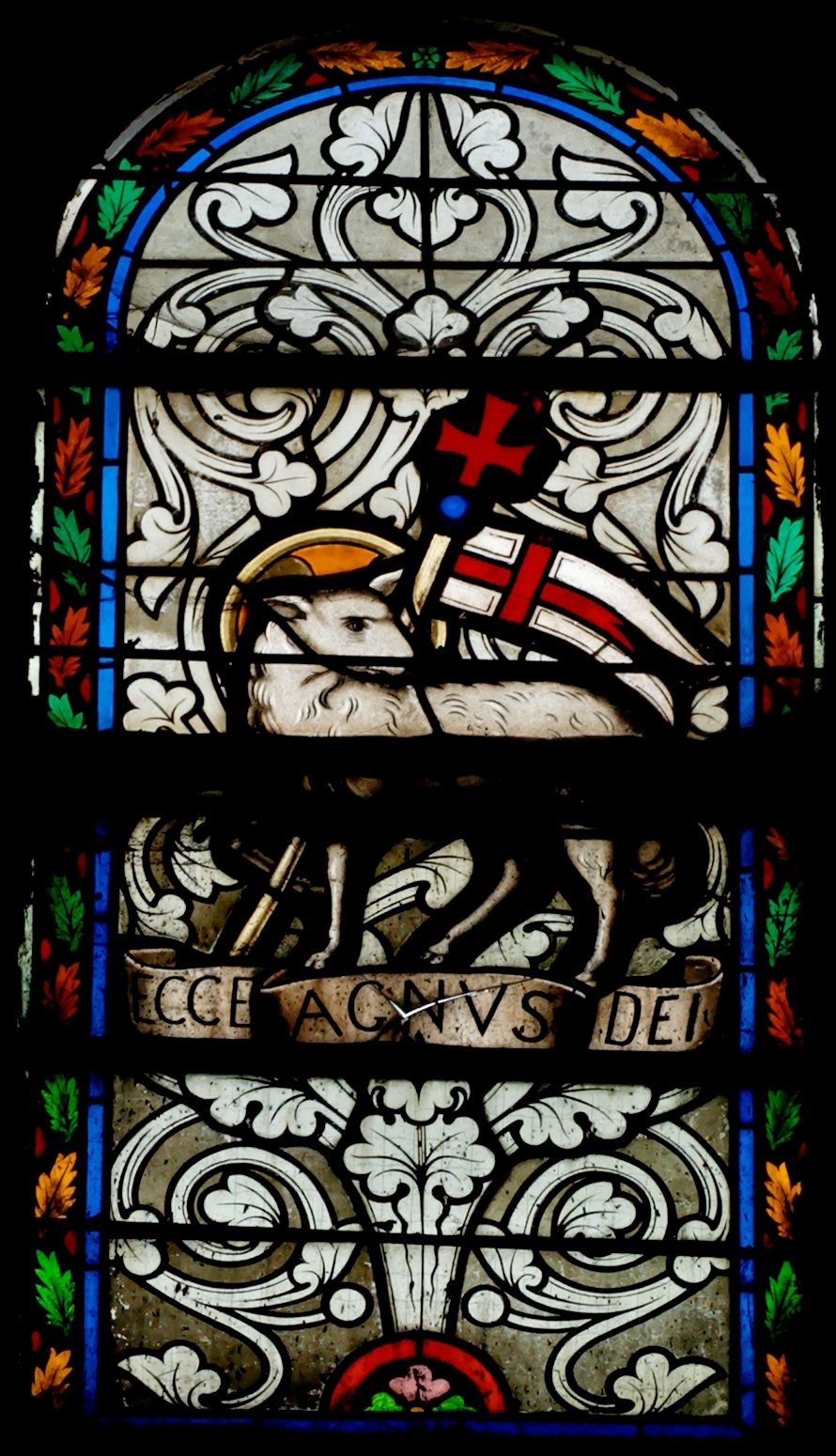
Chorfenster mit Agnus Dei
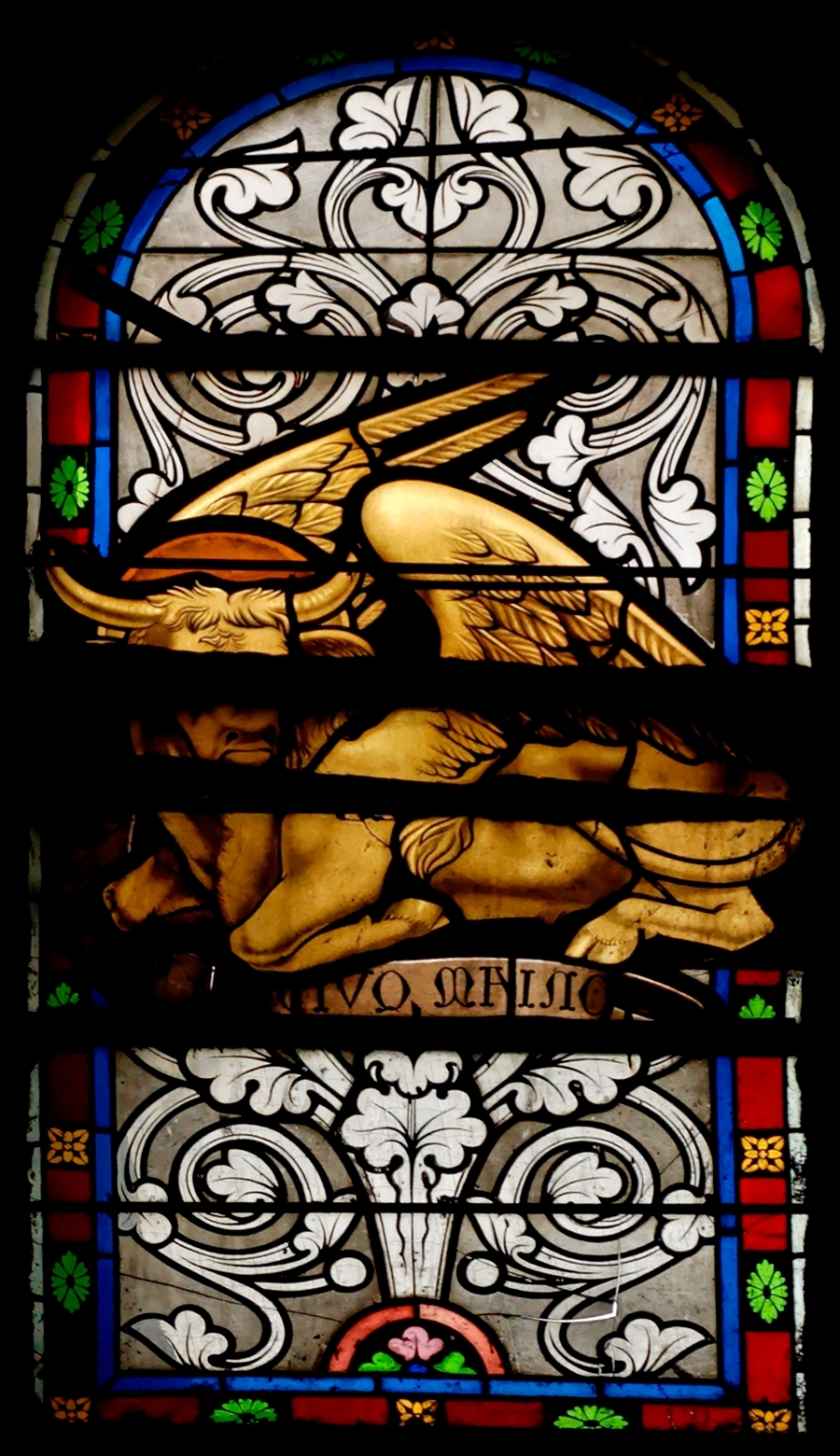
Chorfenster mit dem Stier des Evangelisten Lukas
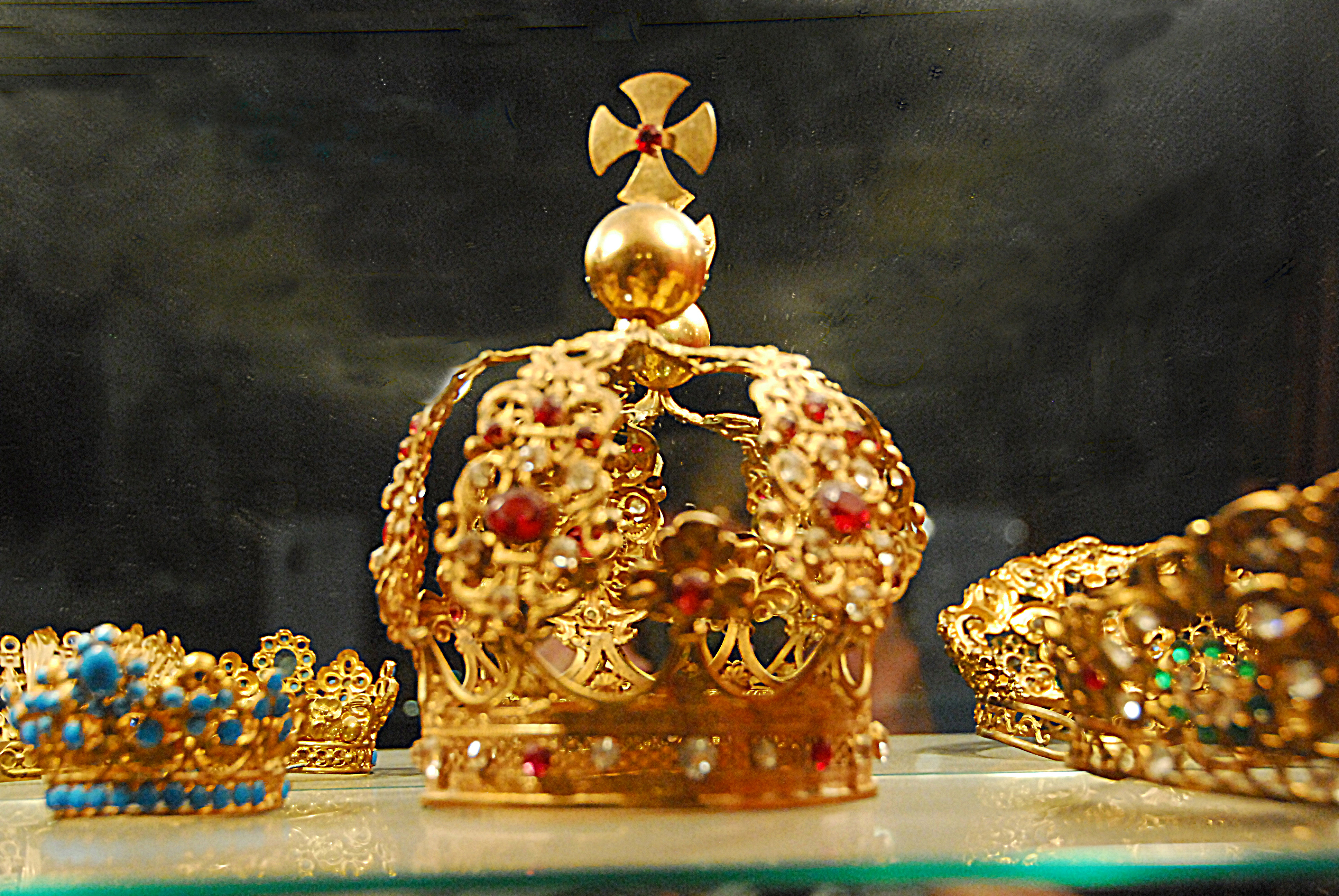
Kronen aus dem Kirchenschatz